# Carl Schmitt

Carl Schmitt als Student (1912)

Carl Schmitt (zeitweise auch Carl Schmitt-Dorotić; * 11. Juli 1888 in Plettenberg; † 7. April 1985 ebenda) war ein deutscher Jurist, der auch als politischer Philosoph rezipiert wird. Er gilt als einer der bekanntesten, wirkmächtigsten und zugleich umstrittensten deutschen Staats- und Völkerrechtler des 20. Jahrhunderts.
Schmitts Denken kreiste um Fragen der Macht, der Gewalt und der Rechtsverwirklichung. Neben dem Staats- und Verfassungsrecht streifen seine Veröffentlichungen zahlreiche weitere Disziplinen wie Politikwissenschaft, Soziologie, Theologie, Germanistik und Philosophie. Sein breitgespanntes Œuvre umfasst außer juristischen und politischen Arbeiten weitere Textgattungen wie Satiren, Reisenotizen, ideengeschichtliche Untersuchungen oder germanistische Textinterpretationen. Als Jurist prägte er eine Reihe von Begriffen und Konzepten, die in den wissenschaftlichen, politischen und allgemeinen Sprachgebrauch eingegangen sind, etwa „Politische Theologie“ (1922), „Freund-Feind-Unterscheidung“ (1927), „Verfassungswirklichkeit“ (1928), oder „dilatorischer Formelkompromiss“ (1931).
Schmitt trat ab 1933 für den Nationalsozialismus ein und wurde am 1. Mai 1933 Mitglied der NSDAP. Die Morde zur vorgeblichen Prävention des sogenannten Röhm-Putsches von 1934 rechtfertigte Schmitt durch sein juristisches Prinzip der „Führer-Ordnung“. Die antisemitischen Nürnberger Gesetze von 1935 nannte er eine „Verfassung der Freiheit“. Er war Protegé von Hermann Göring und Hans Frank. 1936 wurde ihm aus Kreisen der SS Opportunismus vorgeworfen; er verlor zwar daraufhin seine Parteiämter, blieb aber Mitglied der NSDAP. Dank der Protektion durch Göring und Frank blieb er Preußischer Staatsrat und behielt auch seine Professur an der Friedrich-Wilhelms-Universität zu Berlin. Nach dem Ende des Nationalsozialismus verweigerte er sich einer Entnazifizierung und wirkte fortan als Privatgelehrter ohne Professur. Über seine Schüler und Bewunderer verfügte er über einen gewissen Einfluss in der westdeutschen Rechtswissenschaft.
Schmitt wird aufgrund seiner wissenschaftlichen Positionen und insbesondere wegen seines staatsrechtlichen Einsatzes für den Nationalsozialismus als Gegner der parlamentarischen Demokratie und des Liberalismus sowie als „Prototyp des gewissenlosen Wissenschaftlers, der jeder Regierung dient, wenn es der eigenen Karriere nutzt“ angesehen. Allerdings wird er aufgrund seiner indirekten Wirkung auf das Staatsrecht und die Rechtswissenschaft der frühen Bundesrepublik sowie der breiten internationalen Rezeption seiner Gedanken mitunter auch als „Klassiker des politischen Denkens“ eingeordnet.
Prägende Einflüsse für sein Denken bezog Schmitt von politischen Philosophen und Staatsdenkern wie Thomas Hobbes, Niccolò Machiavelli, Aristoteles, Jean-Jacques Rousseau, Juan Donoso Cortés oder Zeitgenossen wie Georges Sorel und Vilfredo Pareto. Sein antisemitisches Weltbild war von den Thesen Bruno Bauers geprägt.

## Leben

### Kindheit, Jugend, Ehe

Carl Schmitt (Mitte) mit Mitschülern vor dem Attendorner Konvikt im Winter 1902/03

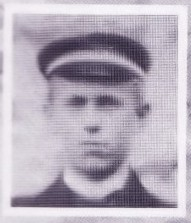
Carl Schmitt als Schüler im Jahre 1904

Schmitt entstammte einer katholisch-kleinbürgerlichen Familie im Sauerland. Er war das zweite von fünf Kindern des Krankenkassenverwalters Johann Schmitt (1853–1945) und dessen Frau Louise, geb. Steinlein (1863–1943). Der Junge wohnte im katholischen Konvikt in Attendorn und besuchte dort das staatliche Gymnasium. Nach dem Abitur wollte Schmitt zunächst Philologie studieren; auf dringendes Anraten eines Onkels hin studierte er dann aber Jura.
Sein Studium begann Schmitt zum Sommersemester 1907 an der Friedrich-Wilhelms-Universität zu Berlin. In der Weltstadt traf er als „obskurer junger Mann bescheidener Herkunft“ aus dem Sauerland auf ein Milieu, von dem für ihn eine „starke Repulsion“ ausging. Zum Sommersemester 1908 wechselte er an die Ludwig-Maximilians-Universität München.
Ab dem Wintersemester 1908/09 setzte Schmitt sein Studium an der Universität Straßburg fort, wurde dort 1910 mit der von Fritz van Calker betreuten strafrechtlichen Arbeit Über Schuld und Schuldarten promoviert und absolvierte im Frühjahr 1915 das Assessor-Examen. Im Februar 1915 trat Schmitt als Kriegsfreiwilliger in das Bayerische Infanterie-Leibregiment in München ein, kam jedoch nicht zum Fronteinsatz, da er bereits Ende März 1915 zur Dienstleistung beim Stellvertretenden Generalkommando des I. bayerischen Armee-Korps kommandiert wurde.
Im selben Jahr heiratete Schmitt Pawla Dorotić, eine angebliche kroatische Adelstochter, die Schmitt zunächst für eine spanische Tänzerin hielt und die sich später – im Zuge eines für Schmitt peinlichen Skandals – als Hochstaplerin herausstellte. 1924 wurde die Ehe vom Landgericht Bonn annulliert. 1926 heiratete er eine frühere Studentin, die Serbin Duška Todorović (1903–1950). Da seine vorige Ehe nicht kirchenrechtlich annulliert wurde, blieb er als Katholik allerdings bis zum Tode seiner zweiten Frau im Jahre 1950 exkommuniziert. Aus der zweiten Ehe ging sein einziges Kind hervor, die Tochter Anima (1931–1983).

### Kunst und Bohème, Beginn der akademischen Karriere, erste Veröffentlichungen

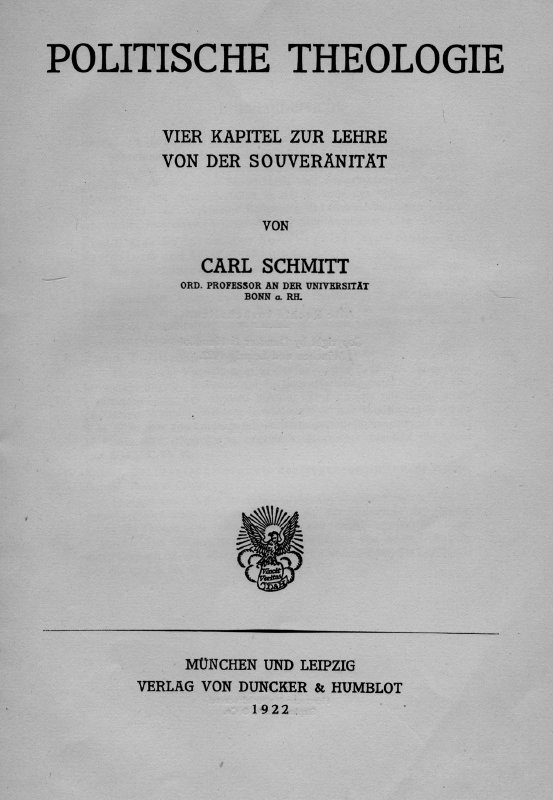
Politische Theologie. Vier Kapitel zur Lehre von der Souveränität, 1922

Carl Schmitt, München 1917

Bereits früh zeigte sich bei Schmitt eine künstlerische Ader. So trat er mit eigenen literarischen Versuchen hervor (Der Spiegel, Die Buribunken, Schattenrisse; er soll sich sogar mit dem Gedanken an einen Gedichtzyklus mit dem Titel Die große Schlacht um Mitternacht getragen haben) und verfasste eine Studie über den bekannten zeitgenössischen Dichter Theodor Däubler (Theodor Däublers ‚Nordlicht‘). Er kann zu dieser Zeit als Teil der „Schwabinger Bohème“ betrachtet werden.
Seine literarischen Arbeiten bezeichnete der Staatsrechtler später als „Dada avant la lettre“. Mit einem der Gründerväter des Dadaismus, Hugo Ball, war er befreundet, ebenso mit dem Dichter und Herausgeber Franz Blei, einem Förderer Robert Musils und Franz Kafkas. Der ästhetisierende Jurist und die politisierenden Belletristen tauschten sich regelmäßig aus, und es sind wechselseitige Beeinflussungen feststellbar. Mit Lyrikern pflegte Schmitt zu dieser Zeit besonders enge Kontakte, etwa mit dem mittlerweile vergessenen Dichter des politischen Katholizismus, Konrad Weiß. Gemeinsam mit Hugo Ball besuchte Schmitt den Literaten Hermann Hesse – ein Kontakt, der sich jedoch nicht aufrechterhalten ließ. Später freundete sich Schmitt mit Ernst Jünger sowie mit dem Maler und Schriftsteller Richard Seewald an.
Schmitt habilitierte sich 1914 mit der Arbeit Der Wert des Staates und die Bedeutung des Einzelnen für Staats- und Verwaltungsrecht, Völkerrecht und Staatstheorie. Nach einer Lehrtätigkeit an der Handelshochschule München (1920) folgte Schmitt in kurzen Abständen Rufen nach Greifswald (1921), Bonn (1921), an die Handelshochschule Berlin (1928), Köln (1933) und wieder Berlin (Friedrich-Wilhelms-Universität 1933–1945). Der Habilitationsschrift folgten kurz nacheinander weitere Veröffentlichungen, etwa Politische Romantik (1919) oder Die Diktatur (1921) im Verlag Duncker & Humblot unter dem Lektorat von Ludwig Feuchtwanger. Seine erste akademische Anstellung in München sowie später den Ruf an die Handelshochschule Berlin verdankte Schmitt dem jüdischen Nationalökonomen Moritz Julius Bonn.
Auch unter Nichtjuristen wurde Schmitt durch seine sprachmächtigen und schillernden Formulierungen schnell bekannt. Sein Stil war neu und galt in weit über das wissenschaftliche Milieu hinausgehenden Kreisen als spektakulär. Er schrieb nicht wie ein Jurist, sondern inszenierte seine Texte poetisch-dramatisch und versah sie mit mythischen Bildern und Anspielungen.
Seine Schriften waren überwiegend kleine Broschüren, die in ihrer thesenhaften Zuspitzung zur Auseinandersetzung zwangen. Schmitt war überzeugt, dass „oft schon der erste Satz über das Schicksal einer Veröffentlichung entscheidet“. Viele Eröffnungssätze seiner Veröffentlichungen – etwa: „Es gibt einen antirömischen Affekt“, „Der Begriff des Staates setzt den Begriff des Politischen voraus“ oder „Souverän ist, wer über den Ausnahmezustand entscheidet“ – wurden schnell berühmt.
Von der Breite und Vielfältigkeit der Reaktionen, die Schmitt auslöste, zeugt insbesondere die umfangreiche Korrespondenz, die heute in seinem Nachlass – einem der größten in deutschen Archiven aufbewahrten Nachlässe überhaupt – einsehbar ist und sukzessive publiziert wird.
In Bonn pflegte der Staatsrechtler Kontakte zum Jungkatholizismus (er schrieb u. a. für Carl Muths Zeitschrift Hochland) und zeigte ein verstärktes Interesse an kirchenrechtlichen Themen. Dies führte ihn 1924 mit dem evangelischen Theologen und späteren Konvertiten Erik Peterson zusammen, mit dem er bis 1933 eng befreundet war. Die Beschäftigung mit dem Kirchenrecht schlug sich in Schriften wie Politische Theologie (1922) und Römischer Katholizismus und politische Form (1923, in zweiter Auflage mit kirchlichem Imprimatur) nieder. Freundschaftlich verbunden war Schmitt in dieser Zeit auch mit einigen katholischen Theologen, allen voran Karl Eschweiler (1886–1936), den er als Privatdozenten für Fundamentaltheologie in Bonn Mitte der 1920er Jahre kennengelernt hatte und mit dem er bis zu dessen Tod 1936 wissenschaftlich und persönlich in engem Kontakt blieb.
Bis 1933 pflegte Schmitt „teilweise freundschaftliche Beziehungen“ zu jüdischen Kollegen wie Hermann Heller, Erich Kaufmann und Hans Kelsen und aus anderen Bereichen, wie dem Schriftsteller Franz Blei und dem Nationalökonomen Moritz Julius Bonn. Seine Verfassungslehre (1928) widmete er seinem 1914 gefallenen jüdischen Freund, Fritz Eisler. „Mit Eisler zusammen hatte Schmitt seine pseudonyme satirische Schrift Schattenrisse publiziert, freundschaftliche Kontakte zum expressionistischen Dichter Theodor Däubler gepflegt und ein Buch über Däubler geplant.“

### Politische Publizistik und Beratertätigkeit in der Weimarer Republik

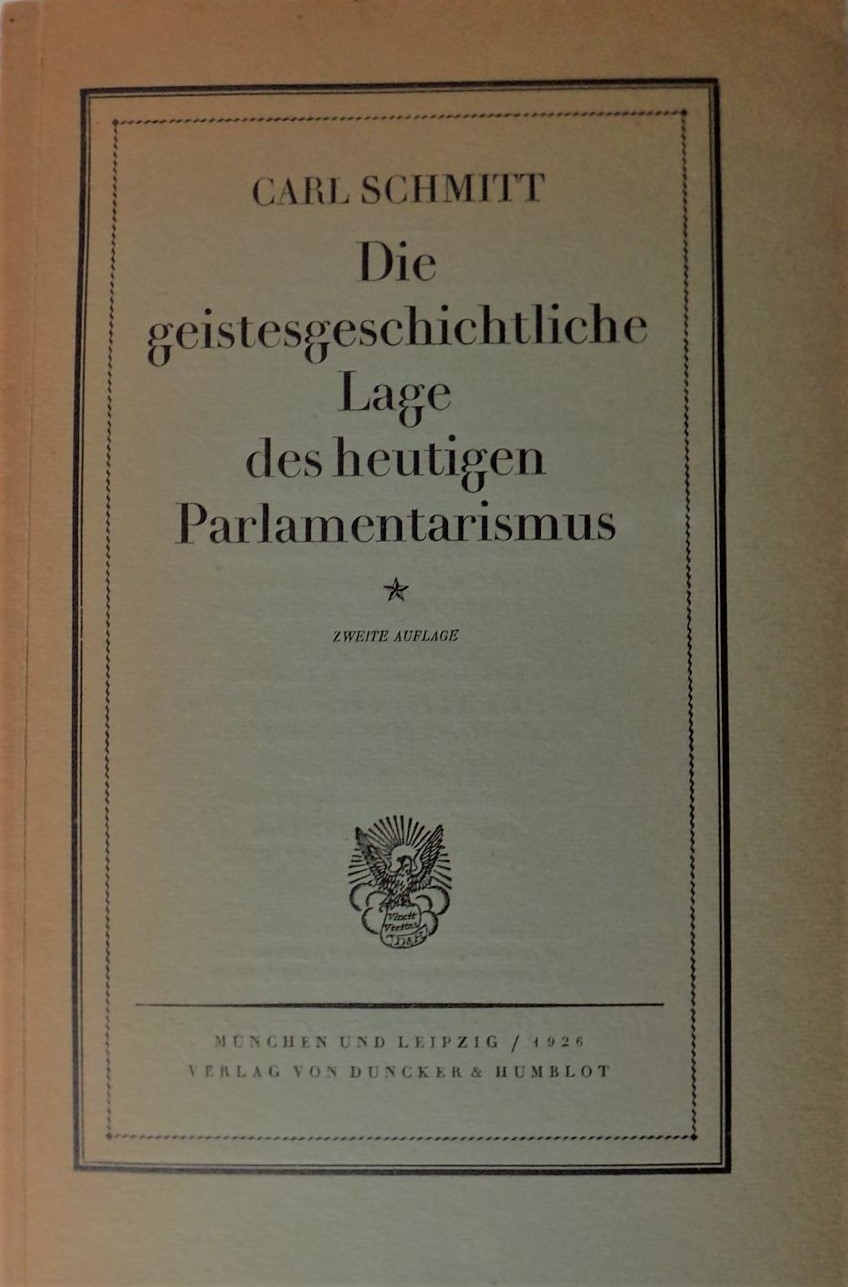
Die geistesgeschichtliche Lage des heutigen Parlamentarismus, 2. Auflage, 1926

1924 erschien Schmitts erste explizit politische Schrift mit dem Titel Die geistesgeschichtliche Lage des heutigen Parlamentarismus. Im Jahre 1928 legte er sein bedeutendstes wissenschaftliches Werk vor, die Verfassungslehre, in der er die Weimarer Verfassung einer systematischen juristischen Analyse unterzog und eine neue wissenschaftliche Literaturgattung begründete: neben der klassischen Staatslehre etablierte sich seitdem die Verfassungslehre als eigenständige Disziplin des Öffentlichen Rechts.
Im Jahr des Erscheinens der Verfassungslehre wechselte er an die Handelshochschule in Berlin, auch wenn das in Bezug auf seinen Status als Wissenschaftler einen Rückschritt bedeutete. Dafür konnte er im politischen Berlin zahlreiche Kontakte knüpfen, die bis in Regierungskreise hinein reichten. Hier entwickelte er gegen die herrschenden Ansichten die Theorie vom „unantastbaren Wesenskern“ der Verfassung („Verfassungslehre“).
Ordnungspolitisch trat der ökonomisch informierte Jurist für einen starken Staat ein, der auf einer „freien Wirtschaft“ basieren sollte. Hier traf sich Schmitts Vorstellung in vielen Punkten mit dem Ordoliberalismus oder späteren Neoliberalismus, zu deren Ideengebern er in dieser Zeit enge Kontakte unterhielt, insbesondere zu Alexander Rüstow. In einem Vortrag vor Industriellen im November 1932 mit dem Titel Starker Staat und gesunde Wirtschaft forderte er eine aktive „Entpolitisierung“ des Staates und einen Rückzug aus „nichtstaatlichen Sphären“:

„Immer wieder zeigt sich dasselbe: nur ein starker Staat kann entpolitisieren, nur ein starker Staat kann offen und wirksam anordnen, daß gewisse Angelegenheiten, wie Verkehr oder Rundfunk, sein Regal sind und von ihm als solche verwaltet werden, daß andere Angelegenheiten der […] wirtschaftlichen Selbstverwaltung zugehören, und alles übrige der freien Wirtschaft überlassen wird.“

Bei diesen Ausführungen spielte Schmitt auf einen Vortrag Rüstows an, den dieser zwei Monate zuvor unter dem Titel Freie Wirtschaft, starker Staat gehalten hatte. Rüstow hatte sich darin seinerseits auf Carl Schmitt bezogen: „Die Erscheinung, die Carl Schmitt im Anschluß an Ernst Jünger den ‚totalen Staat‘ genannt hat […], ist in Wahrheit das genaue Gegenteil davon: nicht Staatsallmacht, sondern Staatsohnmacht. Es ist ein Zeichen jämmerlichster Schwäche des Staates, einer Schwäche, die sich des vereinten Ansturms der Interessentenhaufen nicht mehr erwehren kann. Der Staat wird von den gierigen Interessenten auseinandergerissen. […] Was sich hier abspielt, staatspolitisch noch unerträglicher als wirtschaftspolitisch, steht unter dem Motto: ‚Der Staat als Beute‘.“
Den so aufgefassten Egoismus gesellschaftlicher Interessensgruppen bezeichnete Schmitt (in negativer Auslegung des gleichnamigen Konzeptes von Harold Laski) als Pluralismus. Dem Pluralismus partikularer Interessen setzte er die Einheit des Staates entgegen, die für ihn durch den vom Volk gewählten Reichspräsidenten repräsentiert wurde.
In Berlin erschienen Der Begriff des Politischen (1927 zunächst als Aufsatz), Der Hüter der Verfassung (1931) und Legalität und Legitimität (1932). Mit Hans Kelsen lieferte sich Schmitt eine vielbeachtete Kontroverse über die Frage, ob der „Hüter der Verfassung“ der Verfassungsgerichtshof oder der Reichspräsident sei. Zugleich näherte er sich reaktionären Strömungen an, indem er Stellung gegen den Parlamentarismus bezog.
Als Hochschullehrer war Schmitt wegen seiner Kritik an der Weimarer Verfassung zunehmend umstritten. So wurde er etwa von den der Sozialdemokratie nahestehenden Staatsrechtlern Hans Kelsen und Hermann Heller scharf kritisiert. Die Weimarer Verfassung, so meinte er, schwäche den Staat durch einen „neutralisierenden“ Liberalismus und sei somit nicht fähig, die Probleme der aufkeimenden „Massendemokratie“ zu lösen.
Liberalismus war für Schmitt im Anschluss an Cortés nichts anderes als organisierte Unentschiedenheit: „Sein Wesen ist Verhandeln, abwartende Halbheit, mit der Hoffnung, die definitive Auseinandersetzung, die blutige Entscheidungsschlacht könnte in eine parlamentarische Debatte verwandelt werden und ließe sich durch ewige Diskussion ewig suspendieren“. Das Parlament ist in dieser Perspektive der Hort der romantischen Idee eines „ewigen Gesprächs“. Daraus folge: „Jener Liberalismus mit seinen Inkonsequenzen und Kompromissen lebt […] nur in dem kurzen Interim, in dem es möglich ist, auf die Frage: Christus oder Barrabas, mit einem Vertagungsantrag oder der Einsetzung einer Untersuchungskommission zu antworten“. Die Garantien der Oppositionsrechte in den Geschäftsordnungen wirkten, so Schmitt, „wie eine überflüssige Dekoration, unnütz und sogar peinlich, als hätte jemand die Heizkörper einer modernen Zentralheizung mit roten Flammen angemalt, um die Illusion eines lodernden Feuers hervorzurufen.“
Die parlamentarische Demokratie hielt Schmitt für eine veraltete „bürgerliche“ Regierungsmethode, die gegenüber den aufkommenden „vitalen Bewegungen“ ihre Evidenz verloren habe. Der „relativen“ Rationalität des Parlamentarismus trete der Irrationalismus mit einer neuartigen Mobilisierung der Massen gegenüber. Der Irrationalismus versuche gegenüber der ideologischen Abstraktheit und den „Scheinformen der liberal-bürgerlichen Regierungsmethoden“ zum „konkret Existenziellen“ zu gelangen. Dabei stütze er sich auf einen „Mythus vom vitalen Leben“. Daher proklamierte Schmitt: „Diktatur ist der Gegensatz zu Diskussion“.
Als Vertreter des Irrationalismus identifizierte Schmitt zwei miteinander verfeindete Bewegungen: den revolutionären Syndikalismus der Arbeiterbewegung und den Nationalismus des italienischen Faschismus. „Der stärkere Mythus“ liegt ihm zufolge aber „im Nationalen“. Als Beleg führte er Mussolinis Marsch auf Rom an.
Den italienischen Faschismus verwendete Schmitt als eine Folie, vor deren Hintergrund er die Herrschaftsformen des „alten Liberalismus“ kritisierte. Dabei hatte er sich nie mit den realen Erscheinungsformen des Faschismus auseinandergesetzt. Sein Biograph Paul Noack urteilt: „[Der] Faschismus wird von [Schmitt] als Beispiel eines autoritären Staates (im Gegensatz zu einem totalitären) interpretiert. Dabei macht er sich kaum die Mühe, die Realität dieses Staates hinter dessen Rhetorik aufzuspüren. Hier wie in anderen Fällen genügt ihm die Konstruktionszeichnung, um sich das Haus vorzustellen. Zweifellos ist es der Anspruch von Größe und Geschichtlichkeit, der ihn in bewundernde Kommentare über Mussolinis neapolitanische Rede vor dem Marsch auf Rom ausbrechen läßt.“
Laut Schmitt bringt der Faschismus einen totalen Staat aus Stärke hervor, keinen totalen Staat aus Schwäche. Er ist kein „neutraler“ Mittler zwischen den Interessensgruppen, kein „kapitalistischer Diener des Privateigentums“, sondern ein „höherer Dritter zwischen den wirtschaftlichen Gegensätzen und Interessen“. Dabei verzichte der Faschismus auf die „überlieferten Verfassungsklischees des 19. Jahrhunderts“ und versuche eine Antwort auf die Anforderungen der modernen Massendemokratie zu geben.

„Daß der Faschismus auf Wahlen verzichtet und den ganzen ‚elezionismo‘ haßt und verachtet, ist nicht etwa undemokratisch, sondern antiliberal und entspringt der richtigen Erkenntnis, daß die heutigen Methoden geheimer Einzelwahl alles Staatliche und Politische durch eine völlige Privatisierung gefährden, das Volk als Einheit ganz aus der Öffentlichkeit verdrängen (der Souverän verschwindet in der Wahlzelle) und die staatliche Willensbildung zu einer Summierung geheimer und privater Einzelwillen, das heißt in Wahrheit unkontrollierbarer Massenwünsche und -ressentiments herabwürdigen.“

Gegen ihre desintegrierende Wirkung kann man sich Schmitt zufolge nur schützen, wenn man im Sinne von Rudolf Smends Integrationslehre eine Rechtspflicht des einzelnen Staatsbürgers konstruiert, bei der geheimen Stimmabgabe nicht sein privates Interesse, sondern das Wohl des Ganzen im Auge zu haben – angesichts der Wirklichkeit des sozialen und politischen Lebens sei dies aber ein schwacher und sehr problematischer Schutz. Schmitts Folgerung lautet:

„Jene Gleichsetzung von Demokratie und geheimer Einzelwahl ist Liberalismus des 19. Jahrhunderts und nicht Demokratie.“

Nur zwei Staaten, das bolschewistische Russland und das faschistische Italien, hätten den Versuch gemacht, mit den überkommenen Verfassungsprinzipien des 19. Jahrhunderts zu brechen, um die großen Veränderungen in der wirtschaftlichen und sozialen Struktur auch in der staatlichen Organisation und in einer geschriebenen Verfassung zum Ausdruck zu bringen. Gerade nicht intensiv industrialisierte Länder wie Russland und Italien könnten sich eine moderne Wirtschaftsverfassung geben.
In hochentwickelten Industriestaaten ist die innenpolitische Lage nach Schmitts Auffassung vom „Phänomen der ‚sozialen Gleichgewichtsstruktur‘ zwischen Kapital und Arbeit“ beherrscht: Arbeitgeber und Arbeitnehmer stehen sich mit gleicher sozialer Macht gegenüber und keine Seite kann der anderen eine radikale Entscheidung aufdrängen, ohne einen furchtbaren Bürgerkrieg auszulösen. Dieses Phänomen sei vor allem von Otto Kirchheimer staats- und verfassungstheoretisch behandelt worden. Aufgrund der Machtgleichheit seien in den industrialisierten Staaten „auf legalem Wege soziale Entscheidungen und fundamentale Verfassungsänderungen nicht mehr möglich, und alles, was es an Staat und Regierung gibt, ist dann mehr oder weniger eben nur der neutrale (und nicht der höhere, aus eigener Kraft und Autorität entscheidende) Dritte“. Der italienische Faschismus versuche demnach, mit Hilfe einer geschlossenen Organisation diese Suprematie des Staates gegenüber der Wirtschaft herzustellen. Daher komme das faschistische Regime auf Dauer den Arbeitnehmern zugute, weil diese heute das Volk seien und der Staat nun einmal die politische Einheit des Volkes.
Die Kritik bürgerlicher Institutionen war es, die Schmitt in dieser Phase für junge sozialistische Juristen wie Ernst Fraenkel, Otto Kirchheimer und Franz Neumann interessant machte. Umgekehrt profitierte Schmitt von den unorthodoxen Denkansätzen dieser linken Systemkritiker. So hatte Schmitt den Titel einer seiner bekanntesten Abhandlungen (Legalität und Legitimität) von Otto Kirchheimer entliehen. Ernst Fraenkel besuchte Schmitts staatsrechtliche Arbeitsgemeinschaften und bezog sich positiv auf dessen Kritik des destruktiven Misstrauensvotums (Fraenkel, Verfassungsreform und Sozialdemokratie, Die Gesellschaft, 1932). Franz Neumann wiederum verfasste am 7. September 1932 einen euphorisch zustimmenden Brief anlässlich der Veröffentlichung des Buches Legalität und Legitimität. Kirchheimer urteilte über die Schrift im Jahre 1932: „Wenn eine spätere Zeit den geistigen Bestand dieser Epoche sichtet, so wird sich ihr das Buch von Carl Schmitt über Legalität und Legitimität als eine Schrift darbieten, die sich aus diesem Kreis sowohl durch ihr Zurückgehen auf die Grundlagen der Staatstheorie als auch durch ihre Zurückhaltung in den Schlussfolgerungen auszeichnet.“ In einem Aufsatz von Anfang 1933 mit dem Titel Verfassungsreform und Sozialdemokratie, in dem Kirchheimer verschiedene Vorschläge zur Reform der Weimarer Verfassung im Sinne einer Stärkung des Reichspräsidenten zu Lasten des Reichstags diskutierte, wies der SPD-Jurist auch auf Anfeindungen hin, der die Zeitschrift Die Gesellschaft aufgrund der positiven Anknüpfung an Carl Schmitt von kommunistischer Seite ausgesetzt war: „In Nr. 24 des Roten Aufbaus wird von ‚theoretischen Querverbindungen‘ zwischen dem ‚faschistischen Staatstheoretiker‘ Carl Schmitt und dem offiziellen theoretischen Organ der SPD, der Gesellschaft gesprochen, die besonders anschaulich im Fraenkelschen Aufsatz zutage treten sollen.“ Aus den fraenkelschen Ausführungen, in denen dieser sich mehrfach auf Schmitt bezogen hatte, ergebe sich in der logischen Konsequenz die Aufforderung zum Staatsstreich, die Fraenkel nur nicht offen auszusprechen wage. In der Tat hatte Fraenkel in der vorherigen Ausgabe der „Gesellschaft“ unter ausdrücklicher Anknüpfung an Carl Schmitt geschrieben: „Es hieße, der Sache der Verfassung den schlechtesten Dienst zu erweisen, wenn man die Erweiterung der Macht des Reichspräsidenten bis hin zum Zustande der faktischen Diktatur auf den Machtwillen des Präsidenten und der hinter ihm stehenden Kräfte zurückführen will. Wenn der Reichstag zur Bewältigung der ihm gesetzten Aufgaben unfähig wird, so muß vielmehr ein anderes Staatsorgan die Funktion übernehmen, die erforderlich ist, um in gefährdeten Zeiten den Staatsapparat weiterzuführen. Solange eine Mehrheit grundsätzlich staatsfeindlicher, in sich uneiniger Parteien im Parlament, kann ein Präsident, wie immer er auch heißen mag, gar nichts anderes tun, als den destruktiven Beschlüssen dieses Parlaments auszuweichen. Carl Schmitt hat unzweifelhaft recht, wenn er bereits vor zwei Jahren ausgeführt hat, daß die geltende Reichsverfassung einem mehrheits- und handlungsfähigen Reichstag alle Rechte und Möglichkeiten gibt, um sich als den maßgebenden Faktor staatlicher Willensbildung durchzusetzen. Ist das Parlament dazu nicht im Stande, so hat es auch nicht das Recht, zu verlangen, daß alle anderen verantwortlichen Stellen handlungsunfähig werden.“
Schmitt war ab 1930 für eine autoritäre Präsidialdiktatur eingetreten und pflegte Bekanntschaften zu politischen Kreisen, etwa dem späteren preußischen Finanzminister Johannes Popitz. Auch zur Reichsregierung selbst gewann er Kontakt, indem er enge Beziehungen zu Mittelsmännern des Generals, Ministers und späteren Kanzlers Kurt von Schleicher unterhielt. Schmitt stimmte sogar Publikationen und öffentliche Vorträge im Vorfeld mit den Mittelsmännern des Generals ab. Für die Regierungskreise waren einige seiner politisch-verfassungsrechtlichen Arbeiten, etwa die erweiterten Ausgaben von „Der Hüter der Verfassung“ (1931) oder „Der Begriff des Politischen“ (1932), von Interesse. Trotz seiner Kritik an Pluralismus und parlamentarischer Demokratie stand Schmitt vor der Machtergreifung 1933 den Umsturzbestrebungen von KPD und NSDAP gleichermaßen ablehnend gegenüber. Er unterstützte die Politik Schleichers, die darauf abzielte, das „Abenteuer Nationalsozialismus“ zu verhindern.
In seiner im Juli 1932 abgeschlossenen Abhandlung Legalität und Legitimität forderte der Staatsrechtler eine Entscheidung für die Substanz der Verfassung und gegen ihre Feinde. Er fasste dies in eine Kritik am neukantianischen Rechtspositivismus, wie ihn der führende Verfassungskommentator Gerhard Anschütz vertrat. Gegen diesen Positivismus, der nicht nach den Zielen politischer Gruppierungen fragte, sondern nur nach formaler Legalität, brachte Schmitt – hierin mit seinem Antipoden Heller einig – eine Legitimität in Stellung, die gegenüber dem Relativismus auf die Unverfügbarkeit politischer Grundentscheidungen verwies.
Die politischen Feinde der bestehenden Ordnung sollten klar als solche benannt werden, andernfalls führe die Indifferenz gegenüber verfassungsfeindlichen Bestrebungen in den politischen Selbstmord. Zwar hatte Schmitt sich hier klar für eine Bekämpfung verfassungsfeindlicher Parteien ausgesprochen, was er jedoch mit einer „folgerichtigen Weiterentwicklung der Verfassung“ meinte, die an gleicher Stelle gefordert wurde, blieb unklar. Hier wurde vielfach vermutet, es handele sich um einen konservativ-revolutionären „Neuen Staat“ Papen’scher Prägung, wie ihn etwa Heinz Otto Ziegler beschrieben hatte (Autoritärer oder totaler Staat, 1932). Verschiedene neuere Untersuchungen argumentieren dagegen, Schmitt habe im Sinne Schleichers eine Stabilisierung der politischen Situation erstrebt und Verfassungsänderungen als etwas Sekundäres betrachtet. In dieser Perspektive war die geforderte Weiterentwicklung eine faktische Veränderung der Machtverhältnisse, keine Etablierung neuer Verfassungsprinzipien.
1932 war Schmitt auf einem vorläufigen Höhepunkt seiner politischen Ambitionen angelangt: Er vertrat die Reichsregierung unter Franz von Papen zusammen mit Carl Bilfinger und Erwin Jacobi im Prozess um den sogenannten Preußenschlag gegen die staatsstreichartig abgesetzte preußische Regierung Otto Braun vor dem Staatsgerichtshof. Als enger Berater im Hintergrund wurde Schmitt in geheime Planungen eingeweiht, die auf die Ausrufung eines Staatsnotstands hinausliefen. Schmitt und Personen aus Schleichers Umfeld wollten durch einen intrakonstitutionellen „Verfassungswandel“ die Gewichte in Richtung einer konstitutionellen Demokratie mit präsidialer Ausprägung verschieben. Dabei sollten verfassungspolitisch diejenigen Spielräume genutzt werden, die in der Verfassung angelegt waren oder zumindest von ihr nicht ausgeschlossen wurden. Konkret schlug Schmitt vor, der Präsident solle gestützt auf Artikel 48 regieren, destruktive Misstrauensvoten oder Aufhebungsbeschlüsse des Parlaments sollten mit Verweis auf ihre fehlende konstruktive Basis ignoriert werden. In einem Positionspapier für Schleicher mit dem Titel: „Wie bewahrt man eine arbeitsfähige Präsidialregierung vor der Obstruktion eines arbeitsunwilligen Reichstages mit dem Ziel, ’die Verfassung zu wahren'“ wurde der „mildere Weg, der ein Minimum an Verfassungsverletzung darstellt“, empfohlen, nämlich: „die authentische Auslegung des Art. 54 [der das Misstrauensvotum regelt] in der Richtung der naturgegebenen Entwicklung (Mißtrauensvotum gilt nur seitens einer Mehrheit, die in der Lage ist, eine positive Vertrauensgrundlage herzustellen)“. Das Papier betonte: „Will man von der Verfassung abweichen, so kann es nur in der Richtung geschehen, auf die sich die Verfassung unter dem Zwang der Umstände und in Übereinstimmung mit der öffentlichen Meinung hin entwickelt. Man muß das Ziel der Verfassungswandlung im Auge behalten und darf nicht davon abweichen. Dieses Ziel ist aber nicht die Auslieferung der Volksvertretung an die Exekutive (der Reichspräsident beruft und vertagt den Reichstag), sondern es ist Stärkung der Exekutive durch Abschaffung oder Entkräftung von Art. 54 bezw. durch Begrenzung des Reichstages auf Gesetzgebung und Kontrolle. Dieses Ziel ist aber durch die authentische Interpretation der Zuständigkeit eines Mißtrauensvotums geradezu erreicht. Man würde durch einen erfolgreichen Präzedenzfall die Verfassung gewandelt haben.“
Wie stark Schmitt bis Ende Januar 1933 seine politischen Aktivitäten mit Kurt v. Schleicher verbunden hatte, illustriert sein Tagebucheintrag vom 27. Januar 1933: „Es ist etwas unglaubliches Geschehen. Der Hindenburg-Mythos ist zu Ende. Der Alte war schließlich auch nur ein Mac Mahon. Scheußlicher Zustand. Schleicher tritt zurück; Papen oder Hitler kommen. Der alte Herr ist verrückt geworden.“ Auch war Schmitt, wie Schleicher, zunächst ein Gegner der Kanzlerschafts Hitlers. Am 30. Januar verzeichnet sein Tagebuch den Eintrag: „Dann zum Cafe Kutscher, wo ich hörte, daß Hitler Reichskanzler und Papen Vizekanzler geworden ist. Zu Hause gleich zu Bett. Schrecklicher Zustand.“ Einen Tag später hieß es: „War noch erkältet. Telefonierte Handelshochschule und sagte meine Vorlesung ab. Wurde allmählich munterer, konnte nichts arbeiten, lächerlicher Zustand, las Zeitungen, aufgeregt. Wut über den dummen, lächerlichen Hitler.“

### Deutungsproblem 1933: Zäsur oder Kontinuität?

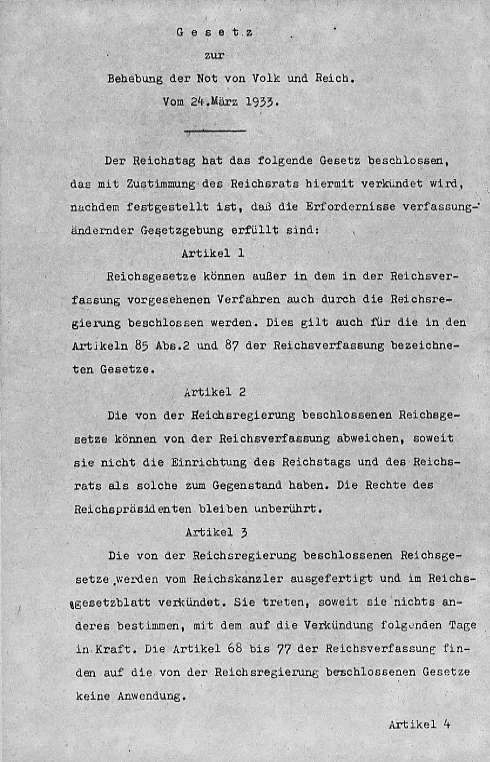
Das Ermächtigungsgesetz – für Schmitt Quelle neuer Legalität

Nach dem Ermächtigungsgesetz vom 24. März 1933 präsentierte sich Schmitt als überzeugter Anhänger der neuen Machthaber. Ob er dies aus Opportunismus oder aus innerer Überzeugung tat, ist umstritten. Fakt ist, dass Schmitt sich als „einer der ersten früheren Nationalsozialisten unter den Rechtslehrern“ sehr bald an die neuen Machtverhältnisse anpasst. Er entwickelt „einen außerordentlichen literarischen Eifer, der, wie sein Schriftenverzeichnis ausweist, bis Ende 1936 unvermindert andauerte“. Von April 1933, dem Zeitraum seines Eintritts in die NSDAP bis zum Verlust seiner relevanten Ämter im Dezember 1936, verfasste Schmitt mehr als vierzig Beiträge, viele davon erschienen außerhalb der Fachpresse. „Man muß für diese Phase wohl eher von rastloser Propaganda für den NS-Staat sprechen, die er zu seinem Arbeitsprogramm erhob.“ Im Berliner Verlag Duncker & Humblot erschienen seine meisten Werke. Schmitts am stärksten nationalsozialistisch gefärbte Veröffentlichungen erschienen jedoch in der Hanseatischen Verlagsanstalt Wandsbek.
Während einige Beobachter bei Schmitt einen „unbändigen Geltungsdrang“ sehen, der ihn dazu bewog, sich allen Regierungen seit Hermann Müller im Jahre 1930 als Berater anzudienen (nach 1945 habe er sogar versucht, sich Sowjets und US-Amerikanern zur Verfügung zu stellen), sehen andere in Schmitt einen radikalen Kritiker des Liberalismus, dessen Denken im Kern eine „allen rationalen Deduktionen vorausliegende, politische Option“ für den Nationalsozialismus aufgewiesen habe. Kurz, die Frage lautet, ob Schmitts Engagement für den Nationalsozialismus ein Problem der Theorie oder ein Problem des Charakters ist. Dieses ungelöste Forschungsproblem wird heute vorwiegend an der Frage diskutiert, ob das Jahr 1933 in der Theorie Schmitts einen Bruch darstelle oder eine Kontinuität. Dass diese sich widersprechenden Thesen bis heute vertreten werden, ist dem Umstand geschuldet, dass Schmitt in seinen Schriften mehrdeutig formulierte und sich als „Virtuose der retrospektiven, jeweils wechselnden Rechtfertigungsbedürfnissen angepaßten Selbstauslegung“ (Wilfried Nippel) erwies. Daher können sich auch Vertreter beider Extrempositionen (Bruch versus Kontinuität) zur Stützung ihrer These auf Selbstauskünfte Schmitts berufen.
Henning Ottmann bezeichnet die Antithese: „occasionelles Denken oder Kontinuität“ als die Grundfrage aller Schmitt-Deutung. Offen ist also, ob Schmitts Denken einer inneren Logik folgte (Kontinuität), oder ob es rein von äußeren Anlässen (Occasionen) getrieben war, denen innere Konsistenz und Folgerichtigkeit geopfert wurden. Eine Antwort auf diese Frage ist laut Ottmann nicht leicht zu finden: Wer bloße Occasionalität behaupte, müsse die Leitmotive schmittschen Denkens bis zu einem Dezisionismus verflüchtigen, der sich für alles und jedes entscheiden kann; wer dagegen reine Kontinuität erkennen wolle, müsse einen kurzen Weg konstruieren, der vom Antiliberalismus oder Antimarxismus zum nationalsozialistischen Unrechtsstaat führt. Ottmann spricht daher von „Kontinuität und Wandlung“ bzw. auch von teilweise „mehr Wandel als Kontinuität“. Mit Blick auf Schmitts Unterstützung des Regierungskurses Kurt von Schleichers sprechen einige Historiker in Bezug auf das Jahr 1933 von einer Zäsur. Andere erkennen aber auch verborgene Kontinuitätslinien, etwa in der sozialen Funktion seiner Theorie oder in seinem Katholizismus. Hält man sich die Abruptheit des Seitenwechsels im Februar 1933 vor Augen, so scheint die Annahme einer opportunistischen Grundhaltung naheliegend. Gleichwohl gab es durchaus auch inhaltliche Anknüpfungspunkte, etwa den Antiliberalismus oder die Bewunderung des Faschismus, so dass Schmitts Wechsel zum Nationalsozialismus nicht nur als Problem des Charakters, sondern auch als „Problem der Theorie“ zu begreifen ist, wie Karl Graf Ballestrem betont.

### Zeit des Nationalsozialismus
Nach Angaben Schmitts spielte Popitz bei seiner Kontaktaufnahme zu nationalsozialistischen Regierungsstellen eine entscheidende Rolle. Der Politiker war Minister ohne Geschäftsbereich im Kabinett Schleicher und war im April 1933 preußischer Finanzminister geworden. Popitz vermittelte Schmitt erste Kontakte zu nationalsozialistischen Funktionären während der Arbeiten für das Reichsstatthaltergesetz, an denen Schmitt ebenso wie sein Kollege aus der Prozessvertretung im Preußenprozess, Carl Bilfinger, beteiligt wurde.

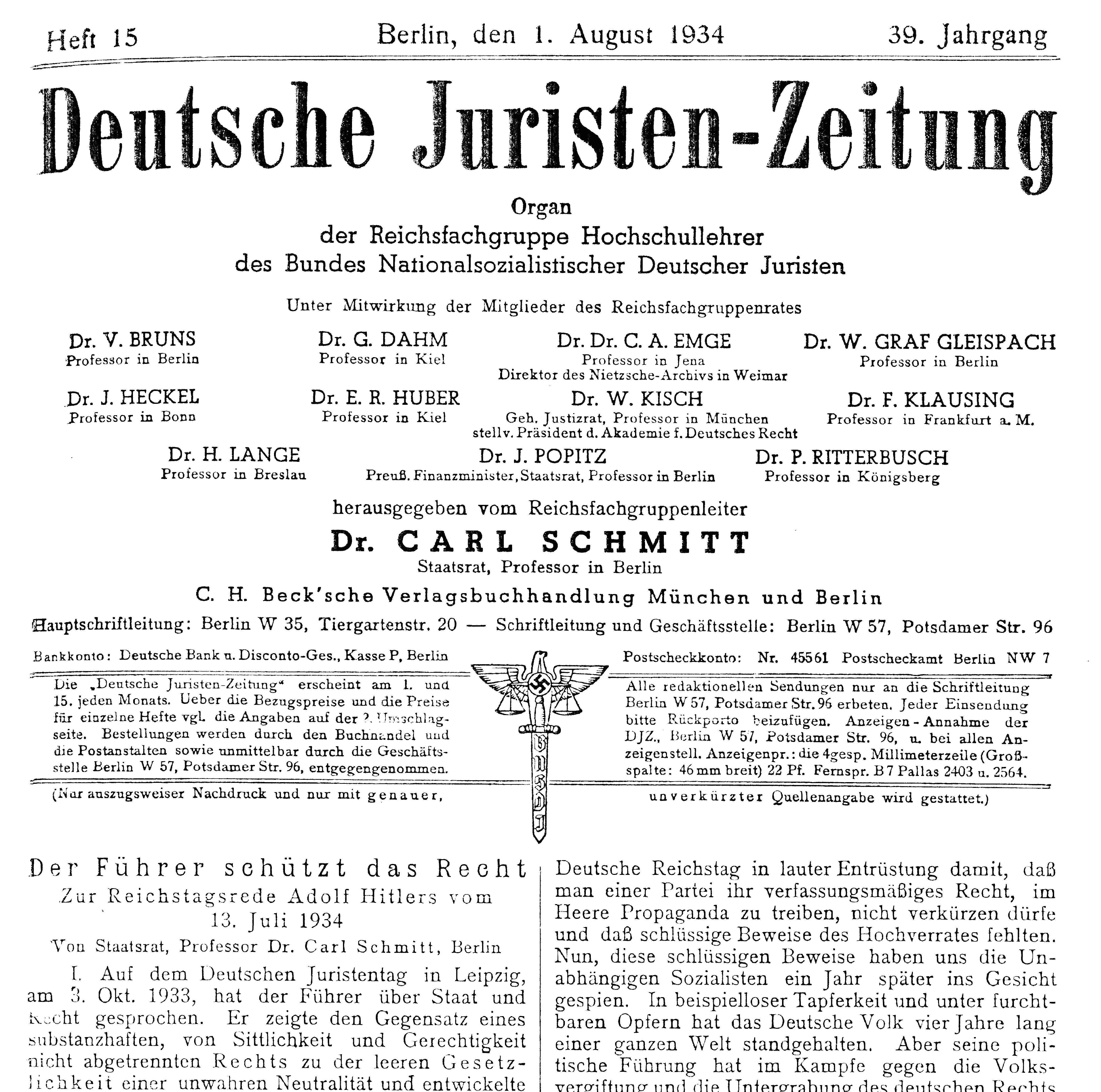
„Der wahre Führer ist immer auch Richter“ – Carl Schmitts Apotheose des Nationalsozialismus gilt als besondere Perversion des Rechtsdenkens

Auch wenn die Gründe nicht abschließend geklärt werden können, so gilt als unzweifelhaft, dass Schmitt voll auf die neue Linie umschwenkte. Er bezeichnete das Ermächtigungsgesetz als „Vorläufiges Verfassungsgesetz des neuen Deutschland“ und trat am 1. Mai 1933 als sogenannter „Märzgefallener“ in die NSDAP (Mitgliedsnummer 2.098.860) ein. Am 31. Mai 1933 verfluchte er im Westdeutschen Beobachter „die deutschen Intellektuellen“, die vor dem beginnenden Naziterror geflohen waren: „Aus Deutschland sind sie ausgespien für alle Zeiten.“
Zum Sommersemester 1933 kam er einer Berufung aus dem Jahr 1932 nach und wechselte als Nachfolger für Fritz Stier-Somlo an die Universität zu Köln, wo er binnen weniger Wochen die Wandlung in die Rolle eines Staatsrechtlers im Sinne der neuen nationalsozialistischen Herrschaft vollzog. Hatte er zuvor zahlreiche persönliche Kontakte zu jüdischen Kollegen unterhalten, die auch großen Anteil an seiner raschen akademischen Karriere hatten, so begann er nach 1933 seine jüdischen Professorenkollegen zu denunzieren und antisemitische Kampfschriften zu veröffentlichen. Zum Beispiel versagte Schmitt Hans Kelsen, der sich zuvor dafür eingesetzt hatte, Schmitt an die Universität zu Köln zu berufen, jede Unterstützung, als Kollegen eine Resolution gegen dessen Amtsenthebung verfassten. Diese Haltung zeigte Schmitt jedoch nicht allen jüdischen Kollegen gegenüber. So verwendete er sich etwa in einem persönlichen Gutachten für Erwin Jacobi. Gegenüber Kelsen formulierte Schmitt noch nach 1945 antisemitische Invektiven. In der Zeit des Nationalsozialismus bezeichnete er ihn stets als den „Juden Kelsen“.
Am 11. Juli 1933 berief ihn sein „Gönner und Förderer“, der preußische Ministerpräsident Hermann Göring, in den Preußischen Staatsrat – ein Titel, auf den er zeitlebens besonders stolz war. Noch 1972 soll er gesagt haben, er sei dankbar, Preußischer Staatsrat geworden zu sein und nicht Nobelpreisträger.
Als „Vertrauter“ des Reichsrechtsführers Hans Frank wurde Schmitt Herausgeber der Deutschen Juristenzeitung (DJZ), Mitglied der Akademie für Deutsches Recht und Reichsgruppenwalter der Reichsgruppe Hochschullehrer im NS-Rechtswahrerbund. Im Juli 1934 wurde Schmitt zum Mitglied der Hochschulkommission der NSDAP ernannt.
In seiner Schrift Staat, Bewegung, Volk: Die Dreigliederung der politischen Einheit (1933) betonte Schmitt die Legalität der „deutschen Revolution“: Die Machtübernahme Hitlers bewege sich „formal korrekt in Übereinstimmung mit der früheren Verfassung“, sie entstamme „Disziplin und deutschem Ordnungssinn“. Der Zentralbegriff des nationalsozialistischen Staatsrechts sei „Führertum“, unerlässliche Voraussetzung dafür „rassische“ Gleichheit von Führer und Gefolge.
Indem Schmitt die Rechtmäßigkeit der „nationalsozialistischen Revolution“ betonte, verschaffte er der Führung der NSDAP eine juristische Legitimation. Aufgrund seines juristischen und verbalen Einsatzes für den Staat der NSDAP wurde er von Zeitgenossen, insbesondere von politischen Emigranten (darunter Schüler und Bekannte), als „Kronjurist des Dritten Reiches“ bezeichnet. Den Begriff prägte der „Interpret des politischen Katholizismus“ und frühere Schmitt-Intimus Waldemar Gurian im Jahr 1934 als Reaktion auf dessen Rechtfertigung der Röhm-Morde.
Im Herbst 1933 wurde Schmitt aus „staatspolitischen Gründen“ an die Friedrich-Wilhelms-Universität Berlin berufen und entwickelte dort die Lehre vom konkreten Ordnungsdenken, der zufolge jede Ordnung ihre institutionelle Repräsentanz im Entscheidungsmonopol eines Amtes mit Unfehlbarkeitsanspruch findet. Diese amtscharismatische Souveränitätslehre mündete in einer Propagierung des Führerprinzips und der These einer Identität von Wille und Gesetz („Der Wille des Führers ist Gesetz“). Damit konnte Schmitt seinen Ruf bei den neuen Machthabern weiter festigen. Zudem diente der Jurist als Stichwortgeber, dessen Wendungen wie totaler Staat – totaler Krieg oder geostrategischer Großraum mit Interventionsverbot für raumfremde Mächte enormen Erfolg hatten, wenngleich sie nicht mit seinem Namen verbunden wurden. Von 1934 bis 1935 war Bernhard Ludwig von Mutius Schmitts wissenschaftlicher Assistent.
Schmitts Einsatz für das neue Regime war bedingungslos. Als Beispiel kann seine Instrumentalisierung der Verfassungsgeschichte zur Legitimation des NS-Regimes dienen. Viele seiner Stellungnahmen gingen weit über das hinaus, was von einem linientreuen Juristen erwartet wurde. Schmitt wollte sich offensichtlich durch besonders schneidige Formulierungen profilieren. In Reaktion auf die Morde des NS-Regimes vom 30. Juni 1934 während der Röhm-Affäre – unter den Getöteten war auch der ihm politisch nahestehende ehemalige Reichskanzler Kurt von Schleicher – rechtfertigte er die Selbstermächtigung Hitlers mit den Worten:

„Der Führer schützt das Recht vor dem schlimmsten Missbrauch, wenn er im Augenblick der Gefahr kraft seines Führertums als oberster Gerichtsherr unmittelbar Recht schafft.“

Der wahre Führer sei immer auch Richter, aus dem Führertum fließe das Richtertum. Wer beide Ämter trenne, so Schmitt, mache den Richter „zum Gegenführer“ und wolle „den Staat mit Hilfe der Justiz aus den Angeln heben“. Verfechtern der Gewaltenteilung warf Schmitt „Rechtsblindheit“ vor. Diese behauptete Übereinstimmung von „Führertum“ und „Richtertum“ gilt als Zeugnis einer besonderen Perversion des Rechtsdenkens. Schmitt schloss den Artikel mit dem politischen Aufruf:

„Wer den gewaltigen Hintergrund unserer politischen Gesamtlage sieht, wird die Mahnungen und Warnungen des Führers verstehen und sich zu dem großen geistigen Kampfe rüsten, in dem wir unser gutes Recht zu wahren haben.“

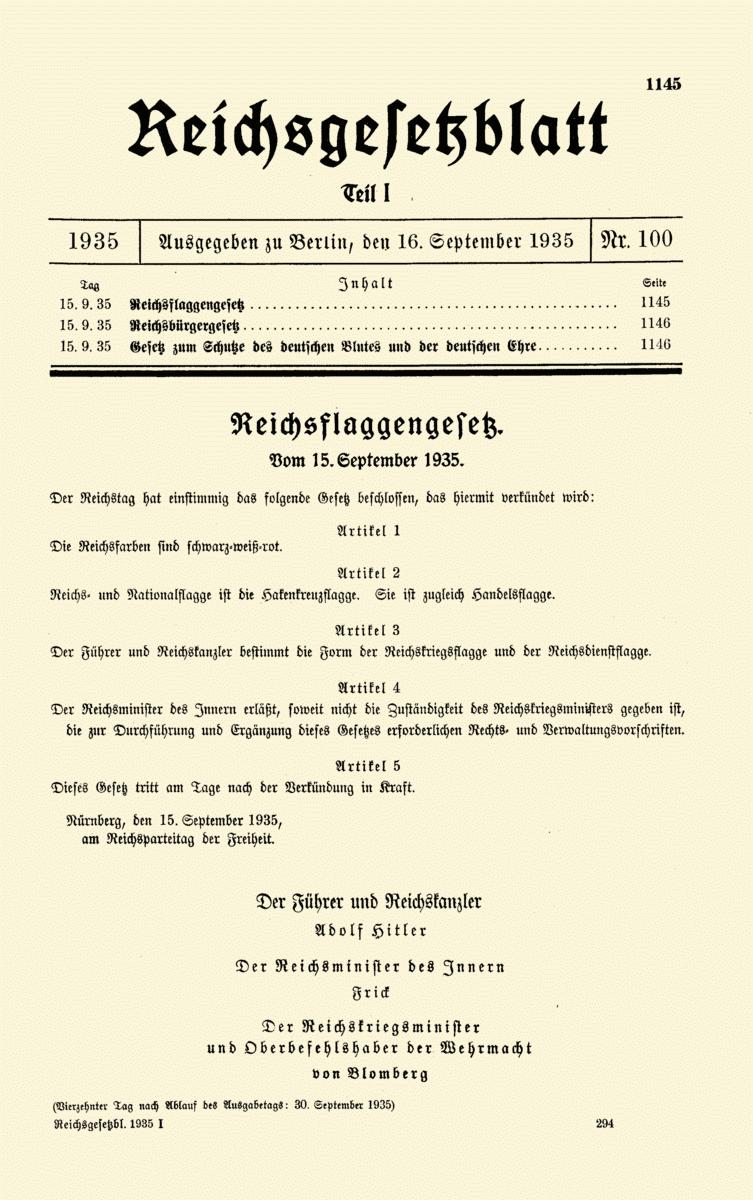
Die Nürnberger Rassengesetze im Reichsgesetzblatt Nr. 100, 16. September 1935 – für Schmitt die „Verfassung der Freiheit“

Öffentlich trat Schmitt wiederum als Rassist und Antisemit hervor, als er die Nürnberger Rassengesetze von 1935 in selbst für nationalsozialistische Verhältnisse grotesker Stilisierung als Verfassung der Freiheit bezeichnete (so der Titel eines Aufsatzes in der Deutschen Juristenzeitung). Mit dem sogenannten Gesetz zum Schutze des deutschen Blutes und der deutschen Ehre, das Beziehungen zwischen Juden (in der Definition der Nationalsozialisten) und „Deutschblütigen“ unter Strafe stellte, trat für Schmitt „ein neues weltanschauliches Prinzip in der Gesetzgebung“ auf. Diese „von dem Gedanken der Rasse getragene Gesetzgebung“ stößt, so Schmitt, auf die Gesetze anderer Länder, die ebenso grundsätzlich rassische Unterscheidungen nicht kennen oder sogar ablehnen. Dieses Aufeinandertreffen unterschiedlicher weltanschaulicher Prinzipien war für Schmitt Regelungsgegenstand des Völkerrechts. Höhepunkt der Schmittschen Parteipropaganda war die im Oktober 1936 unter seiner Leitung durchgeführte Tagung Das Judentum in der Rechtswissenschaft. Hier bekannte er sich ausdrücklich zum nationalsozialistischen Antisemitismus und forderte, jüdische Autoren in der juristischen Literatur nicht mehr zu zitieren oder jedenfalls als Juden zu kennzeichnen.

„Was der Führer über die jüdische Dialektik gesagt hat, müssen wir uns selbst und unseren Studenten immer wieder einprägen, um der großen Gefahr immer neuer Tarnungen und Zerredungen zu entgehen. Mit einem nur gefühlsmäßigen Antisemitismus ist es nicht getan; es bedarf einer erkenntnismäßig begründeten Sicherheit. […] Wir müssen den deutschen Geist von allen Fälschungen befreien, Fälschungen des Begriffes Geist, die es ermöglicht haben, dass jüdische Emigranten den großartigen Kampf des Gauleiters Julius Streicher als etwas ‚Ungeistiges‘ bezeichnen konnten.“

Etwa zur selben Zeit gab es eine nationalsozialistische Kampagne gegen Schmitt, die zu seiner weitgehenden Entmachtung führte und in deren Mittelpunkt das „Intrigantentrio“ Otto Koellreutter, Karl August Eckhardt und Reinhard Höhn stand. Reinhard Mehring schreibt dazu: „Da diese Tagung aber Ende 1936 zeitlich eng mit einer nationalsozialistischen Kampagne gegen Schmitt und seiner weitgehenden Entmachtung als Funktionsträger zusammenfiel, wurde sie – schon in nationalsozialistischen Kreisen – oft als opportunistisches Lippenbekenntnis abgetan und nicht hinreichend beachtet, bis Schmitt 1991 durch die Veröffentlichung des „Glossariums“, tagebuchartiger Aufzeichnungen aus den Jahren 1947 bis 1951, auch nach 1945 noch als glühender Antisemit dastand, der kein Wort des Bedauerns über Entrechtung, Verfolgung und Vernichtung fand. Seitdem ist sein Antisemitismus ein zentrales Thema. War er katholisch-christlich oder rassistisch-biologistisch begründet? … Die Diskussion ist noch lange nicht abgeschlossen.“
In dem der SS nahestehenden Parteiblatt Schwarzes Korps wurde Schmitt „Opportunismus“ und eine fehlende „nationalsozialistische Gesinnung“ vorgeworfen. Hinzu kamen Vorhaltungen wegen seiner früheren Unterstützung der Regierung Schleichers sowie Bekanntschaften zu Juden: „An der Seite des Juden Jacobi focht Carl Schmitt im Prozess Preußen-Reich für die reaktionäre Zwischenregierung Schleicher [sic! recte: Papen].“ In den Mitteilungen zur weltanschaulichen Lage des Amtes Rosenberg hieß es, Schmitt habe „mit dem Halbjuden Jacobi gegen die herrschende Lehre die Behauptung aufgestellt, es sei nicht möglich, dass etwa eine nationalsozialistische Mehrheit im Reichstag auf Grund eines Beschlusses mit Zweidrittelmehrheit nach dem Art. 76 durch verfassungsänderndes Gesetz grundlegende politische Entscheidungen der Verfassung, etwa das Prinzip der parlamentarischen Demokratie, ändern könne, denn eine solche Verfassungsänderung sei dann Verfassungswechsel, nicht Verfassungsrevision.“ Ab 1936 bemühten sich demnach nationalsozialistische Organe, Schmitt seiner Machtposition zu berauben, ihm eine nationalsozialistische Gesinnung abzusprechen und ihm Opportunismus nachzuweisen.
Durch die Publikationen im Schwarzen Korps entstand ein Skandal, in dessen Folge das NSDAP-Mitglied Schmitt 1936 alle Ämter in den Parteiorganisationen verlor, aber im Preußischen Staatsrat blieb, den Göring im selben Jahr zum letzten Mal einberufen sollte. Schmitt wird daher in der wissenschaftlichen Literatur ähnlich wie Martin Heidegger oder Hans Freyer zu den "gescheiterten Vordenkern" des Nationalsozialismus gezählt.
Bis zum Ende des Nationalsozialismus arbeitete Schmitt als Professor an der Friedrich-Wilhelms-Universität in Berlin hauptsächlich auf dem Gebiet des Völkerrechts, versuchte aber auch hier, zum Stichwortgeber des Regimes zu avancieren. Das zeigt etwa sein 1939 zu Beginn des Zweiten Weltkriegs entwickelter Begriff der „völkerrechtlichen Großraumordnung“, den er als deutsche Monroe-Doktrin verstand. Dies wurde später zumeist als Versuch gewertet, die Expansionspolitik Hitlers völkerrechtlich zu fundieren. So war Schmitt etwa an der sogenannten Aktion Ritterbusch beteiligt, mit der zahlreiche Wissenschaftler die nationalsozialistische Raum- und Bevölkerungspolitik beratend begleiteten.

### Nach 1945
Das Kriegsende erlebte Schmitt in Berlin. Am 30. April 1945 wurde er von sowjetischen Truppen verhaftet, nach kurzem Verhör aber wieder auf freien Fuß gesetzt. Am 26. September 1945 verhafteten ihn die Amerikaner und internierten ihn bis zum 10. Oktober 1946 in verschiedenen Berliner Lagern. Ein halbes Jahr später wurde er erneut verhaftet, nach Nürnberg verbracht und dort anlässlich der Nürnberger Prozesse vom 29. März bis zum 13. Mai 1947 in Einzelhaft arretiert. Während dieser Zeit wurde er vom stellvertretenden Hauptankläger Robert Kempner als possible defendant (potentieller Angeklagter) bezüglich seiner „Mitwirkung direkt und indirekt an der Planung von Angriffskriegen, von Kriegsverbrechen und Verbrechen gegen die Menschlichkeit“ verhört. Zu einer Anklage kam es jedoch nicht, weil eine Straftat im juristischen Sinne nicht festgestellt werden konnte: „Wegen was hätte ich den Mann anklagen können?“, begründete Kempner diesen Schritt später. „Er hat keine Verbrechen gegen die Menschlichkeit begangen, keine Kriegsgefangenen getötet und keine Angriffskriege vorbereitet.“ Schmitt selbst hatte sich in einer schriftlichen Stellungnahme als reinen Wissenschaftler beschrieben, der allerdings ein „intellektueller Abenteurer“ gewesen sei und für seine Erkenntnisse einige Risiken auf sich genommen habe. Kempner entgegnete: „Wenn aber das, was Sie Erkenntnissuchen nennen, in der Ermordung von Millionen von Menschen endet?“ Schmitts Antwort relativiert die Verbrechen des Holocaust, indem er darauf hinweist, dass auch das Christentum „in der Ermordung von Millionen von Menschen geendet“ habe.
Während seiner circa siebenwöchigen Einzelhaft im Nürnberger Kriegsverbrechergefängnis schrieb Schmitt verschiedene kürzere Texte, u. a. das Kapitel Weisheit der Zelle seines 1950 erschienenen Bandes Ex Captivitate Salus. Darin erinnerte er sich der geistigen Zuflucht, die ihm während seines Berliner Semesters die Werke Max Stirners geboten hatten. So auch jetzt wieder: „Max ist der Einzige, der mich in meiner Zelle besucht.“ Ihm verdanke er, „dass ich auf manches vorbereitet war, was mir bis heute begegnete, und was mich sonst vielleicht überrascht hätte.“ Daneben erstellte er auf Wunsch Kempners verschiedene Gutachten, etwa über die Stellung der Reichsminister und des Chefs der Reichskanzlei sowie über die Frage, warum das Beamtentum Adolf Hitler gefolgt war.
Ende 1945 war Schmitt ohne jegliche Versorgungsbezüge aus dem Staatsdienst entlassen worden. Um eine Professur bewarb er sich nicht mehr; dies wäre wohl auch aussichtslos gewesen. Stattdessen zog er sich in seine Heimatstadt Plettenberg zurück, wo er weitere Veröffentlichungen – zunächst unter einem Pseudonym – vorbereitete, etwa eine Rezension des Bonner Grundgesetzes als „Walter Haustein“, die in der Eisenbahnerzeitung erschien. Am 19. Juli 1954 erschien in der Wochenzeitung Die Zeit ein Artikel Schmitts mit dem Titel: „Im Vorraum der Macht“. Verantwortlich dafür war der Zeit-Mitbegründer und Chefredakteur Richard Tüngel. Dies führte zu einer Redaktionskrise mit dem Ergebnis, dass die damalige Leiterin des Politikressorts Marion Gräfin Dönhoff aus Protest die Zeitung verließ. Dönhoff war schon längere Zeit darüber verärgert, dass Tüngel „seit einigen Jahren bei Schmitt ein- und ausgeht“, und machte früh klar: „Wenn der Kerl jemals in der ZEIT schreiben sollte, bin ich am nächsten Tag weg“. Auch durch unter Pseudonym veröffentlichte Leserbriefe nahm Schmitt gelegentlich Stellung zu politischen oder rechtlichen Themen. Es ist beispielsweise dokumentiert, dass Schmitt 1961 im Zusammenhang mit dem Fernsehurteil des Bundesverfassungsgerichts mehrere teilweise stark polemisch gefärbte kritische Stellungnahmen verfasste. Diese wurden unter Verwendung verschiedener Pseudonyme als Kommentare oder getarnt als Leserbriefe in der Deutschen Zeitung veröffentlicht. Zu deren Chefredakteur Hans Hellwig und zu Johannes Gross, der als Bonner Korrespondent der Zeitung fungierte, pflegte Schmitt engen Kontakt.
Schmitt veröffentlichte nach 1945 noch eine Reihe von Werken, u. a. Der Nomos der Erde, Theorie des Partisanen und Politische Theologie II. 1952 konnte er sich eine Rente erstreiten, aus dem akademischen Leben blieb er aber ausgeschlossen. Eine Mitgliedschaft in der Vereinigung der Deutschen Staatsrechtslehrer wurde ihm verwehrt. Einen Wirkungskreis fand Schmitt ab 1957 in den von Ernst Forsthoff organisierten Ebracher Ferienseminaren, in deren Rahmen Schmitts Gedanken zur „Tyrannei der Werte“ entstanden.

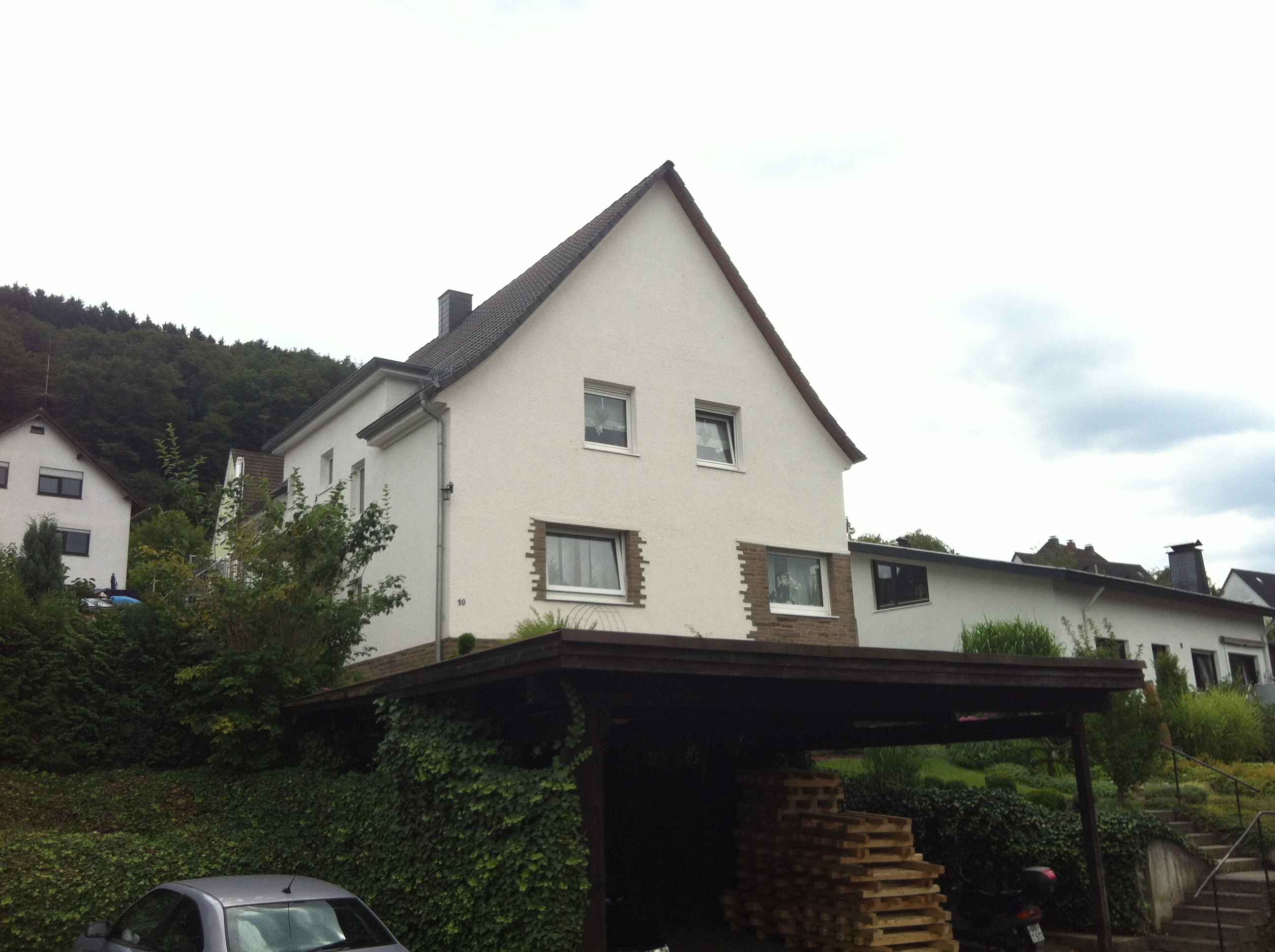
Plettenberg, Brockhauser Weg 10: Wohnhaus Carl Schmitts bis zu seinem Umzug nach Pasel im Jahr 1971

Obwohl Schmitt unter seiner Isolation litt, verzichtete er auf eine Rehabilitation, die möglich gewesen wäre, wenn er – wie zum Beispiel die NS-Rechtstheoretiker Theodor Maunz oder Otto Koellreutter – sich von seinem Wirken im Dritten Reich distanziert und sich um Entnazifizierung bemüht hätte. In seinem Tagebuch notierte er am 1. Oktober 1949: „Warum lassen Sie sich nicht entnazifizieren? Erstens: weil ich mich nicht gern vereinnahmen lasse und zweitens, weil Widerstand durch Mitarbeit eine Nazi-Methode aber nicht nach meinem Geschmack ist.“ Das einzige öffentlich überlieferte Bekenntnis seiner Scham stammt aus den Verhörprotokollen von Kempner, die später veröffentlicht wurden. Kempner: „Schämen Sie sich, daß Sie damals [1933/34] derartige Dinge [wie „Der Führer schützt das Recht“] geschrieben haben?“ Schmitt: „Heute selbstverständlich. Ich finde es nicht richtig, in dieser Blamage, die wir da erlitten haben, noch herumzuwühlen.“ Kempner: „Ich will nicht herumwühlen.“ Schmitt: „Es ist schauerlich, sicherlich. Es gibt kein Wort darüber zu reden.“
Zentraler Gegenstand der öffentlichen Vorwürfe gegen Schmitt in der Nachkriegszeit war seine Verteidigung der Röhm-Morde („Der Führer schützt das Recht…“) zusammen mit den antisemitischen Texten der von ihm geleiteten „Judentagung“ 1936 in Berlin. Beispielsweise griff der Tübinger Jurist Adolf Schüle Schmitt 1959 deswegen heftig an.
Zum Holocaust hat Schmitt auch nach dem Ende des nationalsozialistischen Regimes nie ein bedauerndes Wort gefunden, wie die posthum publizierten Tagebuchaufzeichnungen (Glossarium) zeigen. Stattdessen relativierte er auch hier das Verbrechen: „Genozide, Völkermorde, rührender Begriff.“ Der einzige Eintrag, der sich explizit mit der Shoa befasst, lautet:

„Wer ist der wahre Verbrecher, der wahre Urheber des Hitlerismus? Wer hat diese Figur erfunden? Wer hat die Greuelepisode in die Welt gesetzt? Wem verdanken wir die 12 Mio. [sic!] toten Juden? Ich kann es euch sehr genau sagen: Hitler hat sich nicht selbst erfunden. Wir verdanken ihn dem echt demokratischen Gehirn, das die mythische Figur des unbekannten Soldaten des Ersten Weltkriegs ausgeheckt hat.“

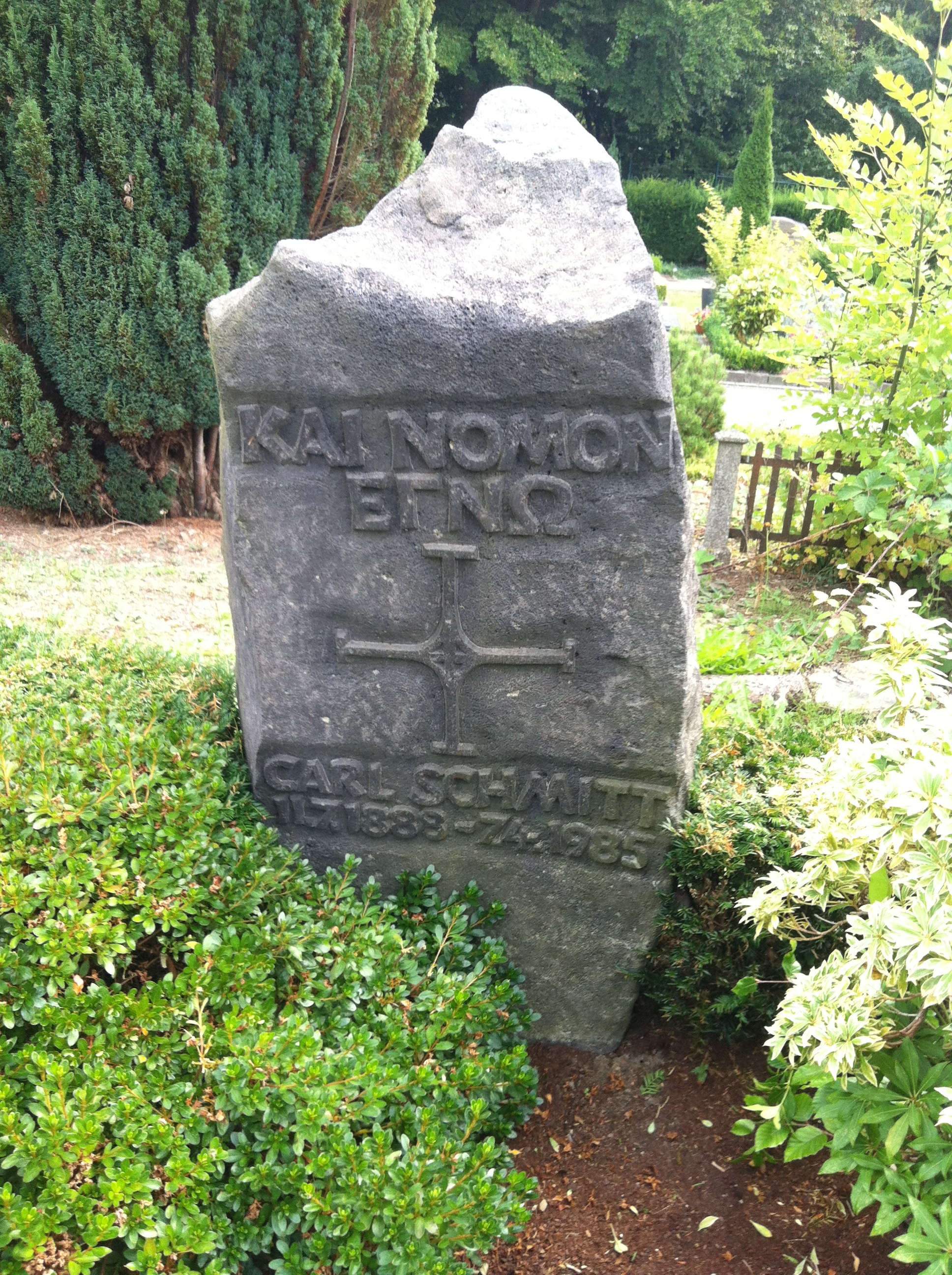
Kai nomon egnō („und er erkannte den Nomos“) – Grabstein Carl Schmitts auf dem katholischen Friedhof Plettenberg-Eiringhausen

Auch nach 1945 wich Schmitt nicht von seinem Antisemitismus ab. Als Beleg hierfür gilt ein Eintrag in sein Glossarium vom 25. September 1947, in dem er den „assimilierten Juden“ als den „wahren Feind“ bezeichnete: „Denn Juden bleiben immer Juden. Während der Kommunist sich bessern und ändern kann. Das hat nichts mit nordischer Rasse usw. zu tun. Gerade der assimilierte Jude ist der wahre Feind. Es hat keinen Zweck, die Parole der Weisen von Zion als falsch zu beweisen.“

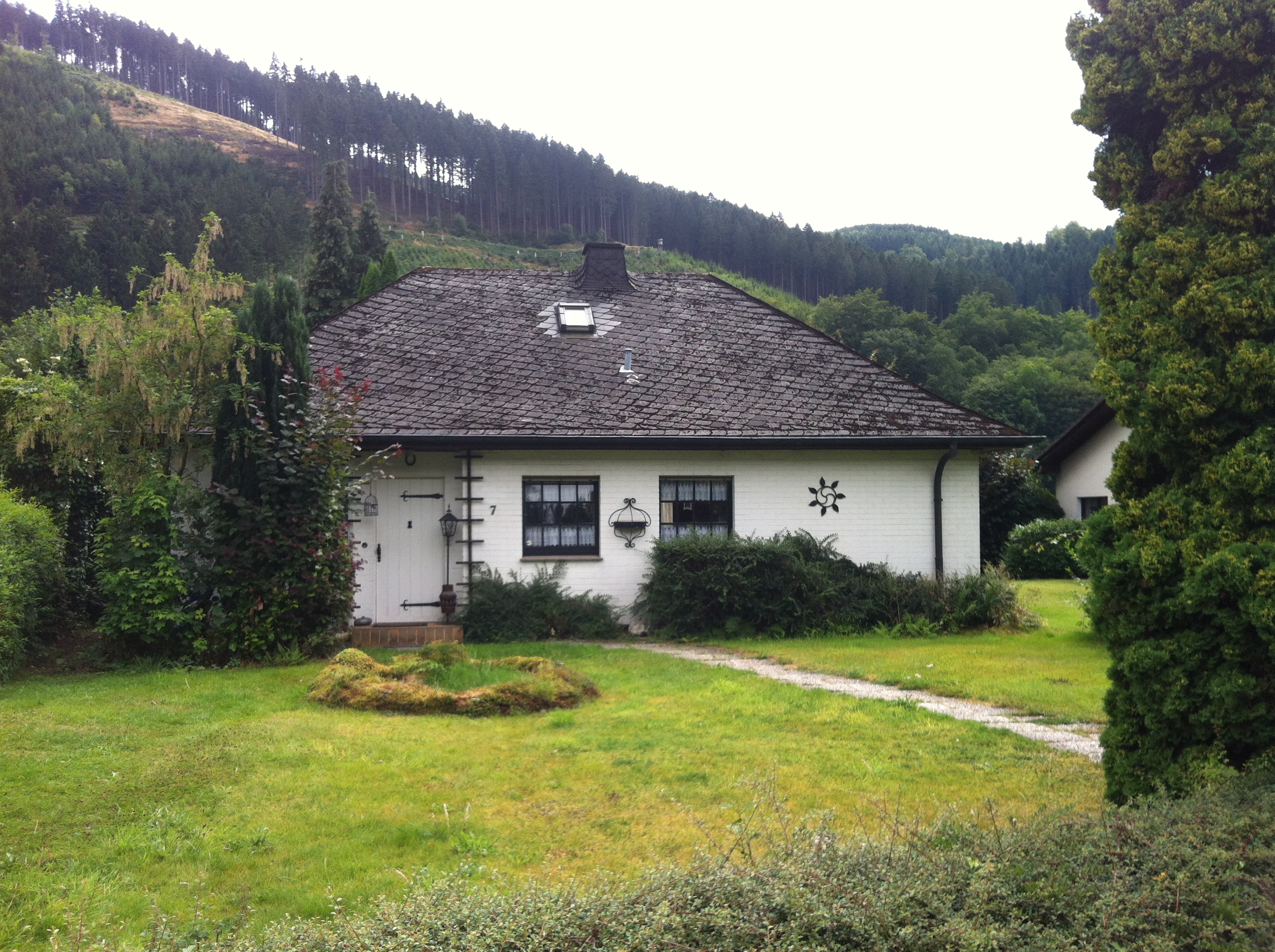
„San Casciano“, Wohnhaus Carl Schmitts in Plettenberg-Pasel, Am Steimel 7, von 1971 bis 1985

Schmitt flüchtete sich in Selbstrechtfertigungen und stilisierte sich als „christlicher Epimetheus“. Die Selbststilisierung wurde zu seinem Lebenselixier. Er erfand verschiedene, immer anspielungs- und kenntnisreiche Vergleiche, die seine Unschuld illustrieren sollten. So behauptete er etwa, er habe in Bezug auf den Nationalsozialismus wie der Chemiker und Hygieniker Max von Pettenkofer gehandelt, der vor Studenten eine Kultur von Cholera-Bakterien zu sich nahm, um seine Resistenz zu beweisen. So habe auch er, Schmitt, das Virus des Nationalsozialismus freiwillig geschluckt und sei nicht infiziert worden.
In seiner Rückschau auf seinen Weg durch das Dritte Reich sah sich Schmitt als den „letzten bewußten Vertreter des jus publicum Europaeum“. An anderer Stelle verglich Schmitt sich mit Benito Cereno, einer Figur Herman Melvilles aus der gleichnamigen Erzählung von 1856, in der ein Kapitän auf dem eigenen Schiff von Meuterern gefangen gehalten wird. Bei der Begegnung mit anderen Schiffen zwingen die aufständischen Sklaven den Kapitän, Normalität vorzuspielen, was diesen verwirrt und gefährlich erscheinen lässt. Auf dem Schiff steht der Spruch: „Folgt eurem Führer“ („Seguid vuestro jefe“). Seine Faszination für diese Novelle brachte Schmitt auch in einem Briefwechsel mit Ernst Jünger zum Ausdruck: „Ich bin von dem ganz ungewollten, hintergründigen Symbolismus der Situation als solcher ganz überwältigt.“ Jünger bezeugte in seinem Tagebuch ein Treffen mit Schmitt in Paris 1941: „Carl Schmitt verglich seine Lage mit der des weißen, von schwarzen Sklaven beherrschten Kapitäns in Melvilles Benito Cereno, und zitierte dazu den Spruch: ‚Non possum scribere contra eum, qui potest proscribere‘“ [Ich kann nicht gegen den schreiben, der in der Lage ist zu ächten].
Sein Haus in Plettenberg titulierte Schmitt als „San Casciano“, in Anlehnung an den Rückzugsort Machiavellis.
Schmitt wurde fast 97 Jahre alt. Seine Krankheit, Zerebralsklerose, brachte in Schüben immer länger andauernde Wahnvorstellungen mit sich. Schmitt, der auch schon früher durchaus paranoide Anwandlungen gezeigt hatte, fühlte sich nun von Schallwellen und Stimmen regelrecht verfolgt. Wellen wurden seine letzte Obsession. Einem Bekannten soll er gesagt haben: „Nach dem Ersten Weltkrieg habe ich gesagt: ‚Souverän ist, wer über den Ausnahmezustand entscheidet‘. Nach dem Zweiten Weltkrieg, angesichts meines Todes, sage ich jetzt: ‚Souverän ist, wer über die Wellen des Raumes verfügt.‘“ Seine geistige Umnachtung ließ ihn überall elektronische Wanzen und unsichtbare Verfolger befürchten. Am 7. April 1985, einem Ostersonntag, starb Schmitt im Evangelischen Krankenhaus in Plettenberg. Den in der Friedhofskapelle befindlichen Sarg ließ Niklas Frank, der Sohn Hans Franks, kurz vor der Beisetzung öffnen, da er in Schmitt seinen leiblichen Vater vermutete und diesen sehen wollte. Schmitts Grab befindet sich auf dem katholischen Friedhof in Plettenberg-Eiringhausen. Sein erster Testamentsvollstrecker war sein Schüler Joseph Heinrich Kaiser, heutiger Verwalter seines wissenschaftlichen Nachlasses ist der Staatsrechtler Florian Meinel.

## Denken
Die Etikettierungen Schmitts sind vielfältig. Er gilt als Nationalist, Gegner des Pluralismus und Liberalismus, Verächter des Parlamentarismus, Kontrahent des Rechtsstaats, des Naturrechts und Neo-Absolutist im Gefolge eines Machiavelli und Thomas Hobbes. Zweifellos hatte sein Denken reaktionäre Züge: Er bewunderte den italienischen Faschismus, war in der Zeit des Nationalsozialismus als Antisemit hervorgetreten und hatte Rechtfertigungen für nationalsozialistische Verbrechen geliefert. Schmitts Publikationen enthielten zu jeder Zeit aktuell-politische Exkurse und Bezüge, zwischen 1933 und 1945 waren diese aber eindeutig nationalsozialistisch geprägt. Für die Übernahme von Rassismus und nationalsozialistischer Blut-und-Boden-Mythologie musste er ab 1933 seine in der Weimarer Republik entwickelte Politische Theorie nur graduell modifizieren.
Trotz dieser reaktionären Aspekte und eines offenbar zeitlebens vorhandenen, wenn auch unterschiedlich ausgeprägten Antisemitismus wird Schmitt auch heutzutage ein originelles staatsphilosophisches Denken attestiert. Im Folgenden sollen seine grundlegenden Konzepte zumindest überblicksartig skizziert werden, wobei die zeitbezogenen Aspekte in den Hintergrund treten.

### Schmitt als Kulturkritiker
Schmitt war von einem tiefen Pessimismus gegenüber Fortschrittsvorstellungen, Fortschrittsoptimismus und Technisierung geprägt. Vor dem Hintergrund der Ablehnung wertneutraler Denkweisen und relativistischer Konzepte entwickelte er eine spezifische Kulturkritik, die sich in verschiedenen Passagen durch seine Arbeiten zieht. Insbesondere das Frühwerk enthält zum Teil kulturpessimistische Ausbrüche. Das zeigt sich vor allem in einer seiner ersten Publikationen, in der er sich mit dem Dichter Theodor Däubler und seinem Epos Nordlicht (1916) auseinandersetzte. Hier trat der Jurist vollständig hinter den kunstinteressierten Kulturkommentator zurück. Auch sind gnostische Anspielungen erkennbar, die Schmitt – er war ein großer Bewunderer Marcions – wiederholt einfließen ließ. Ebenso deutlich wurden Hang und Talent zur Typisierung.
Der junge Schmitt zeigte sich als Polemiker gegen bürgerliche „Sekurität“ und saturierte Passivität mit antikapitalistischen Anklängen. Diese Haltung wird vor allem in seinem Buch über Theodor Däublers Nordlicht deutlich:

„Dies Zeitalter hat sich selbst als das kapitalistische, mechanistische, relativistische bezeichnet, als das Zeitalter des Verkehrs, der Technik, der Organisation. In der Tat scheint der ‚Betrieb‘ ihm die Signatur zu geben. Der Betrieb als das großartig funktionierende Mittel zu irgendeinem kläglichen oder sinnlosen Zweck, die universelle Vordringlichkeit des Mittels vor dem Zweck, der Betrieb, der den Einzelnen so vernichtet, daß er seine Aufhebung nicht einmal fühlt und der sich dabei nicht auf eine Idee, sondern höchstens ein paar Banalitäten beruft und immer nur geltend macht, daß alles sich glatt und ohne unnütze Reibung abwickeln müsse.“
Für den Däubler referierenden Schmitt sind die Menschen durch ihren „ungeheuren materiellen Reichtum“ nichts als „arme Teufel“ geworden, ein „Schatten der zur Arbeit hinkt“:
„‚Sie wissen alles und glauben nichts‘. Sie interessieren sich für alles und begeistern sich für nichts. Sie verstehen alles, ihre Gelehrten registrieren in der Geschichte, in der Natur, in der eigenen Seele. Sie sind Menschenkenner, Psychologen und Soziologen und schreiben schließlich eine Soziologie der Soziologie.“

Die Betrieb und Organisation gewordene Gesellschaft, dem bedingungslosen Diktat der Zweckmäßigkeit gehorchend, lässt demzufolge „keine Geheimnisse und keinen Überschwang der Seele gelten“. Die Menschen sind matt und verweltlicht und können sich zu keiner transzendenten Position mehr aufraffen:

„Sie wollen den Himmel auf der Erde, den Himmel als Ergebnis von Handel und Industrie, der tatsächlich hier auf der Erde liegen soll, in Berlin, Paris oder New York, einen Himmel mit Badeeinrichtungen, Automobilen und Klubsesseln, dessen heiliges Buch der Fahrplan wäre.“

Bei Däubler erschien der Fortschritt als Werk des Antichristen, des großen Zauberers. In seine Rezeption nahm Schmitt antikapitalistische Elemente auf: Der Antichrist, der „unheimliche Zauberer“, macht die Welt Gottes nach. Er verändert das Antlitz der Erde und macht die Natur sich untertan: „Sie dient ihm; wofür ist gleichgültig, für irgendeine Befriedigung künstlicher Bedürfnisse, für Behagen und Komfort.“ Die getäuschten Menschen sehen nach dieser Auffassung nur den fabelhaften Effekt. Die Natur scheint ihnen überwunden, das „Zeitalter der Sekurität“ angebrochen. Für alles sei gesorgt, eine „kluge Voraussicht und Planmäßigkeit“ ersetze die Vorsehung. Die Vorsehung macht der „große Zauberer“ wie „irgendeine Institution“:

„Er weiß im unheimlichen Kreisen der Geldwirtschaft unerklärliche Werte zu schaffen, er trägt aber auch höheren kulturellen Bedürfnissen Rechnung, ohne sein Ziel dadurch zu vergessen. […] Gold wird zum Geld, das Geld zum Kapital – und nun beginnt der verheerende Lauf des Verstandes, der alles in seinen Relativismus hereinreißt, den Aufruhr der armen Bauern mit Witzen und Kanonen höhnisch niederschlägt und endlich über die Erde reitet als einer der apokalyptischen Reiter, die der Auferstehung des Fleisches vorauseilen.“

Sehr viel später, nach dem Zweiten Weltkrieg, notierte Schmitt, diese apokalyptische Sehnsucht nach Verschärfung aufgreifend, in sein Tagebuch:

„Das ist das geheime Schlüsselwort meiner gesamten geistigen und publizistischen Existenz: das Ringen um die eigentlich katholische Verschärfung (gegen die Neutralisierer, die ästhetischen Schlaraffen, gegen Fruchtabtreiber, Leichenverbrenner und Pazifisten).“

Ebenso wie Däublers Kampf gegen Technik, Fortschritt und Machbarkeit faszinierte Schmitt das negative Menschenbild der Gegenrevolution. Das Menschenbild Donoso Cortés’ charakterisierte er etwa 1922 mit anklingender Bewunderung in seiner Politischen Theologie als universale Verachtung des Menschengeschlechts:

„Seine [Cortés’] Verachtung des Menschen kennt keine Grenzen mehr; ihr blinder Verstand, ihr schwächlicher Wille, der lächerliche Elan ihrer fleischlichen Begierden scheinen ihm so erbärmlich, daß alle Worte aller menschlichen Sprachen nicht ausreichen, um die ganze Niedrigkeit dieser Kreatur auszudrücken. Wäre Gott nicht Mensch geworden – das Reptil, das mein Fuß zertritt, wäre weniger verächtlich als ein Mensch. Die Stupidität der Massen ist ihm ebenso erstaunlich wie die dumme Eitelkeit ihrer Führer. Sein Sündenbewußtsein ist universal, furchtbarer als das eines Puritaners. […] Die Menschheit taumelt blind durch ein Labyrinth, dessen Eingang, Ausgang und Struktur keiner kennt, und das nennen wir Geschichte; die Menschheit ist ein Schiff, das ziellos auf dem Meer umhergeworfen wird, bepackt mit einer aufrührerischen, ordinären, zwangsweise rekrutierten Mannschaft, die gröhlt und tanzt, bis Gottes Zorn das rebellische Gesindel ins Meer stößt, damit wieder Schweigen herrsche.“

In der Politischen Romantik weitete Schmitt 1919 die Polemik gegen den zeitgenössischen Literaturbetrieb aus den bereits 1913 erschienenen Schattenrissen zu einer grundsätzlichen Kritik des bürgerlichen Menschentyps aus. Die Romantik ist für ihn „psychologisch und historisch ein Produkt bürgerlicher Sekurität“. Der Romantiker, so Schmitts Kritik, will sich für nichts mehr entscheiden, sondern nur erleben und sein Erleben stimmungsvoll umschreiben:

„Weder logische Distinktionen, noch moralische Werturteile, noch politische Entscheidungen sind ihm möglich. Die wichtigste Quelle politischer Vitalität, der Glaube an das Recht und die Empörung über das Unrecht, existiert nicht für ihn.“

Hier zieht sich eine Linie durch das schmittsche Frühwerk. Das „Zeitalter der Sekurität“ führt für ihn zu Neutralisierung und Entpolitisierung und damit zu einer Vernichtung der staatlichen Lebensgrundlage. Denn dem Romantiker ist „jede Beziehung zu einem rechtlichen oder moralischen Urteil disparat“. Jede Norm erscheint ihm als „antiromantische Tyrannei“. Eine rechtliche oder moralische Entscheidung ist dem Romantiker also sinnlos:

„Der Romantiker ist deshalb nicht in der Lage, aus bewußtem Entschluß Partei zu ergreifen und sich zu entscheiden. Nicht einmal die Staatstheorie, die von einem ‚von Natur bösen‘ Menschen ausgeht, kann er mit romantischen Mitteln entschieden ablehnen, denn wenn sie auch noch so vielen Romantikern unsympathisch ist, so besteht doch die Möglichkeit, auch diesen bösen Menschen, die ‚Bestie‘, zu romantisieren, sofern sie nur weit genug entfernt ist. Romantisch handelt es sich eben um Höheres als um eine Entscheidung. Die selbstbewußte Frühromantik, die sich vom Schwung der andern irrationalen Bewegungen ihrer Zeit tragen ließ und zudem das absolute, weltschöpferische Ich spielte, empfand das als Überlegenheit.“

Daher gibt es nach Schmitt keine politische Produktivität im Romantischen. Es wird vielmehr völlige Passivität gepredigt und auf „mystische, theologische und traditionalistische Vorstellungen, wie Gelassenheit, Demut und Dauer“ verwiesen.

„Das ist also der Kern aller politischer Romantik: der Staat ist ein Kunstwerk, der Staat der historisch-politischen Wirklichkeit ist occasio zu der das Kunstwerk produzierenden schöpferischen Leistung des romantischen Subjekts, Anlaß zur Poesie und zum Roman, oder auch zu einer bloßen romantischen Stimmung.“

In seiner Schrift Römischer Katholizismus und politische Form (1923) analysierte Schmitt die Kirche als eine Complexio Oppositorum, also eine alles umspannende Einheit der Widersprüche. Schmitt diagnostiziert einen „anti-römischen Affekt“. Dieser Affekt, der sich Schmitt zufolge durch die Jahrhunderte zieht, resultiert aus der Angst vor der unfassbaren politischen Macht des römischen Katholizismus, der „päpstlichen Maschine“, also eines ungeheuren hierarchischen Verwaltungsapparats, der das religiöse Leben kontrollieren und die Menschen dirigieren will. Bei Dostojewski und seinem „Großinquisitor“ erhebt sich demnach das anti-römische Entsetzen noch einmal zu voller säkularer Größe.
Zu jedem Weltreich, also auch dem römischen, gehöre ein gewisser Relativismus gegenüber der „bunten Menge möglicher Anschauungen, rücksichtslose Überlegenheit über lokale Eigenarten und zugleich opportunistische Toleranz in Dingen, die keine zentrale Bedeutung haben“. In diesem Sinne sei die Kirche Complexio Oppositorum: „Es scheint keinen Gegensatz zu geben, den sie nicht umfasst“. Dabei wird das Christentum nicht als Privatsache und reine Innerlichkeit aufgefasst, sondern zu einer „sichtbaren Institution“ gestaltet. Ihr Formprinzip sei das der Repräsentation. Dieses Prinzip der Institution sei der Wille zur Gestalt, zur politischen Form.
Die hier anklingenden strukturellen Analogien zwischen theologischen und staatsrechtlichen Begriffen verallgemeinerte Schmitt 1922 in der Politischen Theologie zu der These:

„Alle prägnanten Begriffe der modernen Staatslehre sind säkularisierte theologische Begriffe. Nicht nur ihrer historischen Entwicklung nach, weil sie aus der Theologie auf die Staatslehre übertragen wurden, sondern auch in ihrer systematischen Struktur, deren Erkenntnis notwendig ist für eine soziologische Betrachtung dieser Begriffe.“

Schon im Frühwerk wird erkennbar, dass Schmitt bürgerliche und liberale Vorstellungen von Staat und Politik zurückwies. Für ihn war der Staat nicht statisch und normativ, sondern vital, dynamisch und faktisch. Daher betonte er das Element der Dezision gegenüber der Deliberation und die Ausnahme gegenüber der Norm. Schmitts Staatsvorstellung war organisch, nicht technizistisch. Der politische Denker Schmitt konzentrierte sich vor allem auf soziale Prozesse, die Staat und Verfassung seiner Meinung nach vorausgingen und beide jederzeit gefährden oder aufheben konnten. Als Rechtsphilosoph behandelte er von verschiedenen Perspektiven aus das Problem der Rechtsbegründung und die Frage nach der Geltung von Normen.

### Schmitt als politischer Denker
Schmitts Auffassung des Staates setzt den Begriff des Politischen voraus. Anstelle eines Primats des Rechts postuliert er einen Primat der Politik. Der Rechtsordnung, d. h. der durch das Recht gestalteten und definierten Ordnung, geht für Schmitt immer eine andere, nämlich eine staatliche Ordnung voraus. Es ist diese vor-rechtliche Ordnung, die es dem Recht erst ermöglicht, konkrete Wirklichkeit zu werden. Mit anderen Worten: Das Politische folgt einer konstitutiven Logik, das Rechtswesen einer regulativen. Die Ordnung wird bei Schmitt durch den Souverän hergestellt, der unter Umständen zu ihrer Sicherung einen Gegner zum existentiellen Feind erklären kann, den es zu bekämpfen, womöglich zu vernichten gelte. Um dies zu tun, dürfe der Souverän die Schranken beseitigen, die mit der Idee des Rechts gegeben sind.
Der Mensch ist für den Katholiken Schmitt nicht von Natur aus gut, allerdings auch nicht von Natur aus böse, sondern unbestimmt – also fähig zum Guten wie zum Bösen. Damit wird er aber (zumindest potentiell) gefährlich und riskant. Weil der Mensch nicht vollkommen gut ist, bilden sich Feindschaften. Derjenige Bereich, in dem zwischen Freund und Feind unterschieden wird, ist für Schmitt die Politik. Der Feind ist in dieser auf die griechische Antike zurückgehenden Sicht immer der öffentliche Feind (hostis bzw. πολέμιος), nie der private Feind (inimicus bzw. εχθρός). Die Aufforderung „Liebet eure Feinde“ aus der Bergpredigt (nach der Vulgata: diligite inimicos vestros, Matthäus 5,44 und Lukas 6,27) beziehe sich dagegen auf den privaten Feind. In einem geordneten Staatswesen gibt es somit für Schmitt eigentlich keine Politik, jedenfalls nicht im existentiellen Sinne einer radikalen Infragestellung, sondern nur sekundäre Formen des Politischen (zum Beispiel Polizei).
Unter Politik versteht Schmitt einen Intensitätsgrad der Assoziation und Dissoziation von Menschen („Die Unterscheidung von Freund und Feind hat den Sinn, den äußersten Intensitätsgrad einer Verbindung oder Trennung, einer Assoziation oder Dissoziation zu bezeichnen“). Diese dynamische, nicht auf ein Sachgebiet begrenzte Definition eröffnete eine neue theoretische Fundierung politischer Phänomene. Für Schmitt war diese Auffassung der Politik eine Art Grundlage seiner Rechtsphilosophie. Ernst-Wolfgang Böckenförde führt in seiner Abhandlung Der Begriff des Politischen als Schlüssel zum staatsrechtlichen Werk Carl Schmitts (Abdruck in: Recht, Staat, Freiheit, 1991) dazu aus: Nur wenn die Intensität unterhalb der Schwelle der offenen Freund-Feind-Unterscheidung gehalten werde, besteht Schmitt zufolge eine Ordnung. Im anderen Falle drohen Krieg oder Bürgerkrieg. Im Kriegsfall hat man es in diesem Sinne mit zwei souveränen Akteuren zu tun; der Bürgerkrieg stellt dagegen die innere Ordnung als solche in Frage. Eine Ordnung existiert nach Schmitt immer nur vor dem Horizont ihrer radikalen Infragestellung. Die Feind-Erklärung ist dabei ausdrücklich immer an den extremen Ausnahmefall gebunden (extremis neccessitatis causa).
Schmitt selbst gibt keine Kriterien dafür an die Hand, unter welchen Umständen ein Gegenüber als Feind zu beurteilen ist. Im Sinne seines Denkens ist das folgerichtig, da sich das Existenzielle einer vorgängigen Normierung entzieht. Als (öffentlichen) Feind fasst er denjenigen auf, der per autoritativer Setzung durch den Souverän zum Feind erklärt wird. Diese Aussage ist zwar anthropologisch realistisch, gleichwohl ist sie theoretisch problematisch. In eine ähnliche Richtung argumentiert Günther Jakobs mit seinem Konzept des Feindstrafrechts zum Umgang mit Staatsfeinden. In diesem Zusammenhang wird häufig auf Carl Schmitt verwiesen, auch wenn Jakobs Schmitt bewusst nicht zitiert hat. So heißt es bei dem Publizisten Thomas Uwer 2006: „An keiner Stelle zitiert Jakobs Carl Schmitt, aber an jeder Stelle scheint er hervor“. Auch die vom damaligen Innenminister Wolfgang Schäuble ausgehende öffentliche Debatte um den Kölner Rechtsprofessor Otto Depenheuer und dessen These zur Selbstbehauptung des Staates bei terroristischer Bedrohung gehören in diesen Zusammenhang, da Depenheuer sich ausdrücklich auf Schmitt beruft.
Dabei bewegt sich eine politische Daseinsform bei Schmitt ganz im Bereich des Existenziellen. Normative Urteile kann man über sie nicht fällen („Was als politische Größe existiert, ist, juristisch betrachtet, wert, dass es existiert“). Ein solcher Relativismus und Dezisionismus bindet eine politische Ordnung nicht an Werte wie Freiheit oder Gerechtigkeit, im Unterschied zum Beispiel zu Montesquieu, sondern sieht den höchsten Wert axiomatisch im bloßen Vorhandensein dieser Ordnung selbst. Diese und weitere irrationalistische Ontologismen, etwa sein Glaube an einen „Überlebenskampf zwischen den Völkern“, machten Schmitt aufnahmefähig für die Begriffe und die Rhetorik der Nationalsozialisten. Das illustriert die Grenze und zentrale Schwäche von Schmitts Begriffsbildung.
Auch die Ideen Max Webers beeinflussten Schmitt, wie sich vielfältig nachweisen lässt. So besuchte er im Wintersemester 1919/1920 Webers Vorlesung über „Universale Sozial- und Wirtschaftsgeschichte“ und nahm an dessen „Dozenten-Seminar“ teil, von dem er berichtet, dass er Weber als „Revanchisten“ wahrgenommen habe, „das Radikalste von allem Revanchismus gegenüber Versailles, was ich je erlebt habe.“ 1923 veröffentlichte Schmitt in dem zweibändigen Werk „Erinnerungsgabe für Max Weber“ einen Artikel mit dem Titel „Soziologie des Souveränitätsbegriffs und politische Theologie“. Darin setzt er sich u. a. mit der Rechtssoziologie Max Webers auseinander und findet, es sei noch nicht versucht worden, das „ungeheure soziologische Material der Schriften Max Webers für die juristische Begriffsbildung zu verwerten“.

### Schmitts Rechtsphilosophie
Schmitt betonte, er habe als Jurist eigentlich nur „zu Juristen und für Juristen“ geschrieben. Neben einer großen Zahl konkreter verfassungs- und völkerrechtlicher Gutachten legte er auch eine Reihe systematischer Schriften vor, die stark auf konkrete Situationen hin angelegt waren. Trotz der starken fachjuristischen Ausrichtung ist es möglich, aus der Vielzahl der Bücher und Aufsätze eine mehr oder weniger geschlossene Rechtsphilosophie zu rekonstruieren. Eine solche geschlossene Lesart legte der Luxemburger Rechtsphilosoph Norbert Campagna vor. Dieser Interpretation soll hier gefolgt werden.
Schmitts rechtsphilosophisches Grundanliegen ist das Denken des Rechts vor dem Hintergrund der Bedingungen seiner Möglichkeit. Das abstrakte Sollen setzt demnach immer ein bestimmtes geordnetes Sein voraus, das ihm erst die Möglichkeit gibt, sich zu verwirklichen. Schmitt denkt also in genuin rechtssoziologischen Kategorien. Ihn interessiert vor allem die immer gegebene Möglichkeit, dass Rechtsnormen und Rechtsverwirklichung auseinanderfallen. Zunächst müssen nach diesem Konzept die Voraussetzungen geschaffen werden, die es den Rechtsgenossen ermöglichen, sich an die Rechtsnormen zu halten. Da die „normale“ Situation aber für Schmitt immer fragil und gefährdet ist, kann seiner Ansicht nach die paradoxe Notwendigkeit eintreten, dass gegen Rechtsnormen verstoßen werden muss, um die Möglichkeit einer Geltung des Rechts herzustellen. Damit erhebt sich für Schmitt die Frage, wie das Sollen sich im Sein ausdrücken kann, wie also aus dem gesollten Sein ein existierendes Sein werden kann.

#### Verfassung, Souveränität und Ausnahmezustand
Der herrschenden Meinung der Rechtsphilosophie, vor allem aber dem Liberalismus, warf Schmitt vor, das selbständige Problem der Rechtsverwirklichung zu ignorieren. Dieses Grundproblem ist für ihn unlösbar mit der Frage nach Souveränität, Ausnahmezustand und einem Hüter der Verfassung verknüpft. Anders als liberale Denker, denen er vorwarf, diese Fragen auszublenden, definierte Schmitt den Souverän als diejenige staatliche Gewalt, die in letzter Instanz, also ohne die Möglichkeit Rechtsmittel einzulegen, entscheidet. Den Souverän betrachtet er als handelndes Subjekt und nicht als Rechtsfigur. Laut Schmitt ist er nicht juristisch geformt, aber durch ihn entsteht die juristische Form, indem der Souverän die Rahmenbedingungen des Rechts herstellt. „Die Ordnung muss hergestellt sein, damit die Rechtsordnung einen Sinn hat.“ Wie Campagna betont, hängt damit allerdings auch das Schicksal der Rechtsordnung von der sie begründenden Ordnung ab.
Als erster entwickelte Schmitt keine Staatslehre, sondern eine Verfassungslehre. Die Verfassung bezeichnete er in ihrer positiven Substanz als „eine konkrete politische Entscheidung über Art und Form der politischen Existenz“. Diesen Ansatz grenzt er mit der Formel „Entscheidung aus dem normativen Nichts“ positivistisch gegen naturrechtliche Vorstellungen ab. Erst wenn der souveräne Verfassungsgeber bestimmte Inhalte als Kern der Verfassung hervorhebt, besitzt die Verfassung demnach einen substanziellen Kern.
Zum politischen Teil der modernen Verfassung gehören für Schmitt etwa die Entscheidung für die Republik, die Demokratie und den Parlamentarismus, wohingegen das Votum für die Grundrechte und die Gewaltenteilung den rechtsstaatlichen Teil der Verfassung ausmacht. Während der politische Teil das Funktionieren des Staates konstituiert, zieht der rechtsstaatliche Teil, so Schmitt, diesem Funktionieren Grenzen. Eine Verfassung nach dieser Definition hat immer einen politischen Teil, nicht unbedingt aber einen rechtsstaatlichen. Damit Grundrechte überhaupt wirksam sein können, muss es für Schmitt zunächst einen Staat geben, dessen Macht sie begrenzen. Mit diesem Konzept verwirft er implizit den naturrechtlichen Gedanken universeller Menschenrechte, die für jede Staatsform unabhängig von durch den Staat gesetztem Recht gelten, und setzt sich auch hier in Widerspruch zum Liberalismus.
Jede Verfassung steht in ihrem Kern, argumentiert Schmitt, nicht zur Disposition wechselnder politischer Mehrheiten, das Verfassungssystem ist vielmehr unveränderlich. Es sei nicht der Sinn der Verfassungsbestimmungen über die Verfassungsrevision, ein Verfahren zur Beseitigung des Ordnungssystems zu eröffnen, das durch die Verfassung konstituiert werden soll. Wenn in einer Verfassung die Möglichkeit einer Verfassungsrevision vorgesehen ist, so solle das keine legale Methode zu ihrer eigenen Abschaffung etablieren.
Durch die politische Verfassung, also die Entscheidung über Art und Form der Existenz, entsteht demzufolge eine Ordnung, in der Normen wirksam werden können („Es gibt keine Norm, die auf ein Chaos anwendbar wäre“). Im eigentlichen Sinne politisch ist eine Existenzform nur dann, wenn sie kollektiv ist, wenn also ein vom individuellen Gut eines jeden Mitglieds verschiedenes kollektives Gut im Vordergrund steht. In der Verfassung, so Schmitt, drücken sich immer bestimmte Werte aus, vor deren Hintergrund unbestimmte Rechtsbegriffe wie die „öffentliche Sicherheit“ erst ihren konkreten Inhalt erhalten. Die Normalität könne nur vor dem Hintergrund dieser Werte überhaupt definiert werden. Das wesentliche Element der Ordnung ist dabei für Schmitt die Homogenität als Übereinstimmung aller bezüglich der fundamentalen Entscheidung hinsichtlich des politischen Seins der Gemeinschaft. Dabei ist Schmitt bewusst, dass es illusorisch wäre, eine weitreichende gesellschaftliche Homogenität erreichen zu wollen. Er bezeichnet die absolute Homogenität daher als „idyllischen Fall“.
Seit dem 19. Jahrhundert besteht für Schmitt die Substanz der Gleichheit vor allem in der Zugehörigkeit zu einer bestimmten Nation. Homogenität in der modernen Demokratie ist aber nie völlig zu verwirklichen, sondern es liegt stets ein „Pluralismus“ partikularer Interessen vor, daher sei die „Ordnung“ immer gefährdet. Die Kluft von Sein und Sollen kann jederzeit aufbrechen. Der für Schmitt zentrale Begriff der Homogenität ist zunächst nicht ethnisch oder gar rassistisch gedacht, sondern vielmehr positivistisch: Die Nation verwirklicht sich in der Absicht, gemeinsam eine Ordnung zu bilden. Nach 1933 stellte Schmitt sein Konzept allerdings ausdrücklich auf den Begriff der „Rasse“ ab.
Der Souverän schafft und garantiert in Schmitts Denken die Ordnung. Hierfür hat er das Monopol der letzten Entscheidung. Souveränität ist für Schmitt also juristisch von diesem Entscheidungsmonopol her zu definieren („Souverän ist, wer über den Ausnahmezustand entscheidet“), nicht von einem Gewalt- oder Herrschaftsmonopol aus. Die im Ausnahmezustand getroffenen Entscheidungen (Verurteilungen, Notverordnungen etc.) lassen sich aus seiner Sicht hinsichtlich ihrer Richtigkeit nicht anfechten („Dass es die zuständige Stelle war, die eine Entscheidung fällt, macht die Entscheidung […] unabhängig von der Richtigkeit ihres Inhaltes“). Souverän ist immer derjenige, der den Bürgerkrieg vermeiden oder wirkungsvoll beenden kann.
Die Ausnahmesituation hat daher den Charakter eines heuristischen Prinzips:

„Die Ausnahme ist interessanter als der Normalfall. Das Normale beweist nichts, die Ausnahme beweist alles; sie bestätigt nicht nur die Regel, die Regel lebt überhaupt nur von der Ausnahme. In der Ausnahme durchbricht die Kraft des wirklichen Lebens die Kruste einer in der Wiederholung erstarrten Mechanik.“

#### Repräsentation, Demokratie und Homogenität
Der moderne Staat ist für Schmitt demokratisch legitimiert. Demokratie in diesem Sinne bedeutet die „Identität von Herrscher und Beherrschten, Regierenden und Regierten, Befehlenden und Gehorchenden“. Zum Wesen der Demokratie gehört die „Gleichheit“, die sich allerdings nur nach innen richtet und daher nicht die Bürger anderer Staaten umfasst. Innerhalb eines demokratischen Staatswesens sind alle Staatsangehörigen gleich. Demokratie als Staatsform setzt laut Schmitt immer ein „politisch geeintes Volk“ voraus. Die demokratische Gleichheit verweist damit auf eine Gleichartigkeit bzw. Homogenität. In der Zeit des Nationalsozialismus bezeichnete Schmitt dieses Postulat nicht mehr als „Gleichartigkeit“, sondern als „Artgleichheit“.
Die Betonung der Notwendigkeit einer relativen Homogenität teilt Schmitt mit seinem Antipoden Hermann Heller, der die Homogenität jedoch sozial und nicht politisch verstand. Heller hatte sich im Jahre 1928 brieflich an Schmitt gewandt, da er eine Reihe von Gemeinsamkeiten im verfassungspolitischen Urteil bemerkt hatte. Neben der Frage der politischen Homogenität betraf das vor allem die Nutzung des Notverordnungsparagraphen Art. 48 in der Weimarer Verfassung, zu der Schmitt 1924 ein Referat auf der Versammlung der Staatsrechtslehrer gehalten hatte, mit dem Heller übereinstimmte. Der Austausch brach jedoch abrupt wieder ab, nachdem Heller Schmitts Begriff des Politischen Bellizismus vorgeworfen hatte. Schmitt hatte diesem Urteil vehement widersprochen.
In der Frage der politischen Homogenität hat sich auch das Bundesverfassungsgericht in dem berühmten Maastricht-Urteil 1993 auf eine relative politische Homogenität berufen:

„Die Staaten bedürfen hinreichend bedeutsamer eigener Aufgabenfelder, auf denen sich das jeweilige Staatsvolk in einem von ihm legitimierten und gesteuerten Prozeß politischer Willensbildung entfalten und artikulieren kann, um so dem, was es – relativ homogen – geistig, sozial und politisch verbindet, rechtlichen Ausdruck zu geben.“

Dabei bezog es sich ausdrücklich auf Hermann Heller, obwohl der Sachverhalt inhaltlich eher Schmitt hätte zugeordnet werden müssen. Dazu schreibt der Experte für Öffentliches Recht Alexander Proelß 2003: „Die Benennung Hellers zur Stützung der Homogenitätsvoraussetzung des Staatsvolkes geht jedenfalls fehl […]. Das Gericht dürfte primär das Ziel verfolgt haben, der offenbar als wenig wünschenswert erschienenen Zitierung des historisch belasteten Schmitt auszuweichen.“
In seinem Essay Die geistesgeschichtliche Lage des heutigen Parlamentarismus (1923) äußerte sich Schmitt über den Umgang mit dem als nicht homogen Erachteten:

„Jede wirkliche Demokratie beruht darauf, daß nicht nur Gleiches gleich, sondern, mit unvermeidlicher Konsequenz, das Nichtgleiche nicht gleich behandelt wird. Zur Demokratie gehört also notwendig erstens Homogenität und zweitens – nötigenfalls – die Ausscheidung oder Vernichtung des Heterogenen.“

Hinter den bloß partikularen Interessen muss es, davon geht Schmitt im Sinne Rousseaus aus, eine volonté générale geben, also ein gemeinsames, von allen geteiltes Interesse. Diese „Substanz der Einheit“ ist eher dem Gefühl als der Rationalität zugeordnet. Wenn eine starke und bewusste Gleichartigkeit und damit die politische Aktionsfähigkeit fehlt, bedarf es nach Schmitt der Repräsentation. Wo das Element der Repräsentation in einem Staat überwiege, nähere sich der Staat der Monarchie, wo indes das Element der Identität stärker sei, nähere sich der Staat der Demokratie. In dem Moment, in dem in der Weimarer Republik der Bürgerkrieg als reale Gefahr am Horizont erschien, optierte Schmitt daher für einen souveränen Reichspräsidenten als Element der „echten Repräsentation“. Den Parlamentarismus bezeichnete er dagegen als „unechte Fassade“, die sich geistesgeschichtlich überholt habe. Das Parlament lehnte er als „Hort der Parteien“ und „Partikularinteressen“ ab. In Abgrenzung dazu unterstrich er, dass der demokratisch legitimierte Präsident die Einheit repräsentiere. Als Repräsentant der Einheit ist aus dieser Sicht der Souverän der „Hüter der Verfassung“, der politischen Substanz der Einheit.

#### Diktatur, Legalität und Legitimität
Das Instrument, mit dem der Souverän die gestörte Ordnung wiederherstellt, ist Schmitt zufolge die „Diktatur“, die nach seiner Auffassung das Rechtsinstitut der Gefahrenabwehr darstellt (vgl. Artikel Ausnahmezustand). Eine solche Diktatur, verstanden in der altrömischen Grundbedeutung als Notstandsherrschaft zur „Wiederherstellung der bedrohten Ordnung“, ist nach Schmitts Beurteilung zwar durch keine Rechtsnorm gebunden, trotzdem bildet das Recht immer ihren Horizont. Zwischen dieser Diktatur und der „Rechtsidee“ besteht dementsprechend nur ein relativer, kein absoluter Gegensatz.
Die Diktatur, so Schmitt, sei ein bloßes Mittel, um einer gefährdeten „Normalität“ wieder diejenige Stabilität zu verleihen, die für die Anwendung und die Wirksamkeit des Rechts erforderlich ist. Indem der Gegner sich nicht mehr an die Rechtsnorm hält, wird die Diktatur als davon abhängige Antwort erforderlich. Die Diktatur stellt somit die Verbindung zwischen Sein und Sollen (wieder) her, indem sie die Rechtsnorm vorübergehend suspendiert, um die „Rechtsverwirklichung“ zu ermöglichen. Schmitt:

„Dass jede Diktatur die Ausnahme von einer Norm enthält, besagt nicht zufällige Negation einer beliebigen Norm. Die innere Dialektik des Begriffs liegt darin, daß gerade die Norm negiert wird, deren Herrschaft durch die Diktatur in der geschichtlich-politischen Wirklichkeit gesichert werden soll.“

Das „Wesen der Diktatur“ sieht er im Auseinanderfallen von Recht und Rechtsverwirklichung:

„Zwischen der Herrschaft der zu verwirklichenden Norm und der Methode ihrer Verwirklichung kann also ein Gegensatz bestehen. Rechtsphilosophisch liegt hier das Wesen der Diktatur, nämlich der allgemeinen Möglichkeit einer Trennung von Normen des Rechts und Normen der Rechtsverwirklichung.“

Schmitt moniert, dass die „liberale Rechtsphilosophie“ diesem selbständigen bedeutenden „Problem der Rechtsverwirklichung“ mit Ignoranz begegne, da ihre Vertreter auf den „Normalfall“ fixiert seien und den Ausnahmefall ausblendeten. Campagna fasst diese Schmittsche Position wie folgt zusammen:

„Im Normalfall braucht man die Rechtsnormen nicht zu verletzen, um die Verwirklichung dieser Normen zu sichern, aber weil dieser Normalfall, bei einer realistischen Betrachtung der menschlichen Angelegenheiten, nicht auf alle Ewigkeiten abgesichert ist, muß man immer mit der Möglichkeit rechnen, daß die Rechts- und die Rechtsverwirklichungsnormen sich trennen werden, daß man also gegen die Rechtsnormen verstoßen muß, um die Möglichkeit eines rechtlichen Zusammenlebens zu garantieren.“

Analog können nach Schmitt auch Legalität und Legitimität auseinanderfallen. Dies diagnostizierte er etwa in der Endphase der Weimarer Republik. Ein nur noch funktionalistisches Legalitätsystem, so Schmitt 1932, drohe, sich gegen sich selbst zu wenden und damit die eigene Legalität und Legitimität letztlich selbst aufzuheben: Bei Richard Thoma „ist wenigstens noch das bürgerlich-rechtliche System selbst mit seinem Gesetzes- und Freiheitsbegriff heilig, die liberale Wertneutralität wird als ein Wert angesehen und der politische Feind – Faschismus und Bolschewismus – offen genannt. Anschütz dagegen geht die Wertneutralität eines nur noch funktionalistischen Legalitätssystems bis zur absoluten Neutralität gegen sich selbst und bietet den legalen Weg zur Beseitigung der Legalität selbst, sie geht also in ihrer Neutralität bis zum Selbstmord.“ Diese Kritik an dem Wertrelativismus der herrschenden Lehre verdichtete Schmitt in einer berühmten Formulierung:

„Eine Verfassung, die es nicht wagen würde, sich hier [also bei drohender Beseitigung des Legalitätssystems selbst] zu entscheiden, sondern statt einer substanzhaften Ordnung den kämpfenden Klassen, Richtungen und Zielsetzungen die Illusion geben wollte, daß sie legal auf ihre Rechnung kommen, alle ihre Parteiziele legal erreichen und alle ihren Gegner legal vernichten können, ist heute nicht einmal mehr als dilatorischer Formelkompromiß möglich und würde im praktischen Ergebnis auch ihre Legalität und Legitimität zerstören. Sie müßte in dem kritischen Augenblick, in dem eine Verfassung sich zu bewähren hat, notwendigerweise versagen.“

Legal ist eine Handlung, wenn sie sich restlos einer allgemeinen Norm des positiven Rechts subsumieren lässt. Die Legitimität hingegen ist für Schmitt nicht unbedingt an diese Normen gebunden. Sie kann sich auch auf Prinzipien beziehen, die dem positiven Recht übergeordnet sind, etwa das „Lebensrecht des Staates“ oder die Staatsräson. Die Diktatur beruft sich dementsprechend auf die Legitimität. Sie ist nicht an positive Normierungen gebunden, sondern nur an die Substanz der Verfassung, also ihre Grundentscheidung über Art und Form der politischen Existenz. Gemäß Schmitt muss sich die Diktatur selbst überflüssig machen, d. h. sie muss die Wirklichkeit so gestalten, dass der Rückgriff auf eine außerordentliche Gewalt überflüssig wird. Die Diktatur ist bei Vorliegen einer Verfassung notwendig kommissarisch, da sie keinen anderen Zweck verfolgen kann, als die Verfassung wieder in Gültigkeit zu bringen. Der Diktator ist somit eine konstituierte Gewalt (pouvoir constitué), die sich nicht über den Willen der konstituierenden Gewalt (pouvoir constituant) hinwegsetzen kann. In Abgrenzung davon gibt es laut Schmitt eine „souveräne Diktatur“, bei der der Diktator erst eine Situation herstellt, die sich aus seiner Sicht zu bewahren lohnt. Hier hatte Schmitt vor allem den souveränen Fürsten vor Augen. Dies bedeutet in der Konsequenz, was Schmitt auch formulierte: Souveräne Diktatur und Verfassung schließen einander aus.

#### Krieg, Feindschaft, Völkerrecht
Homogenität, die für Schmitt zum Wesenskern der Demokratie gehört, setzt auf einer höheren Ebene immer Heterogenität voraus. Einheit gibt es nur in Abgrenzung zu einer Vielheit. Jedes sich demokratisch organisierende Volk kann dies folglich nur im Gegensatz zu einem anderen Volk vollziehen. Es existiert für dieses Denken also immer ein „Pluriversum“ verschiedener Völker und Staaten. Wie das staatliche Recht, so setzt für Schmitt auch das internationale Recht („Völkerrecht“) eine konkrete Ordnung voraus.
Diese konkrete Ordnung war seit dem Westfälischen Frieden von 1648 die internationale Staatenordnung als Garant einer internationalen Rechtsordnung. Da Schmitt den Untergang dieser Staatenordnung konstatiert, stellt sich für ihn jedoch die Frage nach einem neuen konkreten Sein internationaler Rechtssubjekte, das eine „seinswirkliche“ Grundlage für eine internationale Rechtsordnung garantieren könne.
Historisch wurde laut Schmitt eine solche Ordnung immer durch Kriege souveräner Staaten hergestellt, die ihre politische Idee als Ordnungsfaktor im Kampf gegen andere durchsetzen wollten. Erst wenn die Ordnungsansprüche an eine Grenze stießen, etabliere sich in einem Friedensschluss ein stabiles Pluriversum, also eine internationale Ordnung („Sinn jedes nicht sinnlosen Krieges besteht darin, zu einem Friedensschluss zu führen“). Es muss erst eine als „normal“ angesehene Teilung des Raumes gegeben sein, damit es zu einer wirksamen internationalen Rechtsordnung kommen kann.
Durch ihre politische Andersartigkeit sind die pluralen Gemeinwesen füreinander immer potentielle Feinde, solange keine globale Ordnung hergestellt ist. Schmitt hält jedoch entschieden an einem eingeschränkten Feindbegriff fest und lässt damit Platz für die Idee des Rechts. Denn nur mit einem Gegenüber, der als (potentieller) Gegner und nicht als absoluter Feind betrachtet wird, ist ein Friedensschluss möglich. Hier stellt Schmitt die Frage nach der „Hegung des Krieges“. Das ethische Minimum der Rechtsidee ist für ihn dabei das Prinzip der Gegenseitigkeit. Dieses Element dürfe in einem Krieg niemals wegfallen, das heißt, es müssten auch dem Feind im Krieg immer dieselben Rechte zuerkannt werden, die man für sich selbst in Anspruch nimmt.
Schmitt unterscheidet dabei folgende Formen der Feindschaft: konventionelle Feindschaft, wirkliche Feindschaft und absolute Feindschaft. Zur absoluten Feindschaft komme es paradoxerweise etwa dann, wenn sich eine Partei den Kampf für den Humanismus auf ihre Fahne geschrieben habe. Denn wer zum Wohle oder gar zur Rettung der gesamten Menschheit kämpfe, müsse seinen Gegner als „Feind der gesamten Menschheit“ betrachten und damit zum „Unmenschen“ deklarieren. In Anlehnung an Pierre-Joseph Proudhon heißt es bei Schmitt: „Wer Menschheit sagt, will betrügen“.

„Die Führung des Namens ‚Menschheit‘, die Berufung auf die Menschheit, die Beschlagnahme dieses Wortes, alles das könnte, weil man nun einmal solche erhabenen Namen nicht ohne gewisse Konsequenzen führen kann, nur den schrecklichen Anspruch manifestieren, daß dem Feind die Qualität des Menschen abgesprochen, daß er hors-la-loi [Außerhalb des Rechts] und hors L’humanité erklärt und dadurch der Krieg zur äußersten Unmenschlichkeit getrieben werden soll.“

Die Verallgemeinerung dieser These vollzog Schmitt 1960 in einem Privatdruck mit dem Titel Die Tyrannei der Werte. Hier lehnte er den gesamten Wertediskurs ab:

„Wer Wert sagt, will geltend machen und durchsetzen. Tugenden übt man aus; Normen wendet man an; Befehle werden vollzogen; aber Werte werden gesetzt und durchgesetzt. Wer ihre Geltung behauptet, muss sie geltend machen. Wer sagt, dass sie gelten, ohne dass ein Mensch sie geltend macht, will betrügen.“

Den konventionellen Krieg bezeichnete Schmitts als gehegten Krieg (ius in bello), an dem Staaten und ihre regulären Armeen beteiligt sind, sonst niemand. Auf diesem Prinzip basieren, so Schmitt, auch die nach dem Zweiten Weltkrieg abgeschlossenen vier Genfer Konventionen, da sie eine souveräne Staatlichkeit zugrunde legen. Schmitt würdigte diese Konventionen als „Werk der Humanität“, stellt aber zugleich fest, dass sie von einer Wirklichkeit ausgingen, die als solche nicht mehr existiere. Daher könnten sie ihre eigentliche Funktion, eine wirksame Hegung des Krieges zu ermöglichen, nicht mehr erfüllen. Denn mit dem Verschwinden des zugrundeliegenden Seins habe auch das Sollen keine Grundlage mehr.
Den Gedanken, dass Frieden nur durch Krieg möglich ist, da nur der echte Friedensschluss nach einem Krieg eine konkrete Ordnung herbeiführen kann, formulierte Schmitt zuerst im Zusammenhang der Auseinandersetzung mit dem Ausgang des Ersten Weltkrieges. Auf der Grundlage dieser Vorstellung proklamierte er die provozierende Alternative: „Frieden oder Pazifismus“. Als Beispiel für einen Friedensschluss, der keine neue Ordnung im Sinne eines Friedensschlusses brachte, betrachtete Schmitt den Versailler Vertrag und die Gründung des Genfer Völkerbunds 1920. Der Völkerbund führte, aus Schmitts Perspektive, nur die Situation des Krieges fort. Er erschien ihm daher wie eine Fortsetzung dieses Krieges mit anderen Mitteln. Dazu schrieb er während des Zweiten Weltkriegs 1940:

„In Wahrheit hat die Genfer Kombination den Namen eines Bundes, einer Sozietät oder Liga im Sinne einer politischen Vereinigung nur insofern verdient, als sie den Versuch machte, die Weltkriegskoalition fortzusetzen und darin auch die im Weltkrieg neutralen Staaten einzubeziehen.“

Konkret bezog sich Schmitt auf die Ruhrbesetzung durch französische und belgische Truppen im Januar 1923, mit der beide Länder auf einen Streit um die Höhe der deutschen Reparationen reagierten, um sich eine Schlüsselstellung in Bezug auf die noch unbesetzten Teile des Ruhrgebiets sowie die wichtigsten Handelszentren zu verschaffen. Begründet wurde diese Aktion mit der Sicherung der „Heiligkeit der Verträge“. Dies geißelte Schmitt als ideologische Verschleierung handfester Interessenpolitik. Eine solche Juridifizierung der Politik, die nur die Machtansprüche der starken Staaten bemäntele, bezeichnete er als Hauptgefahr für den Frieden. Sie sei eine Art verdeckter Fortsetzung des Krieges, die durch den gewollten Mangel an Sichtbarkeit des Feindes zu einer Steigerung der Feindschaft im Sinne des absoluten Feindbegriffs und letztlich zu einem diskriminierenden Kriegsbegriff führe. Eine konkrete Ordnung werde durch einen solchen „unechten“ Frieden nicht geschaffen. Statt einer Ordnung entstehe die Fassade einer Ordnung, hinter der die politischen Ziele changieren:

„Im übrigen fehlt [dem Völkerbund] jeder konstruktive Gedanke, jede Gemeinschaftssubstanz, daher auch jede politische Folgerichtigkeit und jede Identität und Kontinuität im rechtlichen Sinne. Der politische Inhalt des Genfer Völkerbundes hat oft gewechselt, und die unter Beibehaltung derselben Etikette weitergeführte Genfer Veranstaltung hat sich [bis 1936] mindestens sechsmal in ein politisches und daher auch völkerrechtliches aliud verwandelt.“

#### Großraumordnung
Schmitt diagnostiziert ein Ende der Staatlichkeit („Die Epoche der Staatlichkeit geht zu Ende. Darüber ist kein Wort mehr zu verlieren“). Das Verschwinden der Ordnung souveräner Staatlichkeit sieht er in folgenden Faktoren: Erstens lösen sich die Staaten auf, es entstehen neuartige Subjekte internationalen Rechts; zweitens ist der Krieg ubiquitär – also allgegenwärtig und allverfügbar – geworden und hat damit seinen konventionellen und gehegten Charakter verloren.
An die Stelle des Staates treten Schmitt zufolge mit der Monroe-Doktrin 1823 neuartige „Großräume“ mit einem Interventionsverbot für raumfremde Mächte. Hier habe man es mit neuen Rechtssubjekten zu tun: Die USA zum Beispiel sind laut Schmitt seit der Monroe-Doktrin kein gewöhnlicher Staat mehr, sondern eine führende und tragende Macht, deren politische Idee in ihren Großraum, nämlich die westliche Hemisphäre ausstrahlt. Damit ergibt sich eine Einteilung der Erde in mehrere durch ihre geschichtliche, wirtschaftliche und kulturelle Substanz erfüllte Großräume. Der „Zusammenhang von Reich, Großraum und Nichtinterventionsprinzip“ war für Schmitt „grundlegend“. Sobald dieses Prinzip völkerrechtlich anerkannt sei, werde „ein abgrenzbares Nebeneinander auf einer sinnvoll aufgeteilten Erde denkbar [sein] und kann der Grundsatz der Nichtintervention seine ordnende Wirkung in einem neuen Völkerrecht entfalten“. 1939 schrieb er, „Großraum“ und der „Universalismus“ der westlichen Gesellschaften stünden für den „Gegensatz einer klaren, auf dem Grundsatz der Nichtintervention raumfremder Mächte beruhenden Raumordnung gegen eine universalistische Ideologie, die die ganze Erde in das Schlachtfeld ihrer Interventionen verwandelt und sich jedem natürlichen Wachstum lebendiger Völker in den Weg stellt“. Den seit 1938 entwickelten Begriff des Großraums füllte Schmitt 1941 nationalsozialistisch; die politische Idee des deutschen Reiches sei die Idee der „Achtung jedes Volkes als einer durch Art und Ursprung, Blut und Boden bestimmten Lebenswirklichkeit“. An die Stelle eines Pluriversums von Staaten tritt für Schmitt also ein Pluriversum von Großräumen.
Vor dem Primat einer unbedingten Wahrung der nationalen Souveränität vor allem autoritärer Staaten gegenüber den Forderungen der Demokratie lehnte Schmitt internationale Sanktionen ab. Sie galten ihm als Ausdruck doktrinärer Menschenrechtspolitik und als „indirekte Gewalt“, die im Gegensatz zum offenen Krieg eine diskriminierende Maßnahme darstellte und „auf Grund einer übervölkischen, moralischen oder rechtlichen Autorität“ anmaßende Entscheidungen über fremde Politik treffe. Schmitt zufolge ist der universelle Anspruch auf Wahrung der Menschenrechte eine Gefahr für die Souveränität von „Volk“ und „Raum“.
Gleichzeitig gehe den Staaten das Monopol der Kriegsführung (ius ad bellum) verloren. Es treten neue, nichtstaatliche Kombattanten hervor, die als kriegsführende Parteien auftreten. Im Zentrum dieser neuen Art von Kriegsführung sieht Schmitt Menschen, die sich total mit dem Ziel ihrer Gruppe identifizieren und daher keine einhegenden Grenzen für die Verwirklichung dieser Ziele kennen. Sie sind bereit, Unbeteiligte, Unschuldige, ja sogar sich selbst zu opfern. Damit werde die Sphäre der Totalität betreten und damit auch der Boden der absoluten Feindschaft.

#### Theorie des Partisanen
Nach Schmitt entsteht nach dem Verlust des staatlichen Kriegsführungsmonopols ein neuer Typus, der Partisan, der sich durch vier Merkmale auszeichnet: Irregularität, starkes politisches Engagement, Mobilität und „tellurischen Charakter“ (Ortsgebundenheit). Der Partisan ist nicht mehr als regulärer Kombattant erkennbar, er trägt keine Uniform, er verwischt bewusst den Unterschied zwischen Kämpfern und Zivilisten, der für das Kriegsrecht konstitutiv ist. Durch sein starkes politisches Engagement unterscheidet sich der Partisan vom Piraten. Dem Partisan geht es in erster Linie darum, für politische Ziele zu kämpfen, mit denen er sich restlos identifiziert. Der lateinische Ursprung des Wortes Partisan sei, was oft vergessen werde, „Anhänger einer Partei“.
Der Partisan ist durch seine Irregularität hochgradig mobil. Anders als stehende Heere kann er rasch und unerwartet zuschlagen und sich ebenso schnell zurückziehen. Er agiert nicht hierarchisch und zentral, sondern dezentral und in Netzwerken. Sein tellurischer Charakter zeigt sich nach Schmitt darin, dass der Partisan sich an einen konkreten Ort gebunden fühle, den er verteidige. Der verortete oder ortsgebundene Partisan führt primär einen Verteidigungskrieg. Dieses letzte Merkmal beginnt der Partisan, so Schmitt, aber zu verlieren. Der Partisan wird zu einem „Werkzeug einer mächtigen Weltpolitik treibenden Zentrale, die ihn im offenen oder im unsichtbaren Krieg einsetzt und nach Lage der Dinge wieder abschaltet“.
Während der konventionelle Feind im Sinne des gehegten Krieges einen bestimmten Aspekt innerhalb eines von allen Seiten akzeptierten Rahmens in Frage stellt, stelle der wirkliche Feind den Rahmen als solchen in Frage. Der nicht mehr ortsgebundene Partisan verkörpert die Form der absoluten Feindschaft und markiert somit den Übergang zu einem totalen Krieg. Für Schmitt erfolgte der Übergang vom „autochthonen zum weltaggressiven Partisan(en)“ historisch mit Lenin. Es geht, betont Schmitt, in den neuen Kriegen, die von der absoluten Feindschaft der Partisanen geprägt sind, nicht mehr darum, neue Gebiete zu erobern, sondern eine Existenzform wegen ihrer angeblichen Unwertigkeit zu vernichten. Aus einer kontingent definierten Feindschaft wird eine ontologisch oder intrinsisch bestimmte. Mit einem solchen Feind ist kein gehegter Krieg und auch kein Friedensschluss mehr möglich. Schmitt nennt das im Unterschied zum „paritätisch geführten Krieg“ den „diskriminierend geführten Krieg“. Sein diskriminierender Kriegsbegriff bricht mit der Reziprozität und beurteilt den Feind in Kategorien des Gerechten und Ungerechten. Wird der Feindbegriff in einem solchen Sinne total, wird die Sphäre des Politischen verlassen und die des Theologischen betreten, also die Sphäre der letzten, nicht mehr verhandelbaren Unterscheidung. Der Feindbegriff des Politischen ist nach Schmitt ein durch die Idee des Rechts begrenzter Begriff. Es ist demzufolge gerade die Abwesenheit einer ethischen Bestimmung des Kriegsziels, welche eine „Hegung des Krieges“ erst ermöglicht, weil ethische Postulate, da sie grundsätzlich nicht verhandelbar sind, zur „theologischen Sphäre“ gehören.

#### Der Nomos der Erde
Nach dem Wegfall der Ordnung des Westfälischen Friedens stellt sich für Schmitt die Frage nach einer neuen seinsmäßigen Ordnung, die das Fundament eines abstrakten Sollens werden kann. Für ihn ist dabei klar, dass es keine „One World Order“ geben kann. Die Entstaatlichung der internationalen Ordnung dürfe nicht in einen Universalismus münden. Laut Schmitt ist allein eine Welt der Großräume mit Interventionsverbot für andere Großmächte in der Lage, die durch die Westfälische Ordnung garantierte Hegung des Krieges zu ersetzen.
Er konstruiert 1950 einen „Nomos der Erde“, der – analog zur souveränen Entscheidung – erst die Bedingungen der Normalität schafft, die für die Verwirklichung des Rechts notwendig sind. Somit ist dieser räumlich verstandene Nomos der Erde für Schmitt die Grundlage für jede völkerrechtliche Legalität. Ein wirksames Völkerrecht wird nach seiner Auffassung immer durch eine solche konkrete Ordnung begründet, niemals durch bloße Verträge. Sobald auch nur ein Element der Gesamtordnung diese Ordnung in Frage stelle, sei die Ordnung als solche in Gefahr.
Der erste Nomos war für Schmitt lokal, er betraf nur den europäischen Kontinent. Nach der Entdeckung Amerikas sei der Nomos global geworden, da er sich nun auf die ganze Welt ausgedehnt habe. Für den neuen Nomos der Erde, der sich für Schmitt noch nicht herausgebildet hat, sieht die Schmittsche Theorie drei prinzipielle Möglichkeiten: a) eine alles beherrschende Macht unterwirft sich alle Mächte, b) der Nomos, in dem sich souveräne Staaten gegenseitig akzeptieren, wird wiederbelebt, c) der Raum wird zu einem neuartigen Pluriversum von Großmächten.
Die Verwirklichung der zweiten Variante hält Schmitt für unwahrscheinlich. Die erste Variante lehnt er entschieden ab („Recht durch Frieden ist sinnvoll und anständig; Friede durch Recht ist imperialistischer Herrschaftsanspruch“). Es dürfe nicht sein, dass „egoistische Mächte“, womit er vor allem die Vereinigten Staaten im Blick hat, die Welt unter ihre Machtinteressen stellen. Das Ius belli dürfe nicht zum Vorrecht einer einzigen Macht werden, sonst höre das Völkerrecht auf, paritätisch und universell zu sein. Somit bleibt gemäß Schmitt nur das Pluriversum einiger weniger Großräume. Voraussetzung dafür wäre in der Konsequenz des Schmittschen Denkens allerdings ein globaler Krieg, da nur eine kriegerische Auseinandersetzung geeignet ist, einen neuen Nomos der Erde zu begründen.

## Rezeption

### Gesamtausgabe
Eine Gesamtausgabe der Werke Carl Schmitts existiert nicht. 1988 plädierte der Politikwissenschaftler Bernard Willms dafür, Schmitt als „jüngsten Klassiker politischen Denkens“ aufzufassen, und forderte u. a.: „Alle Werke zugänglich machen, ohne eine seiner Denkebenen auszulassen, eine kritische Gesamtausgabe vorbereiten, Studienausgaben edieren, eine Carl-Schmitt-Zeitschrift herausgeben.“ Im Jahr 1990 gründete sich um den Historiker Wolfgang J. Mommsen ein am Kulturwissenschaftlichen Institut Essen angesiedelter Arbeitskreis, dessen Ziel die Vorbereitung einer historisch-kritischen Gesamtausgabe war. Den Vorsitz hatte Reinhart Koselleck inne. Das Projekt sollte von der Fritz Thyssen-Stiftung finanziert werden. Neben dem Historiker Lothar Gall wurde der Politikwissenschaftler Wilhelm Hennis von der Stiftung um ein Gutachten zu diesem Vorhaben gebeten. Letzterer kam zu dem Schluss, dass es keinen Anlass für eine Schmitt-Gesamtausgabe gäbe, da seine Schriften „in einer ‚unverdorbenen‘, von ‚Missverständnissen‘ freien Fassung“ vorlägen und auch Schmitt zu Lebzeiten stets um die Pflege seines Nachruhms bemüht gewesen sei. Der Arbeitskreis erbrachte „keine editorisch greifbaren Resultate“ und das Vorhaben scheiterte letztlich aus nicht näher bekannt gewordenen Gründen.

### Nachkriegszeit und Frankfurter Schule
Nach 1945 war Schmitt wegen seines Engagements für den Nationalsozialismus vom liberalen und linksintellektuellen Standpunkt gesehen akademisch und publizistisch isoliert. Er wurde neben Ernst Jünger, Arnold Gehlen, Hans Freyer und Martin Heidegger als intellektueller Wegbereiter und Stütze des NS-Regimes angesehen.
Abgesehen davon hatte er jedoch zahlreiche Schüler, die das juristische Denken der frühen Bundesrepublik mitprägten. Dazu gehören Ernst Rudolf Huber, Ernst Forsthoff, Werner Weber, Roman Schnur, Hans Barion und Ernst Friesenhahn, die alle außer Friesenhahn und Schnur selbst durch längeres nationalsozialistisches Engagement belastet waren. Diese Schüler widmeten dem Jubilar jeweils zum 70. und 80. Geburtstag eine Festschrift, um ihm öffentlich ihre Reverenz zu erweisen (Festschrift zum 70. Geburtstag für Carl Schmitt, 1959 und Epirrhosis. Festgabe für Carl Schmitt zum 80. Geburtstag, 1968). Weitere Schüler Schmitts waren etwa der als Kanzlerberater bekannt gewordene politische Publizist Rüdiger Altmann oder der einflussreiche Publizist Johannes Gross. Jüngere Verfassungsjuristen wie Ernst-Wolfgang Böckenförde oder Josef Isensee wurden nachhaltig von Carl Schmitt beeinflusst und lassen sich der von ihm begründeten Denktradition zuordnen, die gelegentlich auch als Schmitt-Schule bezeichnet wird. Bekannt ist das an Schmitt angelehnte sogenannte Böckenförde-Diktum, wonach der freiheitliche, säkularisierte Staat von Voraussetzungen lebe, die er selbst nicht garantieren könne. Verschiedene öffentliche Persönlichkeiten suchten in der Frühzeit der Bundesrepublik den Rat oder die juristische Expertise Schmitts, darunter etwa der Spiegel-Herausgeber Rudolf Augstein 1952.
Jürgen Habermas fasst die Wirkung Schmitts in der frühen Bundesrepublik in seiner Studie „Carl Schmitt in der politischen Geistesgeschichte der Bundesrepublik“ so zusammen:

„Beide [Schmitt und Heidegger] gehörten zu den ‚großen Jasagern von 1933‘, weil sie sich den Nazis unendlich überlegen fühlten und den ‚Führer führen‘ wollten; sie haben das Illusionäre ihres verstiegenen Vorsatzes erfahren, weigerten sich aber post festum, ihre Schuld oder auch nur ihren politischen Irrtum öffentlich einzugestehen. ‚Was war denn eigentlich unanständiger‘, so fragt Carl Schmitt, ‚1933 für Hitler einzutreten oder 1945 auf ihn zu spucken?‘ Diese Weigerung und der Haß auf ‚Bußprediger wie Jaspers‘ standen am Anfang der unvergleichlichen Wirkungsgeschichte, die Heidegger wie Schmitt in der Bundesrepublik beschieden war.
Es bedarf keiner Erklärung, warum wegweisende Argumente, Deutungsperspektiven und Gedanken, die weltweit Beachtung finden, auch in der Bundesrepublik als Herausforderung begriffen worden sind; es gibt genügend Beispiele für eine produktive Verarbeitung dieser Anstöße. Einer Erklärung bedarf jedoch der Umstand, daß diese ‚Reichswortführer‘ im Land des offen zutage liegenden Zivilisationsbruchs – trotz ihrer Uneinsichtigkeit, ja ihrer demonstrativ zur Schau gestellten Unbelehrbarkeit – unter den Jüngeren jene Art von intellektuell faszinierter Gefolgschaft fanden, in der sich eine Identifikation mit tieferliegenden Gesinnungen verrät.“

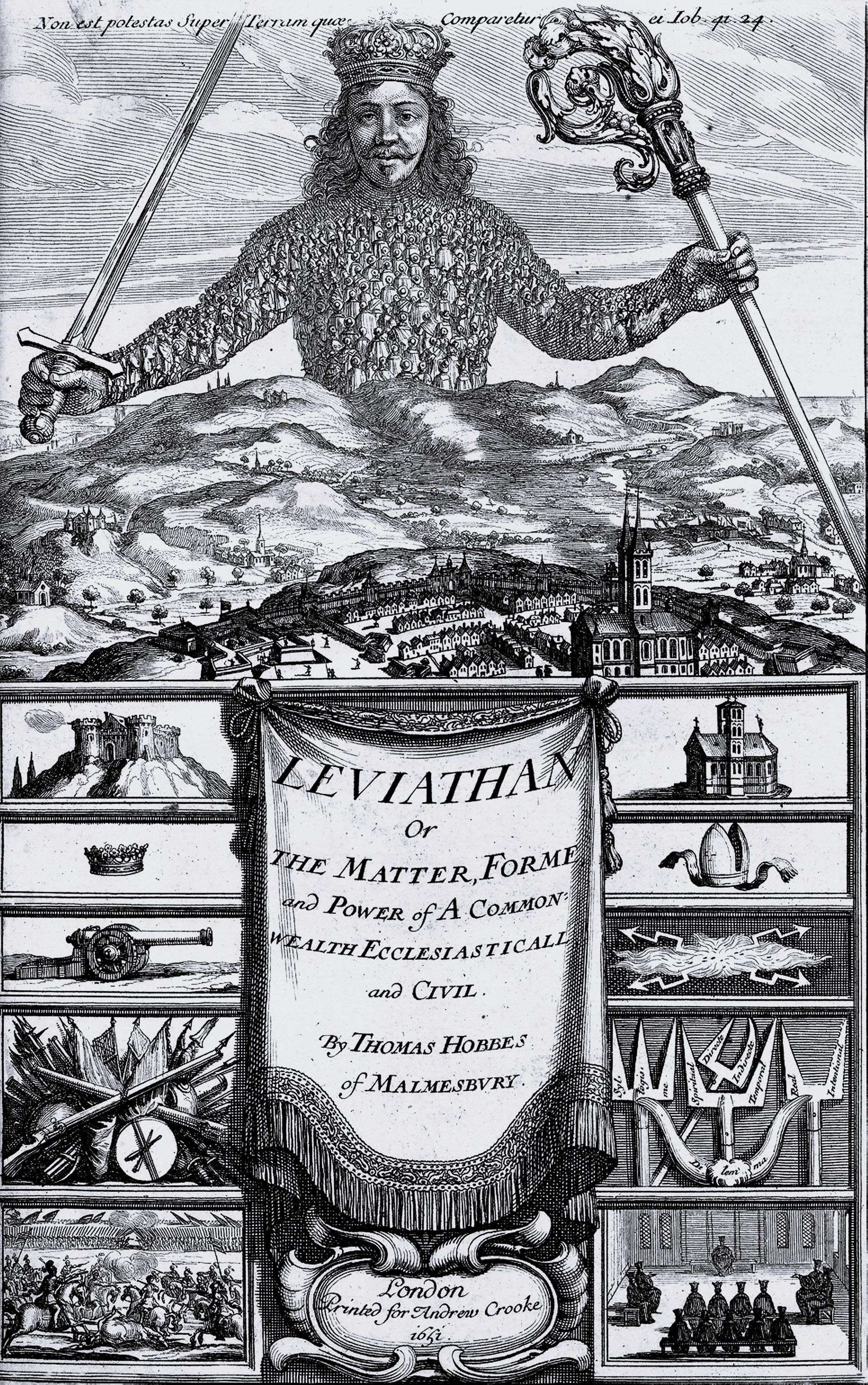
Schmitt sieht den Staat des Hobbes’schen Leviathan als „große Maschine“, in der sich der technisch-neutrale Befehlsmechanismus vollendet

Weitere Anknüpfungspunkte gab es in – auch für Zeitgenossen – überraschenden Zusammenhängen. Beispielsweise berichtete der jüdische Religionsphilosoph Jacob Taubes, der mit Schmitt in Kontakt stand, dass dessen Verfassungslehre in der Diskussion um eine mögliche israelische Verfassung herangezogen worden sei. Dies habe er als Research-Fellow 1949 zufällig durch eine erfolglose Bestellung des Buches in der Bibliothek der Jerusalemer Hebräischen Universität festgestellt: „Einen Tag, nachdem ich Carl Schmitts Verfassungslehre angefordert hatte, kam ein dringender Anruf vom Justizministerium, der Justizminister Pinchas Rosen (früher Rosenblüth) brauche Carl Schmitts Verfassungslehre zur Ausarbeitung einiger schwieriger Probleme in den Entwürfen zur Verfassung des Staates Israel“. Taubes, damals Professor an der FU Berlin, war eine wichtige Bezugsfigur für die westdeutsche Studentenbewegung. Er hatte etwa ein Flugblatt der Kommunarden Rainer Langhans und Fritz Teufel, das indirekt zu Brandanschlägen aufrief, in einem gerichtlichen Gutachten in die Tradition der „europäischen Avantgarde“ gestellt und damit zu einem Freispruch beigetragen. Die Anschlussfähigkeit Schmitts für Taubes illustriert die Inhomogenität der Rezeption.
Schmitt wirkte aber auch in andere Disziplinen hinein. Aus der Geschichtswissenschaft gelten vor allem Reinhart Koselleck (Kritik und Krise) und Christian Meier (Die Entstehung des Politischen bei den Griechen) als von Schmitt beeinflusst, aus der Soziologie Hanno Kesting (Geschichtsphilosophie und Weltbürgerkrieg). In der Philosophie rezipierten Odo Marquard (Individuum und Gewaltenteilung), Hermann Lübbe (Der Streit um Worte: Sprache und Politik) und Alexandre Kojève (Hegel, eine Vergegenwärtigung seines Denkens) schmittsche Theoreme. Auch Hans Blumenberg (Legitimität der Neuzeit) beschäftigte sich in seinem Werk an verschiedenen Stellen teils kritisch, teils anerkennend mit Schmitt. In der Religionswissenschaft war es vor allem Jacob Taubes (Abendländische Eschatologie), der an Schmitts Politischer Theologie anknüpfte. Eine Analyse vom Gesichtspunkt der politischen Ontologie legte Hans Buchheim vor, Ernst Vollrath leitete den Begriff des Politischen in Anlehnung an Hannah Arendt aus der Urteilskraft ab.
Eine besonders diffizile Frage in der Wirkungsgeschichte Carl Schmitts ist dessen Rezeption in der intellektuellen und politischen Linken. Sie war Gegenstand scharfer Kontroversen. Auf der einen Seite galt Schmitt als eine Art intellektueller Hauptgegner – Ernst Bloch bezeichnete ihn etwa als eine der „Huren des völlig mortal gewordenen, des nationalsozialistischen Absolutismus“ –, auf der anderen Seite gab es argumentative Übereinstimmungen und inhaltliche Bezugnahmen.
In einem breit diskutierten Aufsatz über Schmitt und die Frankfurter Schule argumentierte Ellen Kennedy 1986, dass Jürgen Habermas in seiner Parlamentarismuskritik Schmittsche Argumentationsfiguren verwendet habe. In Iring Fetschers Frankfurter Seminaren um 1968 spielte Schmitt – wie Eike Hennig berichtet – eine große Rolle. Reinhard Mehring schrieb dazu 2006:

„Ein Einfluss von Schmitt auf Habermas wurde wiederholt diskutiert. Er lag in der Frankfurter Luft. Schmitt war so etwas wie ein Hausjurist der Kritischen Theorie und Frankfurter Schule. Otto Kirchheimer und Franz Neumann, Ernst Fraenkel und Walter Benjamin hatten alle vor 1933 ihren Schmitt gelesen. Kirchheimer hatte bei Schmitt promoviert; er und Neumann trafen Schmitt in Berlin häufiger. Dessen politische Betrachtung des Rechts und der ‚Volkssouveränität‘ war ihnen für die Ausarbeitung einer sozialistischen Rechtstheorie interessant. Früh kritisierte Kirchheimer allerdings Schmitts ‚Begriffsrealismus‘, worunter er eine geschichtsphilosophische Überspannung juristischer Kategorien verstand. Neumann adaptierte Schmitts rechtstheoretische Diagnose einer Auflösung des rechtsstaatlichen Gesetzesbegriffs dann auch für seine Beschreibung des nationalsozialistischen ‚Behemoth‘. Seitdem gab es einen juristischen Links-Schmittismus, dem Habermas in Frankfurt begegnete.“

Der Politikwissenschaftler Wilhelm Hennis hatte in seiner Freiburger Antrittsrede im Juli 1968 mit dem an Schmitt anknüpfenden Titel Verfassung und Verfassungswirklichkeit das Verfassungsdenken der „Linken“ – genauer: die Unterscheidung zwischen den formalen Organisationsformen und den materiellen Prinzipien der Grundrechte – als „reinen Carl Schmitt frankfurterisch“ bezeichnet. Schmitt, dem Hennis die Schrift zugesandt hatte, antwortete im Dezember 1968 mit einer lobenden Bemerkung in Richtung der Autoren der Frankfurter Schule:

„Meine Schrift über Legalität und Legitimität sollte verhindern, dass sie [gemeint ist die Verfassung] ein Instrument des Bürgerkrieges würde; daher die wichtigste rechtswissenschaftliche Erkenntnis der ganzen Schrift: die Lehre von den 'politischen Prämien auf den legalen Machtbesitz', die in einer Zeit der großen Koalition [gemeint ist die Regierung Kurt Georg Kiesinger und Willy Brandt 1966–1969] von selbst zu einer Praxis legaler Prämien auf den politischen Machtbesitz werden. Das ist es, was die Frankfurter begreifen und was andere nicht begreifen wollen.“

Neben Anknüpfungspunkten von Schmitt mit Protagonisten der Frankfurter Schule gab es Elemente einer „problematischen Solidarität“ (Friedrich Balke) zwischen der politischen Philosophin Hannah Arendt und Carl Schmitt. In ihrem Werk Elemente und Ursprünge totaler Herrschaft von 1951 postulierte Arendt, es habe eine relativ kleine Zahl „wirklicher Künstler und Gelehrter“ gegeben, die sich „in Nazideutschland nicht nur gleichgeschaltet hatten, sondern überzeugte Nazis waren“ […]. „Zur Illustration sei an die Karriere Carl Schmitts erinnert, der zweifellos der bedeutendste Mann in Deutschland auf dem Gebiet des Verfassungs- und Völkerrechts war und sich die allergrößte Mühe gegeben hat, es den Nazis recht zu machen. Es ist ihm nie gelungen.“ Vielmehr sei er von den Nationalsozialisten „schleunigst durch zweit- und drittrangige Begabungen wie Theodor Maunz, Werner Best, Hans Frank, Gottfried Neesse und Reinhold Hoehn [sic! recte: Reinhard Höhn] ersetzt und an die Wand gespielt [worden].“ Arendt verwendete einige Schmittsche Begriffe wie „politische Romantik“ (nach der Ausgabe von 1925) und bezieht sich in diesem Zusammenhang auf dessen Thesen über die Verbindung von Philistern und politischen Romantikern. Sogar seiner 1934 erschienenen nationalsozialistisch geprägten Schrift Staat, Bewegung, Volk entnahm sie Gedankengänge. In ihre umfangreiche Bibliographie am Schluss des Werkes nahm sie neben diese beiden Bücher auch Schmitts Arbeiten Totaler Feind, totaler Krieg, totaler Staat (1937) und Völkerrechtliche Großraumordnung für raumfremde Mächte (1941) auf. Mit ihrem Konzept einer auf pluraler öffentlicher politischer Kommunikation beruhenden Rätedemokratie war Arendt jedoch im Grundsätzlichen weit von Schmitts Auffassungen entfernt.
Ein Bindeglied zwischen Schmitt und der Frankfurter Schule war der Politologe Franz Neumann, der als junger Jurist Schmitt rezipiert hatte. Die auch bei Neumann anklingende Parlamentarismuskritik lässt sich von Neumann über Arendt bis zu Habermas verfolgen. Carl J. Friedrich, der mit Arendt, Fraenkel und Neumann die Totalitarismustheorie begründete, war in jungen Jahren ebenfalls ein Bewunderer von Schmitt und besonders dessen Theorie der Diktatur. Auch im philosophischen Umfeld bestanden Kontakte zu sozialistischen Theoretikern. Neben Walter Benjamin ist hier vor allem der marxistische Philosoph Georg Lukács zu nennen, der Schmitts Politische Romantik rühmte, wofür dieser sich durch ein Zitat „des bekannten kommunistischen Theoretikers“ im Begriff des Politischen von 1932 revanchierte. Benjamin hatte Schmitt am 9. Dezember 1930 einen Brief geschrieben, in dem er diesem sein Buch Ursprung des deutschen Trauerspiels übersandte.

### Studentenbewegung und 68er-Bewegung
In der Bundesrepublik wurden die Verbindungen einiger Protagonisten der Studentenbewegung, etwa Hans Magnus Enzensbergers, – Hans Mathias Kepplinger nannte sie „rechte Leute von links“ – zu Carl Schmitt diskutiert. Der Politologe Wolfgang Kraushaar vom Hamburger Institut für Sozialforschung – ehemals selbst Teil der Studentenbewegung – vertrat die Auffassung, Hans-Jürgen Krahl müsse Carl Schmitts Theorie des Partisanen rezipiert haben, wie sich aus den Kriterien und Abgrenzungen zur Definition des Guerilleros ergebe, die dieser gemeinsam mit Rudi Dutschke 1967 auf einer berühmten SDS-Delegiertentagung entwickelt hatte (sog. Organisationsreferat). Diese Orientierung linker Theoretiker an der von Schmitt 1963 publizierten Partisanentheorie ist in der Tat nicht unwahrscheinlich, hatte doch zum Beispiel der damalige Maoist Joachim Schickel in seinem 1970 edierten Buch Guerilleros, Partisanen – Theorie und Praxis ein „Gespräch über den Partisanen“ mit Carl Schmitt veröffentlicht und diesen als „einzig erreichbaren Autor“ bezeichnet, „der sich kompetent zum Thema geäußert hat“. In einem anderen Zusammenhang stellte Kraushaar die These auf, aus der Parlamentarismuskritik Johannes Agnolis, einem der wesentlichen Impulsgeber der Studentenrevolte, sprächen Gedanken rechter Denker wie Carl Schmitt, Gaetano Mosca und Vilfredo Pareto.
Auch der linke Studentenführer Jens Litten, Mitglied des SHB, führte im Jahre 1970 – zusammen mit Rüdiger Altmann – für den Norddeutschen Rundfunk ein Gespräch mit Schmitt, über das er in der protestantischen Wochenzeitung Deutsches Allgemeines Sonntagsblatt berichtete. Wenn Schmitt von seinen Schülern spreche, so Litten, dann tauchten Namen auf, die „bei der Linken Autorität genießen“. Für Schmitt sei dies selbstverständlich gewesen, denn: „links und rechts sind ihm Begriffe der politischen Vulgärsprache“.
Vor diesem Hintergrund wurde ein möglicher Einfluss Schmitts auf die 68er-Bewegung diskutiert, obwohl der Staatsrechtler bei linken Denkern gemeinhin als zentraler Antipode gesehen wird. Auch gibt es in den wenigsten Fällen direkte Bezugnahmen. Die Beeinflussung erfolgte in der Regel über linke Vordenker wie Fraenkel, Neumann oder Kirchheimer, die zeitweise stark von Schmitt beeinflusst waren. Der gemeinsame Anknüpfungspunkt war zumeist die Parlamentarismuskritik. Dieses Thema verband konservative Antiliberale mit einigen Theoretikern der sogenannten „Außerparlamentarischen Opposition“ (APO). Der Politikwissenschaftler Heinrich Oberreuter betonte 2002: „Die radikale Systemkritik ging über die von Carl Schmitt und Jürgen Habermas begründeten Systemzweifel gegenüber einem Parlamentarismus, der seine geistigen Grundlagen und seine moralische Wahrheit verloren habe, hinaus.“ Bereits 1983 hatte der Jurist Volker Neumann geschrieben: „Carl Schmitts Werk ist für die Linken attraktiv geblieben – bis heute. Das Interesse für ähnliche Problemlagen und eine vergleichbare Radikalität der Fragestellung lieferten das Material für eine liberale Kritik, die am Beispiel Schmitts und der Studentenbewegung die ‚Übereinstimmung der Extreme‘ konstatierte. Angesetzt hatte sie an der für das politische Selbstverständnis der Studentenbewegung wichtigen Parlamentarismuskritik Johannes Agnolis, die in die Kontinuität des von Schmitt geprägten Antiliberalismus und -Parlamentarismus gerückt wurde.“ Leonard Landois behauptete in seinem 2008 erschienenen Buch Konterrevolution von links: Das Staats- und Gesellschaftsverständnis der '68er' und dessen Quellen bei Carl Schmitt, dass die Ursprünge des Staats- und Gesellschaftsverständnisses der Studentenbewegung bei Schmitt gesucht werden müssten. Zwar konnte Landois tatsächlich verschiedene Parallelen zwischen Schmitt und den 68ern aufzeigen, er musste allerdings konzedieren, dass Vertreter der 68er mit Schmitt allenfalls indirekt Kontakt aufnahmen. Ebenso 2008 erschien Götz Alys sehr persönlich gefärbte Aufarbeitung der Studentenrevolte unter dem provokanten Titel Unser Kampf – 1968. Er argumentiert, die 68er hätten „im Geiste des Nazi-Juristen Carl Schmitt“ den Pluralismus verachtet.
Ein Beispiel für einen direkten Schnittpunkt zwischen Schmitt und der 68er-Bewegung war eine Tagung des Sozialistischen Deutschen Studentenbundes (SDS) in Berlin. Der bekannte Hegel-Forscher Alexandre Kojève, der sich selbst als „einzigen echten Sozialisten“ bezeichnete, hatte im Rahmen der Veranstaltung mitgeteilt, sein nächstes Reiseziel sei Plettenberg: „Wohin soll man denn in Deutschland fahren? Carl Schmitt ist doch der Einzige, mit dem zu reden sich lohnt“. Aus dem engsten Umfeld Schmitts wird berichtet, dieser sei der Studentenrevolte gegenüber durchaus aufgeschlossen gewesen. Schmitt habe gemerkt: da bricht etwas auf. Das habe ihm gefallen. In diesem Sinne suchte er auch die konstruktive Auseinandersetzung mit Veröffentlichungen der 68er-Bewegung. So soll er etwa Texte des linken Literaturwissenschaftlers Helmut Lethen mit besonderem Interesse gelesen haben. Zudem habe er sich selbst nie als Konservativen betrachtet. Er habe eine Vorliebe für schillernde und extreme Figuren gleich welcher politischen Ausrichtung gehabt, solange sie ihm geistreich und unvoreingenommen erschienen. Dazu gehörte etwa auch Günter Maschke, der seine politische Sozialisierung beim SDS erlebte, dann politisches Asyl im Kuba Fidel Castros suchte und später der Neuen Rechten zugeordnet wurde.
Zuletzt gab es Kontroversen über das Werk des italienischen Philosophen Giorgio Agamben, der sich neben dem Poststrukturalisten Michel Foucault und dem Vordenker der Kritischen Theorie, Walter Benjamin, in zentralen Elementen auf Carl Schmitt und dessen Theorie des Ausnahmezustands stützt. Agambens Guantánamo-Kritik, die Gefangenen würden als „irreguläre Kombattanten“ „außerhalb der internationalen Ordnung der zivilisierten Welt gestellt“ (hors la loi, wie Schmitt sagen würde), bedient sich Schmittscher Argumentationsmuster.
Jürgen Habermas erwähnt in einer Rezension der englischen Übersetzung zweier Schmitt-Werke „… Linke in der Bundesrepublik und, heute vor allem, in Italien, die den Teufel mit dem Beelzebub austreiben, indem sie das Loch der fehlenden marxistischen Demokratietheorie mit Carl Schmitts faschistischer Demokratiekritik stopfen“. Er konstatiert seit 1989 eine Schmitt-Renaissance: „Vorbereitet durch die ‚postmoderne‘ Rezeption der achtziger Jahre, hat Carl Schmitt seit 1989 erst recht Konjunktur: Nachholbedarf im Osten, freie Bahn im Westen für die Einstiegsdroge in den Traum vom starken Staat und von der homogenen Nation“.
Ein marxistischer Autor, der eine vielfach bemängelte Nähe zu Carl Schmitt aufweist, ist der französische Philosoph und langjähriges Mitglied der Französischen Kommunistischen Partei (PCF), Étienne Balibar. Balibar hatte unter anderem den französischen Neudruck des Schmitt-Buches Der Leviathan in der Staatslehre des Thomas Hobbes – einer Publikation aus der NS-Zeit – mit einem Vorwort versehen. Daraufhin wurde ihm vorgeworfen, Schmitt in gefährlicher Weise zu verharmlosen.
Die Verwendung von Schmittschen Kategorien durch postmarxistische Theoretiker wie Michael Hardt, Antonio Negri, Giorgio Agamben, Chantal Mouffe, Gopal Balakrishnan oder auch die Rezeption durch das Theorie-Organ „Telos“ (eine zur Popularisierung der Ideen der Frankfurter Schule in den USA 1968 gegründete Zeitschrift) illustrieren die Anknüpfung an die frühe linke Rezeption Schmitts durch Benjamin, Fraenkel, Kirchheimer und Neumann. Vor allem die Interventionspolitik der Vereinigten Staaten (siehe etwa Irakkrieg) oder die Rolle der Vereinten Nationen als eine Art „Weltregierung“ werden häufig unter Rückgriff auf Schmittsche Theoreme abgelehnt. Teilweise wurden Schmitts Argumente gegen den Völkerbund auf US-amerikanische Politik übertragen und den Vereinigten Staaten eine ökonomische Interessenpolitik unter dem Schleier demokratischer Ziele zugeschrieben. Andererseits können sich die Befürworter von mit Natur- oder Menschenrechten begründeter Interventionen auf Schmitts Postulat der „absoluten Feindschaft“ bzw. „Tyrannei der Werte“ beziehen, die das Prinzip der Gegenseitigkeit im Völkerrecht aufhebe.
Das Projekt der Demaskierung bürgerlicher Strukturen als (ökonomische) Interessenpolitik durch Schmitt ist ein Punkt, den Linke wie Rechte aufgriffen. Auch Antiparlamentarismus, Antiliberalismus, Etatismus, Antiimperialismus und Antiamerikanismus stießen auf beiden Seiten des politischen Spektrums auf Interesse.
Volker Weiß bemerkt, dass Schmitt dem Prinzip der von ihm beschriebenen „absoluten Feindschaft“ ablehnend gegenübergestanden habe, da sie für ihn in seiner Theorie des Partisanen vor allem ein Merkmal der Siegermächte von 1945 gewesen sei. Die Nürnberger Prozesse seien für ihn ein Mittel zur endgültigen moralischen Vernichtung der Deutschen gewesen. Dabei habe Schmitt schlichtweg unterschlagen, dass die deutsche Seite „lange vor Nürnberg selbst alle Formen der ‚absoluten Feindschaft‘ praktiziert hatte“, da sie in ihrem Vorgehen gegen Juden und andere als „Feinde“ markierten Kräfte „vom Drang zur vollständigen Dehumanisierung und Vernichtung bestimmt“ gewesen sei. Auch Schmitts eigener Antisemitismus habe ebenfalls alle Züge „absoluter Feindschaft“ getragen. Schmitts Definition des „Großraums“ und sein Grundsatz der Nichtintervention fänden sich in der zustimmenden Haltung der deutschen und europäischen Neuen Rechten gegenüber Putins Russland wieder.

### „Neue Rechte“
Für die politische Rechte sind darüber hinaus vor allem Ethnopluralismus, Nationalismus, Kulturpessimismus und die Bewunderung für den italienischen Faschismus anschlussfähig. Hinzu kommt Schmitts Option für Ausnahmezustand und Diktatur zur Wahrung der politischen Ordnung, auch unter Verletzung des positiven Rechts. Daher stoßen Schmitts Werke auch heute noch auf ein reges Interesse in konservativen Kreisen (s. etwa die Rezeption durch die Frankfurter Allgemeine Zeitung) und im Umfeld der sogenannten Neuen Rechten (s. vor allem Junge Freiheit, Etappe, Staatsbriefe oder Criticón, selbiges gilt für die Nouvelle Droite in Frankreich). Führende Theoretiker der Neuen Rechten/Nouvelle Droite beschäftigten sich intensiv mit Carl Schmitt, allen voran Alain de Benoist, Günter Maschke und Armin Mohler (der sich selbst als seinen „Schüler“ bezeichnete). Aufgrund der aktualisierenden Rezeption aus neurechtem und rechtsextremistischem Umfeld taucht Schmitt regelmäßig in Publikationen des Verfassungsschutzes als Ahnherr revisionistischer Bestrebungen auf. So vermerkte etwa der Verfassungsschutz Mecklenburg-Vorpommern im Jahre 2003, die Zeitschrift Nation und Europa, das „bedeutendste rechtsextremistische Strategie- und Theorieorgan“, habe in antiamerikanischer Absicht auf völkerrechtliche Theoreme Schmitts Bezug genommen: „Die Forderungen nach einem Ausschluss ‚raumfremder Mächte‘ aus Europa knüpfen an die Auffassungen des Staatsrechtlers Carl Schmitt an, welcher zu Zeiten des ‚Dritten Reiches‘ für die Vorherrschaft Deutschlands in einem von den USA nicht beeinflussten Europa eintrat. Eine Trennung von Amerika soll im revisionistischen Sinn mit einer politisch motivierten Korrektur von Geschichtsauffassungen verbunden sein.“

### Europäische Integration
Im Zusammenhang mit dem europäischen Integrationsprozess wurde die Frage erörtert, ob die Großraumtheorie Carl Schmitts oder seine „Verfassungslehre des Bundes“ (1928) als Grundlage für das europäische Gemeinschaftskonzept bezeichnet werden kann. So wurde darauf hingewiesen, dass die von Schmitt angeführten Gründe für die Entstehung von Großräumen – grenzüberschreitende Anforderungen an Verkehr und Kommunikationstechnik, Berücksichtigung wirtschaftlicher Abhängigkeiten zwischen verschiedenen Volkswirtschaften – auch bei der Schaffung der Europäischen Gemeinschaften eine wichtige Rolle gespielt hätten. Auch sei Schmitts Beschreibung des Großraums als eine faktisch und rechtlich hinter dem Staat zurückbleibende völkerrechtliche Einheit für die Europäische Union zutreffend. Die These, die EU sei ein Großraum im Sinne Carl Schmitts, wurde aber auch zurückgewiesen. Europa sei, anders als bei Carl Schmitt, kein Raum, in dem sich Wirtschaft, Technik und Verwaltung einem supranationalen Primat unterzuordnen hätten; auch sei der Staat im Prozess der europäischen Integration keineswegs überflüssig, sondern geradezu entscheidende Integrationsvoraussetzung. Dagegen äußerte der Europarechtler Hans-Peter Folz 2006 die Auffassung, dass die Europäische Gemeinschaft geradezu ein Modellfall von Schmitts „Verfassungslehre des Bundes“ sei. Schmitt habe nämlich in seiner Verfassungslehre der traditionellen Unterscheidung von Bundesstaat und Staatenbund, die sich in der Analyse als unzureichend erwiesen habe, eine dritte Kategorie hinzugefügt: die nicht-konsolidierte Staatenverbindung. Mit dieser Kategorie sei es besser möglich, sich entwickelnde multistaatliche Gebilde wie die Europäische Union zu beschreiben. Als das Wesen des Bundes hatte Schmitt den unaufgelösten Konflikt zwischen dem Bund – als Zentrum einer auf Dauer angelegten Staatenverbindung – und den Gliedstaaten definiert. Der Bund lebt demnach vom gleichberechtigten Nebeneinander zweier politischer Existenzen und der Unklarheit der Souveränitätsfrage. Die in einem Bund organisierten Einheiten können nach Schmitts Auffassung sogar auf miteinander unvereinbaren Prinzipien beruhen, solange es gelingt, existenzbedrohende Konflikte zu vermeiden. Diese Charakteristika ließen sich, so die These, auch bei der Europäischen Union beobachten. Dies zeige sich etwa an der unklaren Rechtsnatur der Europäischen Gemeinschaft und dem Fehlen einer abschließenden juristischen Definition des die Eigenständigkeit des Integrationsansatzes betonenden Begriffs der „Supranationalität“. Zwar hätten sich in der Rechtsprechung des Europäischen Gerichtshofs drei Wesensmerkmale der Supranationalität der Gemeinschaft herauskristallisiert – Supranationalität des Entscheidungsprozesses, normative Supranationalität sowie Ausstattung der Gemeinschaft mit eigenen Rechtsetzungskompetenzen. Alle diese Merkmale seien aber umstritten geblieben. Daher seien Konfliktvermeidungsstrategien entwickelt worden, die trotz grundsätzlich unterschiedlicher Positionen das Bestehen der Gemeinschaft sichern sollten (z. B. Streit um Beschlussfassungsregeln im Ministerrat gem. Art. 148 EGV, Luxemburger Kompromiss vom 29. Januar 1966, Grundrechtskonflikt zwischen EuGH und BVerfG, Justizkonflikt um die Bananen-Marktordnung). Folz urteilt daher: „Zusammenfassend können wir feststellen, dass die Gemeinschaft in all ihren wesentlichen supranationalen Merkmalen von Konflikten zwischen der Gemeinschaft und ihren Mitgliedsstaaten geprägt worden ist. Das Modell des Bundes im Schmittschen Sinne ist deshalb auf die Gemeinschaft übertragbar und hervorragend geeignet, das Verhältnis zwischen der Gemeinschaft und ihren Mitgliedsstaaten zu beschreiben.“

### „Schmitt-Renaissance“
Seit etwa drei bis vier Jahrzehnten ist international ein neues Interesse an Schmitts Denken zu verzeichnen. Trotz seines Rufes als „Kronjurist des Dritten Reiches“ und seines vielfach dokumentierten Antisemitismus wird es zunehmend rezipiert, etwa wenn über seinen Einfluss auf die amerikanischen Neokonservativen diskutiert oder der bewaffnete Terrorismus als „Partisanenstrategie“ analysiert wird.
Heinrich Meier hebt den Umstand hervor, dass mit Leo Strauss – bei all dessen kritischer Auseinandersetzung mit Schmitts Begriff des Politischen – eine führende Persönlichkeit der frühen Neokonservativen in den USA stark von dem umstrittenen Staatsrechtslehrer beeinflusst war. In einem Interview mit dem österreichischen Magazin Profil im Februar 2017 sagte der deutsche Historiker Heinrich August Winkler über Steve Bannon, den damaligen Berater des US-Präsidenten Donald Trump:

„Bannon ist ein Mann, der sich offenkundig an der äußersten intellektuellen Rechten Europas und vor allem Deutschlands in der Zwischenkriegszeit orientiert. Er denkt in den Kategorien von Freund und Feind. Dieses Begriffspaar geht auf den Staatsrechtler Carl Schmitt zurück, einen erklärten Gegner der liberalen, parlamentarischen, pluralistischen Demokratie von Weimar, der nach dem Machtwechsel von 1933 flugs in das Lager der Nationalsozialisten wechselte […]. Im weiteren Sinn gehört auch Bannon zu der Schule von Leo Strauss, die in hohem Maß durch den Antiliberalismus von Carl Schmitt geprägt ist. Strauss kritisierte Schmitt gelegentlich sogar, weil dieser angeblich in seiner Liberalismuskritik noch zu liberal und nicht konsequent genug war.“

Auch die Theorien des Politikwissenschaftlers und Machiavelli-Experten Herfried Münkler zu „asymmetrischen Kriegen“ und zum „Imperium“ knüpfen an Thesen Carl Schmitts an. Der postmoderne Philosoph und Begründer des Dekonstruktivismus Jacques Derrida setzte sich in seinem Buch Politik der Freundschaft (2000) sehr ausführlich mit Schmitt auseinander und proklamierte bereits in einem Interview 1994 die Notwendigkeit einer neuen Rezeption: „Kurz gesagt, ich glaube, man muß Schmitt, wie Heidegger, neu lesen – und auch das, was sich zwischen ihnen abspielt. Wenn man die Wachsamkeit und den Wagemut dieses entschieden reaktionären Denkers ernst nimmt, gerade da, wo es auf Restauration aus ist, kann man seinen Einfluß auf die Linke ermessen, aber auch zugleich die verstörenden Affinitäten – zu Leo Strauss, Walter Benjamin und einigen anderen, die das selbst nicht ahnen.“

### Volksrepublik China
Schmitts Bedeutung in der chinesischen Politischen Theorie ist im 21. Jahrhundert gewachsen, vor allem seit Xi Jinpings Machtübernahme im Jahre 2012. In einem einführenden Artikel unterstrich die Sinologin Flora Sapio das Interesse insbesondere für Schmitts Unterscheidung zwischen Freund und Feind: „Since Xi Jinping became China’s top leader in November 2012, the friend-enemy distinction so crucial to Carl Schmitt’s philosophy has found ever wider applications in China, in both 'Party theory' and academic life.“ Bekannte chinesische Schmittianer sind zum Beispiel der Theologe Liu Xiaofeng, der Politikwissenschaftler Wang Shaoguang und der Rechtswissenschaftler und Regierungsberater Jiang Shigong.
Die erste bedeutende Rezeptionswelle von Schmitt in China fing mit Liu Xiaofengs Schriften am Ende der 1990er Jahre an. In dieser Phase des Übergangs wurde Schmitt sowohl für liberale, als auch für nationalistische und konservative Intellektuelle zu einem wichtigen Bezugspunkt, um Antworten auf aktuelle Probleme Chinas und der chinesischen Regierungspolitik zu finden. Wie damals wird die Rezeption auch noch im 21. Jahrhundert dominiert vom Thema zentralstaatlicher Machtentfaltung und von der Frage, inwiefern ein „starker Staat“ nötig ist, um Chinas Modernisierung anzuleiten. In dieser Hinsicht sehen manche Autoren Schmitt als einen Gewährsmann gegen den Liberalismus, während andere die Meinung vertreten, dass Schmitts Theorien Chinas Aufstieg unterstützen könnten.
Die Verwendung von Schmitts Denken im chinesischen Kontext ist aber auch Gegenstand kritischer Analysen. Diese unterschiedlichen Rezeptionslinien hängen mit unterschiedlichen Interpretationen von Schmitts Verhältnis zu Faschismus und Nationalsozialismus zusammen. Während einige Autoren Schmitt als treuen Gefolgsmann darstellen, versuchen andere, wie zum Beispiel Liu Xiaofeng, Schmitts Rolle als eine bloß instrumentale herunterzuspielen und seine Schriften von ihrem geschichtlichen Entstehungskontext zu trennen. Nach dieser Lesart war Schmitt eigentlich auf der Suche nach einem alternativen, einem eigenen deutschen Weg zur Moderne – was genau der Grund dafür sei, warum sein Denken für China interessant sein könne. Allgemein betrachtet ist die chinesische Rezeption ambivalent: sie ist vielfältig und dynamisch, aber auch ideologisch geprägt. Obwohl andere Akademiker vorsichtiger hinsichtlich Schmitts Verteidigung der staatlichen Macht sind, weil die Gefahr des Totalitarismus noch nicht vergessen ist, akzeptieren trotzdem fast alle die Notwendigkeit bzw. die Idee einer starken Staatsmacht in dieser neuerlichen Übergangsperiode, während ein „dogmatischer Glaube“ an den Liberalismus für China ungeeignet wäre. Indem sie die Gefahr sozialer Unordnung besonders betonen, teilen letztendlich viele – trotz aller Unterschiede – Schmitts Plädoyer für den starken Staat.

## Schriften (Auswahl)
- Über Schuld und Schuldarten. Eine terminologische Untersuchung. 1910.
- Gesetz und Urteil. Eine Untersuchung zum Problem der Rechtspraxis. 1912.
- Schattenrisse. (In Zusammenarbeit mit Dr. Fritz Eisler veröffentlicht unter dem gemeinsamen Pseudonym Johannes Negelinus Mox Doctor) 1913.
- Der Wert des Staates und die Bedeutung des Einzelnen. 1914. (Digitalisat)
- Theodor Däublers ‚Nordlicht‘. Drei Studien über die Elemente, den Geist und die Aktualität des Werkes. 1916.
- Die Buribunken. In: Summa 1/1917/18, 89 ff.
- Politische Romantik. 1919. (Digitalisat)
- Die Diktatur. Von den Anfängen des modernen Souveränitätsgedankens bis zum proletarischen Klassenkampf. 1921.
- Politische Theologie. Vier Kapitel zur Lehre von der Souveränität. 1922.
- Die geistesgeschichtliche Lage des heutigen Parlamentarismus. 1923.
- Römischer Katholizismus und politische Form. 1923.
- Die Rheinlande als Objekt internationaler Politik. In: Flugschriften der Rheinischen Zentrumspartei. II. Folge, Heft 4 (1925).
- Die Kernfrage des Völkerbundes. In: Völkerrechtsfragen. Heft 18 (1926).
- Der Begriff des Politischen. In: Archiv für Sozialwissenschaften und Sozialpolitik. Bd. 58 (1927), S. 1 bis 33. (Digitalisat)
- Volksentscheid und Volksbegehren. Ein Beitrag zur Auslegung der Weimarer Verfassung und zur Lehre von der unmittelbaren Demokratie. In: Beiträge zum ausländischen öffentlichen Recht und Völkerrecht. Heft 2 (1927), Neuausgabe: Duncker & Humblot, Berlin 2014, ISBN 978-3-428-13958-3.
- Verfassungslehre. 1928.
- Hugo Preuß. Sein Staatsbegriff und seine Stellung in der deutschen Staatslehre. 1930.
- Der Völkerbund und das politische Problem der Friedenssicherung. 1930.
- Der Hüter der Verfassung. 1931 (Erweiterung des gleichnamigen Aufsatzes von 1929; in: Archiv des öffentlichen Rechts. Vol. 55 (1929), S. 161–237)
- Der Begriff des Politischen. 1932 (Erweiterung des Aufsatzes von 1927).
- Legalität und Legitimität. 1932.
- Staat, Bewegung, Volk. Die Dreigliederung der politischen Einheit. In: Der deutsche Staat der Gegenwart. Heft 1 (1933).
- Das Reichsstatthaltergesetz. In: Das Recht der nationalen Revolution. Heft 3 (1933).
- Staatsgefüge und Zusammenbruch des Zweiten Reiches. Der Sieg des Bürgers über den Soldaten. In: Der deutsche Staat der Gegenwart. Heft 6 (1934).
- Über die drei Arten des rechtswissenschaftlichen Denkens. In: Schriften der Akademie für deutsches Recht (1934).
- Der Staat als Mechanismus bei Hobbes und Descartes. In: Archiv für Rechts- und Sozialphilosophie. Bd. 30 (1936).[226]
- Der Leviathan in der Staatslehre des Thomas Hobbes. 1938.
- Die Wendung zum diskriminierenden Kriegsbegriff. 1938.
- Völkerrechtliche Großraumordnung und Interventionsverbot für raumfremde Mächte. Ein Beitrag zum Reichsbegriff im Völkerrecht. 1939.
- Positionen und Begriffe im Kampf mit Weimar–Genf–Versailles 1923–1939. 1940 (Aufsatzsammlung).
- Land und Meer. Eine weltgeschichtliche Betrachtung. 1942.
- Der Nomos der Erde im Völkerrecht des Jus Publicum Europaeum. 1950.
- Donoso Cortes in gesamteuropäischer Interpretation. 1950 (Aufsatzsammlung).
- Ex Captivitate Salus. Erfahrungen der Zeit 1945/47. 1950.
- Die Lage der europäischen Rechtswissenschaft. 1950.
- Gespräch über die Macht und den Zugang zum Machthaber. 1954.
- Welt großartigster Spannung. In: Merian. Das Monatsheft der Städte und Landschaften. 7. Jahrgang, Heft 9 (1954): Sauerland.
- Hamlet oder Hekuba. Der Einbruch der Zeit in das Spiel. 1956.
- Verfassungsrechtliche Aufsätze aus den Jahren 1924–1954. 1958 (Aufsatzsammlung).
- Theorie des Partisanen. Zwischenbemerkung zum Begriff des Politischen. 1963.
- Politische Theologie II. Die Legende von der Erledigung jeder Politischen Theologie. 1970.
- Das internationalrechtliche Verbrechen des Angriffskrieges. Postum herausgegeben von Helmut Quaritsch, 1993.
- Staat – Großraum – Nomos. Arbeiten aus den Jahren 1919–1969. Postum herausgegeben von Günter Maschke, 1995.
- Frieden oder Pazifismus? Postum herausgegeben von Günter Maschke, 2005. 2019. 2., unveränderte Ausgabe Duncker & Humblot, Berlin ISBN 978-3-428-15804-1 Verlagsinformation (Beschreibung und Inhaltsangabe)
- Gesammelte Schriften 1933–1936. Mit ergänzenden Beiträgen aus der Zeit des Zweiten Weltkriegs. 2021 (Aufsatzsammlung). Online

## Nachlass und Tagebücher
Der umfangreiche Nachlass Schmitts wird im Landesarchiv Nordrhein-Westfalen, Abteilung Rheinland, verwahrt und ist seit der Erschließung Basis zahlreicher Quelleneditionen. Der Nachlass Schmitts ist vom Umfang her der größte Personennachlass Deutschlands. Mit über 20.000 Einheiten handelt es sich auch um einen der größten Briefnachlässe in deutschen Archiven. Durch die in Schmitts Tagebüchern verzeichneten Briefeingänge weiß man, dass die geführte Korrespondenz nicht vollständig im Nachlass überliefert ist.
Zunächst zeigte sich das Bundesarchiv Ende der 1960er Jahre am Nachlass interessiert. Durch Vermittlung von Ernst-Wolfgang Böckenförde und Eberhard Freiherr von Medem bekam 1975 auf Wunsch Schmitts schließlich das Landesarchiv Nordrhein-Westfalen den Zuschlag. Diese Entscheidung wurde auch dadurch veranlasst, dass das Landesarchiv Nordrhein-Westfalen bereit war, für den Nachlass zu zahlen – im Gegensatz zum Bundesarchiv. Verwalter des Nachlasses war zunächst Joseph H. Kaiser, seit 2016 ist es Florian Meinel.
Im Nachlass finden sich auch die umfangreichen, teilweise noch unpublizierten Tagebücher und tagebuchartigen Notizen Schmitts. Die frühesten erhaltenen persönlichen Aufzeichnungen stammen aus Schmitts Referendarszeit in Düsseldorf 1912, die spätesten sind Notate aus den frühen 1980er Jahren. Das Tagebuchwerk lässt sich von Umfang und Bedeutung her mit den Tagebüchern Ernst Jüngers und Harry Graf Kesslers vergleichen. Die Editionsarbeit ist vor die Schwierigkeit gestellt, dass Schmitt den Großteil der Aufzeichnungen in einer persönlichen Variante der heute kaum noch gebräuchlichen Gabelsberger-Kurzschrift verfasste. Noch nicht publiziert sind die Tagebücher aus der Zeit des Zweiten Weltkriegs, dabei handelt es sich um sechs umfangreiche Hefte und mehrere Taschenkalender. Schmitt publizierte zu dieser Zeit nur wenig, führte aber umso extensiver Tagebuch. Seit 2021 werden diese Aufzeichnungen im Rahmen eines DFG-geförderten Projekts ediert und sollen im Laufe des Jahres 2025 in XML-Format als open access veröffentlicht werden.
Die Werke Carl Schmitts werden vom Verlag Duncker & Humblot betreut. Die Carl-Schmitt-Gesellschaft fördert die sachlich-kritische Beschäftigung mit Schmitts Leben und Werk. Sie unterstützt unter anderem die Publikation der autobiographischen Schriften Schmitts.

### Leben
Monographien
- Joseph W. Bendersky: Carl Schmitt, Theorist for the Reich. Princeton University Press, Princeton 1983, ISBN 0-691-05380-4.
- Christian Linder: Der Bahnhof von Finnentrop. Eine Reise ins Carl-Schmitt-Land. Matthes & Seitz, Berlin 2008, ISBN 978-3-88221-704-9.
- Reinhard Mehring: Carl Schmitt – Aufstieg und Fall. Eine Biographie. Verlag C.H. Beck, München 2009, ISBN 978-3-406-59224-9 (2., überarbeitete, aktualisierte und gekürzte Auflage 2022, ISBN 978-3-406-78563-4).
- Paul Noack: Carl Schmitt. Eine Biographie. Propyläen Verlag, Berlin 1993, ISBN 3-549-05260-X.

Aufsätze:
- Winfried Gebhardt: Schmitt, Carl. In: Biographisch-Bibliographisches Kirchenlexikon (BBKL). Band 9, Bautz, Herzberg 1995, ISBN 3-88309-058-1, Sp. 486–496., bautz.de
- Hans-Christof Kraus: Carl Schmitt (1888–1985). In: Michael Fröhlich (Hrsg.): Die Weimarer Republik. Porträt einer Epoche in Biographien. Darmstadt 2002, ISBN 3-89678-441-2, S. 326–337.
- Rainer Maria Kiesow: Zwischen Gesetz und Urteil gibt es keine Hermeneutik. Oder wie 1912 die traditionellen Auslegungsmethoden ihr Ende fanden. In: Merkur. 73 (Juli 2019), S. 19–30.
- Reinhard Mehring: Schmitt, Carl. In: Neue Deutsche Biographie (NDB). Band 23, Duncker & Humblot, Berlin 2007, ISBN 978-3-428-11204-3, S. 236–238 (Digitalisat).
- Henning Ottmann: Carl Schmitt – Leben und Werke. In: Karl Graf Ballestrem, Henning Ottmann (Hrsg.): Politische Philosophie des 20. Jahrhunderts. München 1990, ISBN 3-486-55141-8, S. 61–87.
- Helmut Quaritsch: Carl Schmitt (1888-1985). In: Jürgen Aretz, Rudolf Morsey, Anton Rauscher (Hrsg.): Zeitgeschichte in Lebensbildern, Aus dem deutschen Katholizismus des 19. und 20. Jahrhunderts, Band 9, Aschendorff Verlag GmbH & Co. KG, Münster 1999, ISBN 978-3-402-06112-1, S. 199-222. (Digitalisat)

Tagebücher:
- Ernst Hüsmert (Hrsg.): Carl Schmitt. Tagebücher vom Oktober 1912 bis Februar 1915. 2., korr. Auflage. Akademie Verlag, Berlin 2005, ISBN 3-05-004093-9.
- Ernst Hüsmert, Gerd Giesler (Hrsg.): Carl Schmitt. Die Militärzeit 1915 bis 1919. Akademie Verlag, Berlin 2005, ISBN 3-05-004079-3.
- Gerd Giesler, Ernst Hüsmert, Wolfgang H. Spindler (Hrsg.): Carl Schmitt. Der Schatten Gottes. Introspektionen, Tagebücher und Briefe 1921 bis 1924. Duncker & Humblot, Berlin 2014, ISBN 978-3-428-14308-5.
- Martin Tielke, Gerd Giesler (Hrsg.): Carl Schmitt. Tagebücher 1925 bis 1929. Duncker & Humblot, Berlin 2018, ISBN 978-3-428-15296-4.
- Wolfgang Schuller, Gerd Giesler (Hrsg.): Carl Schmitt. Tagebücher 1930 bis 1934. Akademie Verlag, Berlin 2010, ISBN 978-3-05-003842-1.
- Eberhard Freiherr von Medem (Hrsg.): Carl Schmitt. Glossarium. Aufzeichnungen der Jahre 1947–1951. Duncker & Humblot, Berlin 1991, ISBN 3-428-07126-3; erw., berichtigte und kommentierte Neuausgabe von Gerd Giesler und Martin Tielke: Carl Schmitt. Glossarium. Aufzeichnungen aus den Jahren 1947 bis 1958. Duncker & Humblot, Berlin 2015, ISBN 978-3-428-14486-0.

Briefwechsel:
- Ewald Grothe (Hrsg.): Carl Schmitt – Ernst Rudolf Huber. Briefwechsel 1926–1981. Mit ergänzenden Materialien. Duncker & Humblot, Berlin 2014, ISBN 978-3-428-14170-8.
- Helmuth Kiesel (Hrsg.): Ernst Jünger – Carl Schmitt. Briefe 1930–1983. Verlag Klett-Cotta, Stuttgart 2012, ISBN 978-3-608-93940-8.
- Reinhard Mehring (Hrsg.): „Auf der gefahrenvollen Straße des öffentlichen Rechts“. Briefwechsel Carl Schmitt – Rudolf Smend 1921–1961. Mit ergänzenden Materialien. Duncker & Humblot, Berlin 2010, ISBN 978-3-428-13394-9.
- Reinhard Mehring (Hrsg.): Welch gütiges Schicksal. Ernst-Wolfgang Böckenförde/Carl Schmitt: Briefwechsel 1953–1984. Nomos Verlag, Baden-Baden 2022, ISBN 978-3-8487-8427-1.
- Reinhard Mußgnug, Dorothee Mußgnug, Angela Reinthal (Hrsg.): Briefwechsel Ernst Forsthoff – Carl Schmitt (1926–1974). Akademie Verlag, Berlin 2007, ISBN 3-05-003535-8. (eingeschränkte Vorschau).
- Rolf Rieß (Hrsg.): Carl Schmitt – Ludwig Feuchtwanger. Briefwechsel 1918–1935. Mit einem Vorwort von Edgar Feuchtwanger. Duncker & Humblot, Berlin 2007, ISBN 978-3-428-12448-0.
- Alexander Schmitz, Marcel Lepper (Hrsg.): Hans Blumenberg, Carl Schmitt. Briefwechsel 1971–1978. Und weitere Materialien. Suhrkamp, Frankfurt am Main 2007, ISBN 978-3-518-58482-8.
- Martin Tielke in Zusammenarbeit mit Gerd Giesler (Hrsg.): Schmitt und Sombart. Der Briefwechsel von Carl Schmitt mit Nicolaus, Corina und Werner Sombart. Duncker & Humblot, Berlin 2015, ISBN 978-3-428-14706-9.
- Jan Eike Dunkhase (Hrsg.): Reinhart Koselleck, Carl Schmitt. Der Briefwechsel – 1953–1983. Suhrkamp, Berlin 2019, ISBN 978-3-518-58741-6.
- Martin Tielke (Hrsg.): Carl Schmitt/Duschka Schmitt. Briefwechsel 1923 bis 1950. Duncker & Humblot, Berlin 2020, ISBN 978-3-428-15845-4.
- Martin Braun, Mathias Eichhorn, Reinhard Mehring (Hrsg.): Erst Leviathan ist der Ausdruck vollendeter Reformation. Briefwechsel Carl Schmitt/Dietrich Braun. Matthes & Seitz, Berlin 2022, ISBN 978-3-7518-0364-9.

Gespräche
- Frank Hertweck, Dimitrios Kisoudis (Hrsg.): Solange das Imperium da ist. Carl Schmitt im Gespräch mit Klaus Figge und Dieter Groh 1971. Duncker & Humblot, Berlin 2010, ISBN 978-3-428-13452-6.

### Allgemeine Literatur zu Leben und Werk
- Gopal Balakrishnan: The Enemy. An Intellectual Portrait of Carl Schmitt. New York 2002, ISBN 1-85984-359-X.
- Hubertus Buchstein: Enduring Enmity – The Story of Otto Kirchheimer and Carl Schmitt. transcript Verlag, Bielefeld 2024, ISBN 978-3-8376-6470-6 (Open Access).
- Norbert Campagna: Carl Schmitt. Eine Einführung. Parerga, Berlin 2004, ISBN 3-937262-00-8.
- Hasso Hofmann: Legitimität gegen Legalität. Der Weg der politischen Philosophie Carl Schmitts. 4. Auflage. Duncker & Humblot, Berlin 2002, ISBN 3-428-10386-6.
- Sebastian Huhnholz: Schmitt, Schmittianer, Schmittiana. In: Markus Gloe, Tonio Oeftering (Hrsg.): Politische Theorie meets Politische Bildung. Baden-Baden 2017, ISBN 978-3-8487-3901-1, S. 79–104.
- Jean-François Kervégan: Was tun mit Carl Schmitt? Mit einem Essay von Benno Zabel. Aus dem Französischen übersetzt von Bernd Schwibs. Mohr Siebeck, Tübingen 2019, ISBN 978-3-16-156420-8.
- Reinhard Mehring: Carl Schmitt zur Einführung. 4. vollst. überarb. Neufassung. Junius, Hamburg 2011, ISBN 978-3-88506-685-9.
- Reinhard Mehring: Wie fängt man ein Chamäleon? Probleme und Wege einer Carl Schmitt-Biographie. In: Zeitschrift für Ideengeschichte. III/2 (2009), S. 71–86.
- Reinhard Mehring: Carl Schmitt im Archiv. In Annette Brockmöller, Eric Hilgendorf (Hrsg.): Rechtsphilosophie im 20. Jahrhundert – 100 Jahre Archiv für Rechts- und Sozialphilosophie. Reihe Archiv für Rechts- und Sozialphilosophie, Beiheft 116, S. 51–67.
- Reinhard Mehring: Ausgerechnet ich! Souverän ist, wer der Nachwelt die Auswahl des Lesenswerten überlässt. Warum es keine Carl-Schmitt-Gesamtausgabe gibt. In: FAZ. 10. Juli 2006.
- Reinhard Mehring: Carl Schmitt. Denker im Widerstreit. Werk – Wirkung – Aktualität. Karl Alber Verlag, Freiburg und München 2017, ISBN 978-3-495-48897-3.
- Cristina Rita Parau: ‚Schattenrisse‘ und ‚Nordlicht‘. Ästhetik und Rechtstheorie. Über die Frühwerke Carl Schmitts zur Literatur. In Yvonne Nilges (Hrsg.): Dichterjuristen. Studien zur Poesie des Rechts vom 16. bis 21. Jahrhundert. Königshausen & Neumann, Würzburg 2014, ISBN 978-3-8260-5550-8, S. 201–222.
- Helmut Quaritsch: Positionen und Begriffe Carl Schmitts. Duncker und Humblot, Berlin 1995, ISBN 3-428-08257-5.
- Helmut Quaritsch (Hrsg.): Complexio Oppositorum. Über Carl Schmitt. Duncker und Humblot, Berlin 1988, ISBN 3-428-06378-3.
- Patrick Sensburg: Die großen Juristen des Sauerlandes. 22 Biographien herausragender Rechtsgelehrter. 1. Auflage. F.W. Becker, Arnsberg 2002, ISBN 3-930264-45-5, S. 205–230.

### Einzelne Aspekte

#### Politische Theorie
- Hartmuth Becker: Die Parlamentarismuskritik bei Carl Schmitt und Jürgen Habermas. Berlin 2003, ISBN 3-428-11054-4.
- David Dyzenhaus: Law As Politics. Carl Schmitt’s Critique of Liberalism. Durham & London 1998, ISBN 0-8223-2244-7.
- Reinhard Mehring (Hrsg.): Carl Schmitt – Der Begriff des Politischen. Ein kooperativer Kommentar. Akademie-Verlag, Berlin 2003, ISBN 3-05-003687-7.
- Heinrich Meier: Die Lehre Carl Schmitts. Vier Kapitel zur Unterscheidung Politischer Theologie und Politischer Philosophie. Stuttgart/Weimar 2004, ISBN 3-476-02052-5.
- Rüdiger Voigt (Hrsg.): Denken in Widersprüchen. Carl Schmitt wider den Zeitgeist. 2. Auflage (= Staatsverständnisse, Bd. 154). Nomos, Baden-Baden 2021, ISBN 978-3-8487-7902-4.

#### Weimarer Republik
- Lutz Berthold: Carl Schmitt und der Staatsnotstandsplan am Ende der Weimarer Republik. Berlin 1999, ISBN 3-428-09988-5.
- Stefan Breuer: Carl Schmitt im Kontext. Intellektuellenpolitik in der Weimarer Republik. Akademie-Verlag, Berlin 2012, ISBN 978-3-05-005943-3.
- David Dyzenhaus: Legality and Legitimacy. Carl Schmitt, Hans Kelsen and Hermann Heller in Weimar. Oxford 2000, ISBN 0-19-829846-3.
- Ellen Kennedy: Constitutional Failure. Carl Schmitt in Weimar. Durham 2004, ISBN 0-8223-3243-4.
- Gabriel Seiberth: Anwalt des Reiches. Carl Schmitt und der Prozess „Preußen contra Reich“ vor dem Staatsgerichtshof. Berlin 2001, ISBN 3-428-10444-7.

#### Drittes Reichund Antisemitismus
- Karl Graf Ballestrem: Carl Schmitt und der Nationalsozialismus. Ein Problem der Theorie oder des Charakters? In: O. W. Gabriel u. a. (Hrsg.): Der demokratische Verfassungsstaat. Theorie, Geschichte, Probleme, Festschrift für Hans Buchheim zum 70. Geburtstag. Oldenbourg, München 1992, ISBN 3-486-55934-6, S. 115–132.
- Joseph W. Bendersky: Carl Schmitt. Theorist for the Reich. Princeton NJ 1983, ISBN 0-691-05380-4.
- Dirk Blasius: Carl Schmitt. Preußischer Staatsrat in Hitlers Reich. Göttingen 2001, ISBN 3-525-36248-X. Google Books
- Felix Blindow: Carl Schmitts Reichsordnung. Berlin 1999, ISBN 3-05-003405-X.
- David Egner: Zur Stellung des Antisemitismus im Denken Carl Schmitts, in: Vierteljahrshefte für Zeitgeschichte, Band 61, Heft 3, 2013.
- Raphael Gross: Carl Schmitt und die Juden. Frankfurt 2000, ISBN 3-518-29354-0.
- Andreas Koenen: Der Fall Carl Schmitt. Darmstadt 1995, ISBN 3-534-12302-6.
- Helmut Quaritsch: Carl Schmitt. Antworten in Nürnberg. Berlin 2000, ISBN 3-428-10075-1.
- Bernd Rüthers: Entartetes Recht. Rechtslehren und Kronjuristen im Dritten Reich. Beck, München 1988, ISBN 3-406-32999-3.
- Bernd Rüthers: Carl Schmitt im Dritten Reich – Wissenschaft als Zeitgeist-Verstärkung?. 2. Auflage. Beck, München 1990, ISBN 3-406-34701-0.
- Martin Tielke: Der stille Bürgerkrieg. Ernst Jünger und Carl Schmitt im Dritten Reich. Landt Verlag, Berlin 2007, ISBN 978-3-938844-08-3.

#### Bundesrepublik
- Jürgen Habermas: Carl Schmitt in der politischen Geistesgeschichte der Bundesrepublik. In dsb.: Die Normalität einer Berliner Republik. Frankfurt 1995, ISBN 3-518-11967-2, S. 112–122.
- Dirk van Laak: Gespräche in der Sicherheit des Schweigens. Carl Schmitt in der politischen Geistesgeschichte der frühen Bundesrepublik. Berlin 1993, ISBN 3-05-003744-X.
- Reinhard Mehring: Vom Umgang mit Carl Schmitt. Die Forschungsdynamik der letzten Epoche im Rezensionsspiegel. Baden-Baden (Nomos-Verlag) 2018, ISBN 978-3-8487-5156-3.
- Jan-Werner Müller: Ein gefährlicher Geist. Carl Schmitts Wirkung in Europa. WBG, Darmstadt 2007, ISBN 3-534-19716-X. Neuaufl. um ein Register ergänzt ebd. 2011 (Aus dem Englischen v. Nikolaus de Palézieux: A Dangerous Mind. Carl Schmitt in Post-War European Thought. Yale University Press, New Haven 2003, ISBN 0-300-09932-0.)

#### Zur Aktualität von Carl Schmitt im 21. Jahrhundert
- Brendan Simms: Die Rückkehr des Großraums? Duncker & Humblot, Berlin 2023, ISBN 978-3-428-19022-5 (Carl-Schmitt-Vorlesungen, Band 6).

### Audios
- 135. Geburtstag Carl Schmitt – Kronjurist der Nationalsozialisten von Matthias Bertsch, Deutschlandfunk 11. Juli 2023, 4.59 Minuten Audio-Version
- Umstrittener Philosoph der Macht – Warum fasziniert Carl Schmitt sogar seine Feinde? von Stefan Osterhaus, Deutschlandfunk Kultur 24. November 2019, 6.12 Minuten Audio-Version
- Großer Geist oder Vordenker der Nazis von Annette Wilmes, Deutschlandfunk, 11. Juli 2013